# Albastru
Albastru este una dintre culorile din spectrul vizibil ochiului uman, aflată între violet și verde, și clasificată ca o „culoare rece”. În pictură și teoria culorilor precum și în modelul de culori RGB este una dintre cele trei culori primare. Ochiul percepe albastru când observă lumina cu o lungime de undă dominantă între aproximativ 450 și 495 nanometri. Majoritatea nuanțelor de albastru conțin un ușor amestec de alte culori; azur conține puțin verde, în timp ce bleumarinul conține violet. Cerul senin și marea adâncă apar albastre din cauza unui efect optic cunoscut sub numele de Împrăștierea Rayleigh. Un efect optic numit efectul Tyndall explică ochii albaștri. Obiectele distante par mai albastre din cauza unui alt efect optic numit perspectivă aeriană. 
Albastrul a fost o culoare importantă în artă și decorare încă din cele mai vechi timpuri. Piatra semiprețioasă lapis lazuli a fost folosită în Egiptul antic pentru bijuterii și ornamente iar mai târziu, în Renaștere, pentru a face pigmentul bleumarin, cel mai scump dintre toți pigmenții. În secolul al VIII-lea artiștii chinezi au folosit albastru de cobalt pentru a colora porțelanul. În Evul Mediu, artiștii europeni l-au folosit la ferestrele catedralelor. Europenii purtau haine colorate cu colorant vegetal din Isatis tinctoria până când a fost înlocuit cu indigo din America. În secolul al XIX-lea, coloranții și pigmenții albaștri sintetici au înlocuit treptat pigmenții minerali și coloranții sintetici. Albastrul închis a devenit o culoare comună pentru uniformele militare și mai târziu, la sfârșitul secolului XX, pentru costume de afaceri. Deoarece albastrul a fost asociat în mod obișnuit cu armonia, a fost ales drept culoarea steagurilor Națiunilor Unite și a Uniunii Europene.
Sondajele din Europa și Statele Unite arată că albastrul este culoarea asociată cel mai frecvent cu armonia, fidelitatea, încrederea, distanța, infinitul, imaginația, frigul și, uneori, tristețea. În sondajele de opinie publică din Europa și SUA este cea mai populară culoare, aleasă de aproape jumătate dintre bărbați și femei drept culoarea lor preferată. Aceleași sondaje au arătat că albastrul era culoarea cea mai asociată cu masculinul, chiar înainte de negru și era, de asemenea, culoarea cea mai asociată cu inteligența, cunoștințele, calmul și concentrarea.

## Etimologie și diferențe lingvistice
Cuvântul „albastru” provine din latinescul albaster de la albus. De la adjectivul albastru s-au format în limba română o serie de derivate substantivale: albăstrea, albăstrică, albăstriță, albăstreală, albăstrel, albăstrime, albăstriu. 
În engleza modernă blue provine din franceza veche bleu, un cuvânt de origine germanică, din germana veche blao (însemnând „sclipitor”, „lucios”). În heraldică, cuvântul „azur” este folosit pentru albastru.
În limba rusă și în alte limbi, nu există un singur cuvânt pentru albastru, ci mai degrabă cuvinte diferite pentru albastru deschis (голубой, goluboy) și albastru închis (синий, siniy).
Mai multe limbi, inclusiv japoneza, tailandeză, coreeană și lakota, folosesc același cuvânt pentru a descrie albastru și verde. De exemplu, în vietnameză, atât pentru culoarea frunzelor de copac cât și pentru culoarea cerului se folosește cuvântul xanh. În japoneză, cuvântul pentru albastru (青 ao) este adesea folosit pentru culorile la care europenii s-ar referi drept verde, cum ar fi culoarea verde a unui semafor.
Cercetările lingvistice indică faptul că limbile nu încep prin a avea un cuvânt pentru culoarea albastru. Denumirile pentru culori s-au dezvoltat de multe ori în mod individual în limbile naturale, de obicei începând cu negru și alb (sau întuneric și lumină) și apoi adăugând roșu, și doar mult mai târziu –  de obicei, ca ultima categorie principală de culoare acceptată într-o limbă – adăugând culoarea albastru, probabil atunci când pigmenții albaștri au început să fie fabricați în mod constant.

## Știință și natură

### Optică
| sRGB rendering of the spectrum of visible light | sRGB rendering of the spectrum of visible light | sRGB rendering of the spectrum of visible light |
| ----------------------------------------------- | ----------------------------------------------- | ----------------------------------------------- |
| Culoare                                         | Frecvență                                       | Lungime de undă                                 |
| violet                                          | 668–789 THz                                     | 380–450 nm                                      |
| albastru                                        | 606–668 THz                                     | 450–495 nm                                      |
| verde                                           | 526–606 THz                                     | 495–570 nm                                      |
| galben                                          | 508–526 THz                                     | 570–590 nm                                      |
| portocaliu                                      | 484–508 THz                                     | 590–620 nm                                      |
| roșu                                            | 400–484 THz                                     | 620–750 nm                                      |

Ochiul uman percepe albastru atunci când observă lumina care are o lungime de undă dominantă de aproximativ 450-495 nanometri. Albastru cu o frecvență mai mare și deci cu o lungime de undă mai scurtă arată treptat mai violet, în timp ce albastru cu o frecvență mai mică și o lungime de undă mai lungă apare treptat mai verde. Albastrul pur, la mijloc, are o lungime de undă de 470 nanometri.
Isaac Newton a inclus albastru ca una dintre cele șapte culori din prima sa descriere a spectrului vizibil. El a ales șapte culori deoarece acesta era numărul notelor din scara muzicală, despre care credea că este legat de spectrul optic. A inclus indigo, nuanța dintre albastru și violet, ca una dintre culorile separate, deși astăzi este de obicei considerată o nuanță de albastru.
În pictură și teoria culorilor tradiționale, albastrul este una dintre cele trei culori primare ale pigmenților (roșu, galben, albastru), care pot fi amestecate pentru a forma o gamă largă de culori. Roșu și albastru amestecate formează violet, albastru și galben împreună formează verde. Amestecând toate cele trei culori primare se produce un gri închis. Din Renaștere, pictorii au folosit acest sistem pentru a-și crea culorile. 
Modelul RGB a fost utilizat pentru imprimarea culorilor de către Jacob Christoph Le Blon încă din 1725. Ulterior, tipografii au descoperit că pot fi create culori mai precise prin utilizarea combinațiilor de cerneală magenta, cyan, galbenă și neagră, puse pe plăci de cerneluri separate și apoi suprapuse pe rând pe hârtie. Această metodă putea produce aproape toate culorile din spectru cu o precizie rezonabilă. 
În secolul al XIX-lea, fizicianul scoțian James Clerk Maxwell a găsit o nouă modalitate de a explica culorile, prin lungimea de undă a luminii lor. El a arătat că lumina albă poate fi creată combinând lumina roșie, albastră și verde și că practic toate culorile pot fi realizate prin combinații diferite ale acestor trei culori. Ideea lui, numită culoare aditivă sau modelul de culori RGB, este folosit astăzi pentru a crea culori la televizoare și ecrane de calculator. Ecranul este acoperit de pixeli minusculi, fiecare având trei elemente fluorescente pentru crearea de lumină roșie, verde și albastră. Dacă elementele roșii, albastre și verzi strălucesc toate odată, pixelul pare alb. Pe măsură ce ecranul este scanat din spate cu electroni, fiecare pixel își creează propria culoare desemnată, compunând o imagine completă pe ecran. 

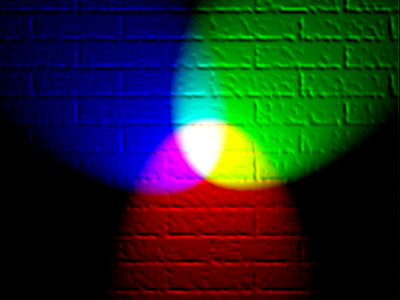
Amestecare de culori aditive. Proiecția luminilor de culori primare pe un ecran arată culorile secundare care se obțin; combinația roșu, verde și albastru fiecare în intensitate completă duce la obținerea albului.
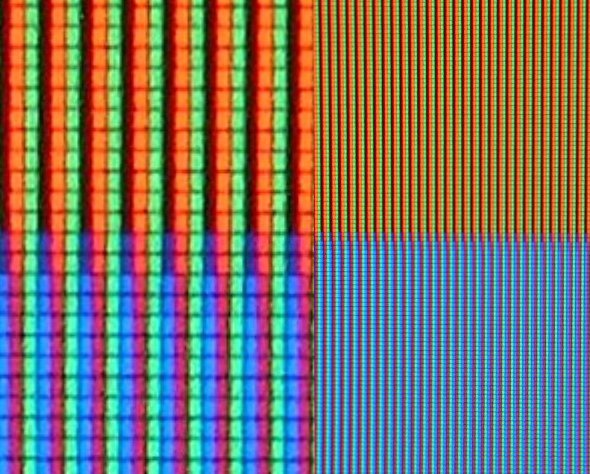
Pixeli albaștri și portocalii pe un ecran de televiziune LCD. În stânga mărirea sub-pixelilor roșii, verzi și albaștri.

Pe roata de culoare HSV, culoarea complementară a albastrului este galben, adică o culoare corespunzătoare unui amestec egal de lumină roșie și verde. Pe roata de culori bazată pe teoria tradițională a culorilor, unde albastrul era considerat o culoare primară, culoarea complementară a acestuia era considerată portocaliu.

### De ce cerul este albastru

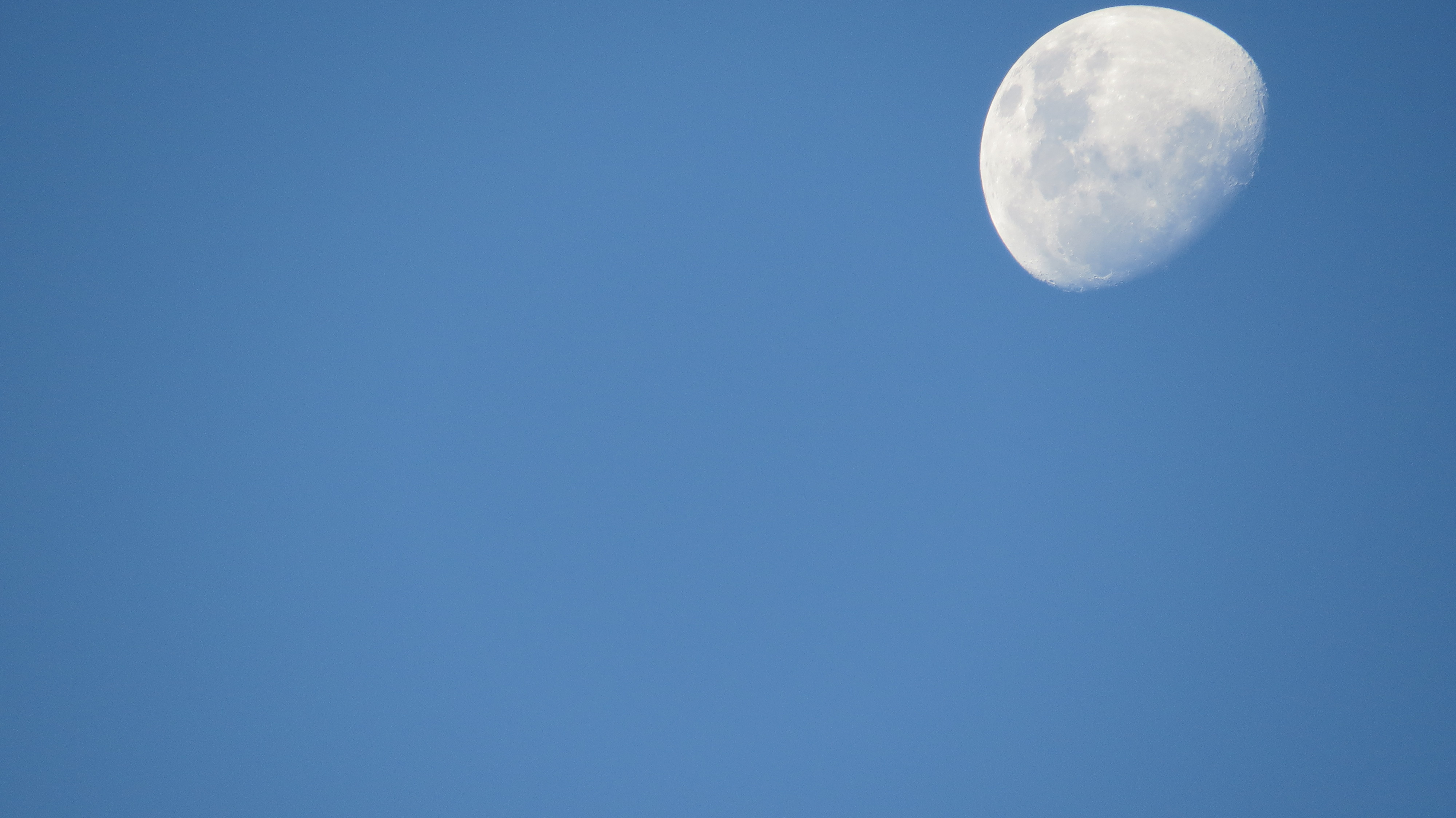
Cer albastru

Dintre culorile din spectrul vizibil al luminii, albastrul are o lungime de undă foarte scurtă, în timp ce roșu are cea mai lungă lungime de undă. Când lumina soarelui ajunge în atmosfera Pământului este împrăștiată în toate direcțiile de toate gazele și particulele din aer. Lumina albastră este împrăștiată mai mult decât celelalte culori, deoarece călătorește în unde mai scurte, mai mici. Acest efect se numește împrăștierea Rayleigh, după Lordul Rayleigh, fizicianul britanic care l-a descoperit. Efectul a fost confirmat de Albert Einstein în 1911.
În apropierea răsăritului și a apusului, cea mai mare parte a luminii pe care o vedem vine aproape tangentă la suprafața Pământului, astfel încât calea luminii prin atmosferă este atât de lungă, încât o mare parte din lumina albastră și chiar verde este împrăștiată, permițând luminii roșii și galbene să treacă direct în ochii noștri. Prin urmare, atunci când privim apusul și răsăritul, culoarea roșie este mai perceptibilă decât oricare dintre celelalte culori.
Marea este văzută ca albastră, în general, din același motiv: apa absoarbe lungimile de undă mai lungi de roșu și reflectă și împrăștie albastrul, care ajunge la ochiul privitorului. Culoarea mării este afectată și de culoarea cerului, reflectată de particulele din apă; și prin alge și viața plantelor în apă, ceea ce o poate face să pară verde; sau prin sedimente, care o pot face să pară maro.

### Ochi albaștri

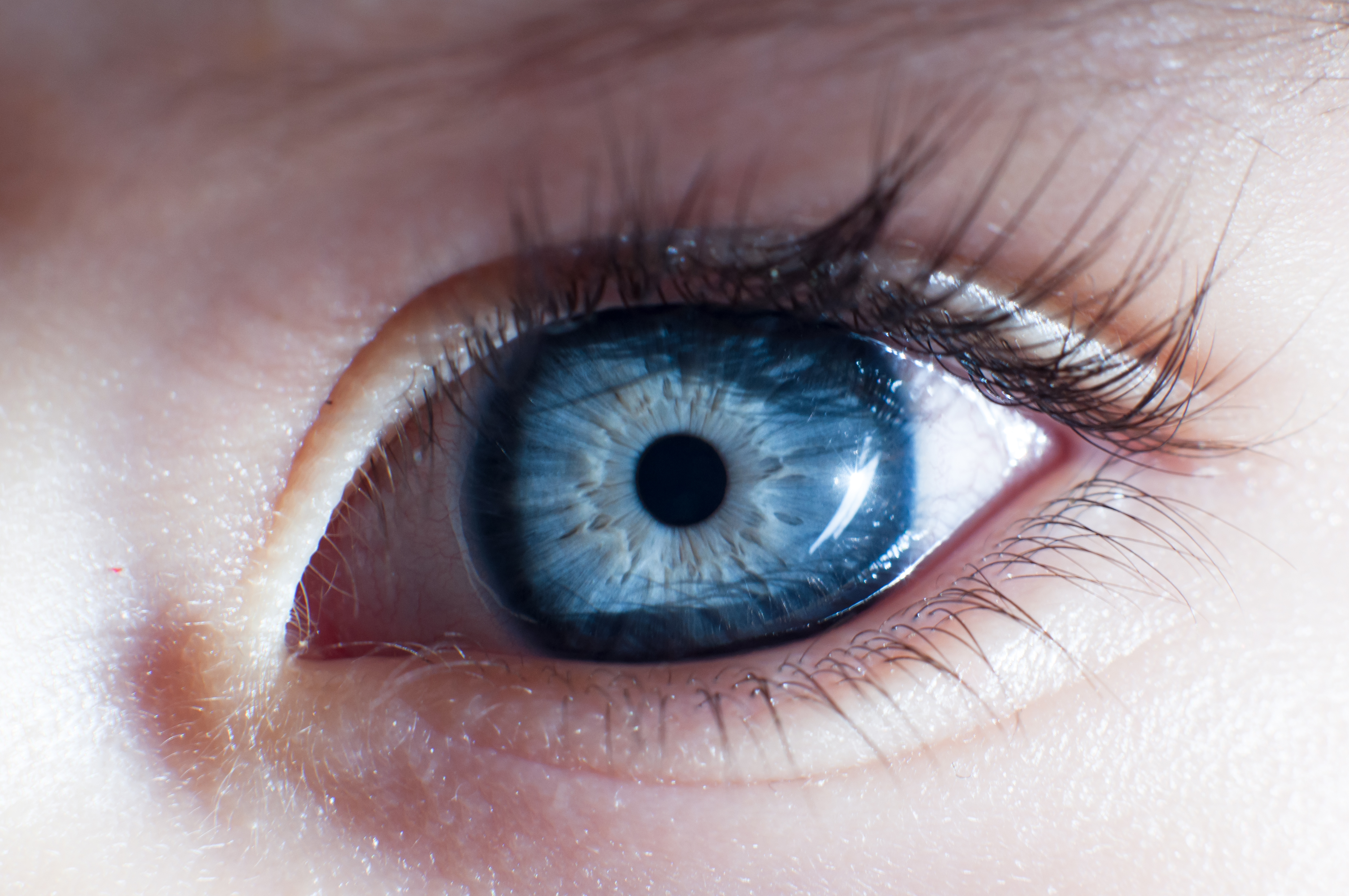
Ochii albaștri nu conțin de fapt un pigment albastru. Culoarea este cauzată de un efect numit Efectul Tyndall.

Ochii albaștri nu conțin de fapt nici un pigment albastru. Culoarea ochilor este determinată de doi factori: pigmentarea irisului ochiului  și răspândirea luminii în stroma irisului prin mediul turbid. La om, pigmentarea irisului variază de la maro deschis la negru. În cazul ochilor albaștri, stroma (stratul exterior al irisului) nu conține deloc pigment, ci doar fibre de colagen, care dispersează lumina printr-un mecanism numit dispersia Tyndall și care creează impresia vizuală a culorii albastre, un efect optic asemănător cu împrăștierea Rayleigh, care ne face să vedem cerul ca fiind albastru.
Ochii albaștri sunt cei mai frecvenți în Irlanda, zona Mării Baltice și Europa de Nord  și, de asemenea, în Europa de Est, Centrală și de Sud. Ochii albaștri se găsesc și în anumite părți din Asia de Vest, în special în Afganistan, Siria, Irak și Iran. În Estonia, 99% dintre oameni au ochii albaștri. În Danemarca în urmă cu 30 de ani, doar 8% din populație avea ochii căprui, deși prin imigrare, astăzi acest număr este de aproximativ 11%. În Germania, aproximativ 75% au ochii albaștri.
În Statele Unite, în 2006, una din fiecare șase persoane, sau 16,6% din populația totală și 22,3% din populația albă, au ochi albaștri, comparativ cu aproximativ jumătate din americanii născuți în 1900 și o treime din americanii născuți în 1950. În SUA, băieții au o probabilitate de 3–5% să aibă ochi albaștri decât fetele.

### Pigmenți și coloranți
Pigmenții albastri au fost obținuți din minerale, în special din lapis lazuli și azurit (Cu3(CO3)2(OH)2). Aceste minerale au fost zdrobite, măcinate în pulbere și apoi amestecate cu un agent de legare cu uscare rapidă, cum ar fi gălbenușul de ou (vopsea tempera) sau cu un ulei cu uscare lentă, cum ar fi uleiul de in, pentru vopsirea în ulei. Pentru a face vitralii albastre se folosește albastru de cobalt (cobalt (II) aluminat: CoAl2O4) pigmentul a fost amestecat cu sticlă. Alți pigmenți albaștri obținuți din minerale sunt ultramarinul (Na8-10Al6Si6O24S2–4), albastru cerulean (în principal stanat de cobalt (II): Co2SnO4) și albastru prusac (în primul rând Fe7(CN)18).
Coloranții naturali folosiți la colorarea pânzelor și tapiseriilor erau obținuți din plante. Isatis tinctoria și indigo au fost utilizate pentru a produce colorantul indigo utilizat în colorarea țesăturilor în albastru sau indigo. Începând cu secolul al XVIII-lea, vopselele albastre naturale au fost în mare parte înlocuite cu coloranți sintetici.

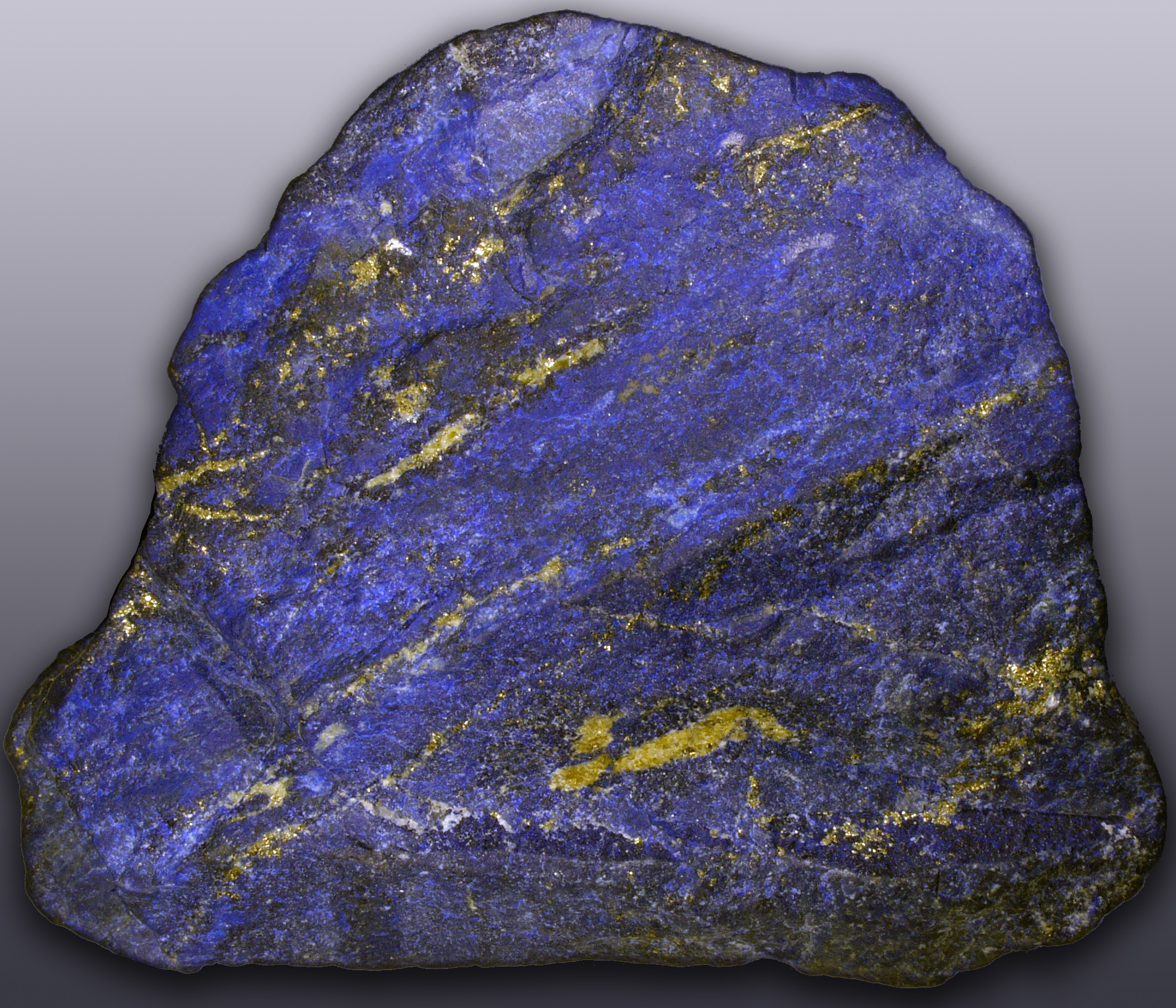
Lapis lazuli exploatat în Afganistan de mai bine de trei mii de ani, a fost folosit pentru bijuterii și ornamente, iar mai târziu a fost măcinat și folosit ca pigment.
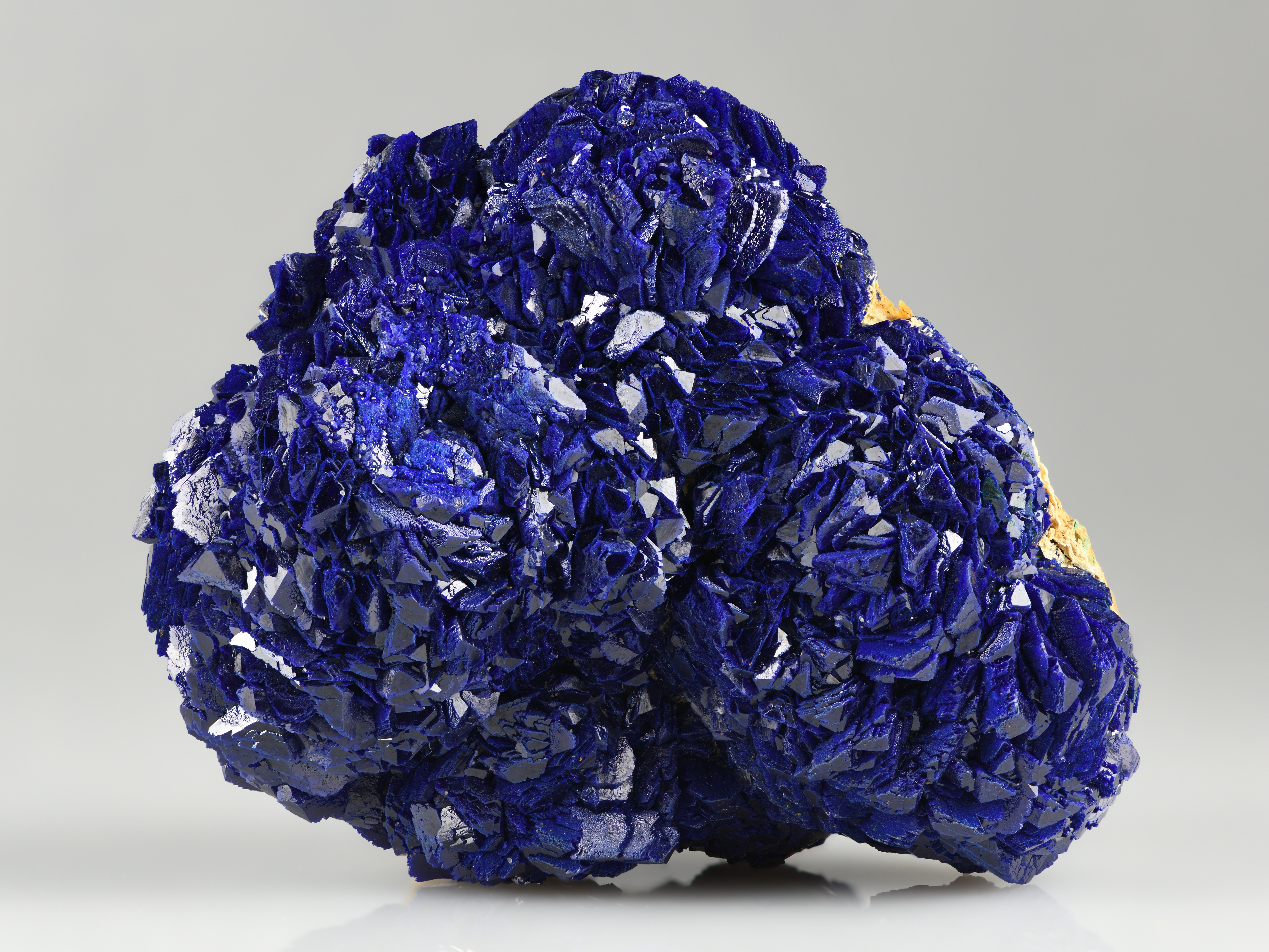
Azuritul, comun în Europa și Asia, este produs prin dezagregarea depunerilor de minereu de cupru. Măcinat a fost folosit ca pigment din cele mai vechi timpuri.
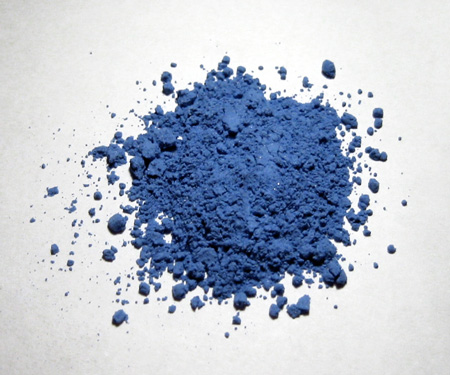
Ultramarinul natural, realizat prin măcinarea și purificarea lapis lazuli, a fost cel mai fin pigment albastru disponibil în Evul Mediu și în Renaștere. Era extrem de scump, iar în arta renascentistă italiană era deseori rezervată hainelor Fecioarei Maria.
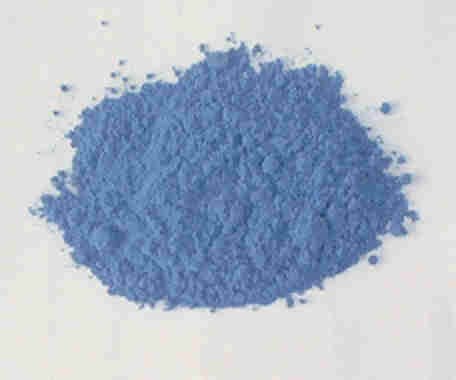
Albastrul egiptean, primul pigment artificial creat în mileniul al III-lea î.Hr. în Egiptul Antic prin măcinarea nisipului, cuprului și natronului, apoi încălzirea acestora. A fost adesea folosit în picturile și obiectele funerare pentru a proteja morții în viața lor de apoi.
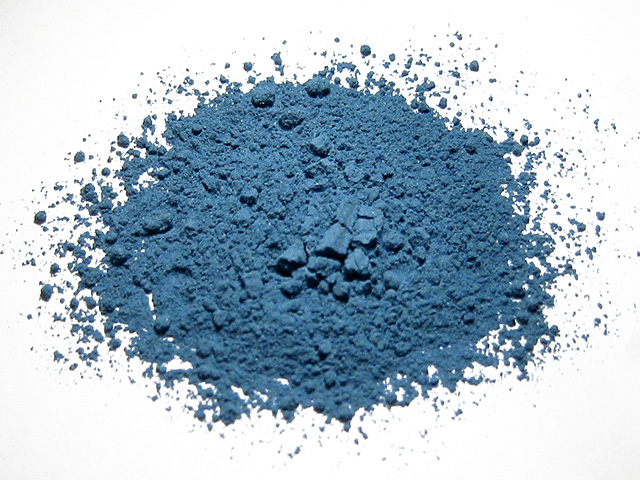
Azuritul măcinat a fost adesea folosit în Renaștere ca substitut pentru mult mai scumpul lapis lazuli. Se obținea din el un albastru bogat, dar instabil, putea deveni verde închis în timp.
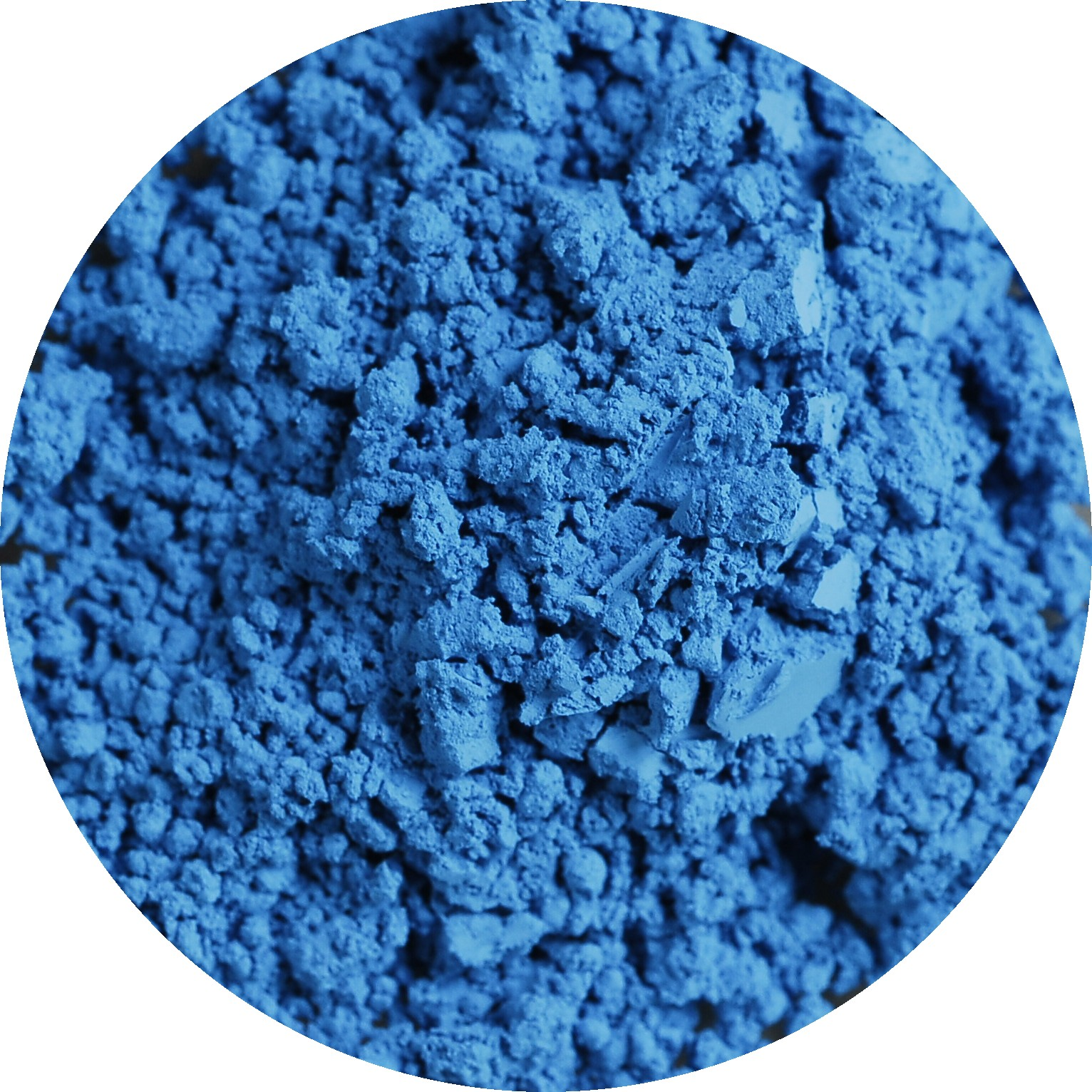
Ceruleanul a fost creat din cupru și oxid de cobalt și folosit pentru a crea o culoare albastru ca cerul. Ca și azuritul, în timp se putea estompa sau deveni verde.
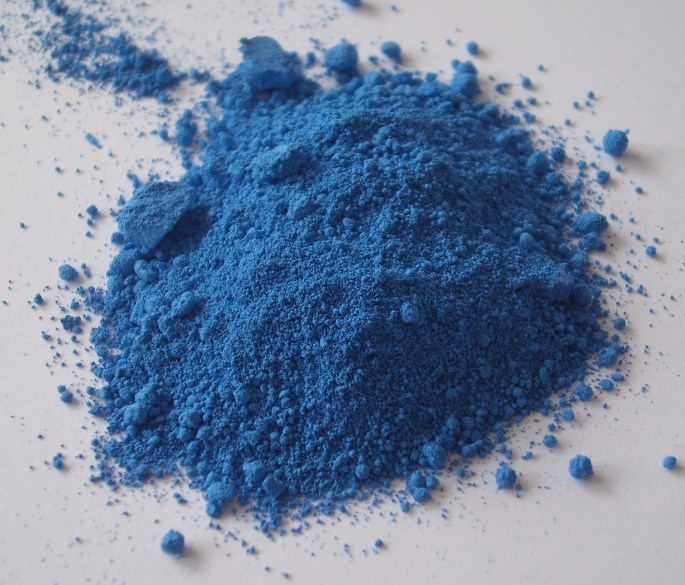
Albastru de cobalt. Cobaltul a fost folosit de secole pentru a colora sticla și ceramica; a fost folosit pentru a face vitralii albastre în catedrale gotice și porțelan chinezesc începând din dinastia T'ang. În 1799, chimistul francez Louis Jacques Thénard a realizat un pigment sintetic albastru de cobalt care a devenit foarte popular în rândul pictorilor.
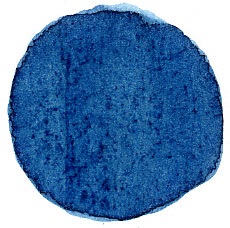
Colorantul indigo  este fabricat din Indigofera tinctoria, o plantă comună în Asia și Africa, dar puțin cunoscută în Europa până în secolul al XV-lea.
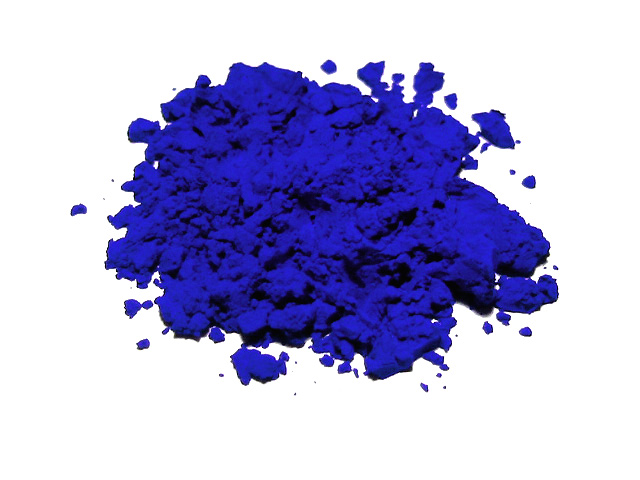
Pigmentul ultramarin sintetic, inventat în 1826, are aceeași compoziție chimică cu ultramarinul natural. Este mai aprins decât ultramarinul natural, deoarece particulele au dimensiuni mai mici și mai uniforme și astfel distribuie lumina mai uniform.
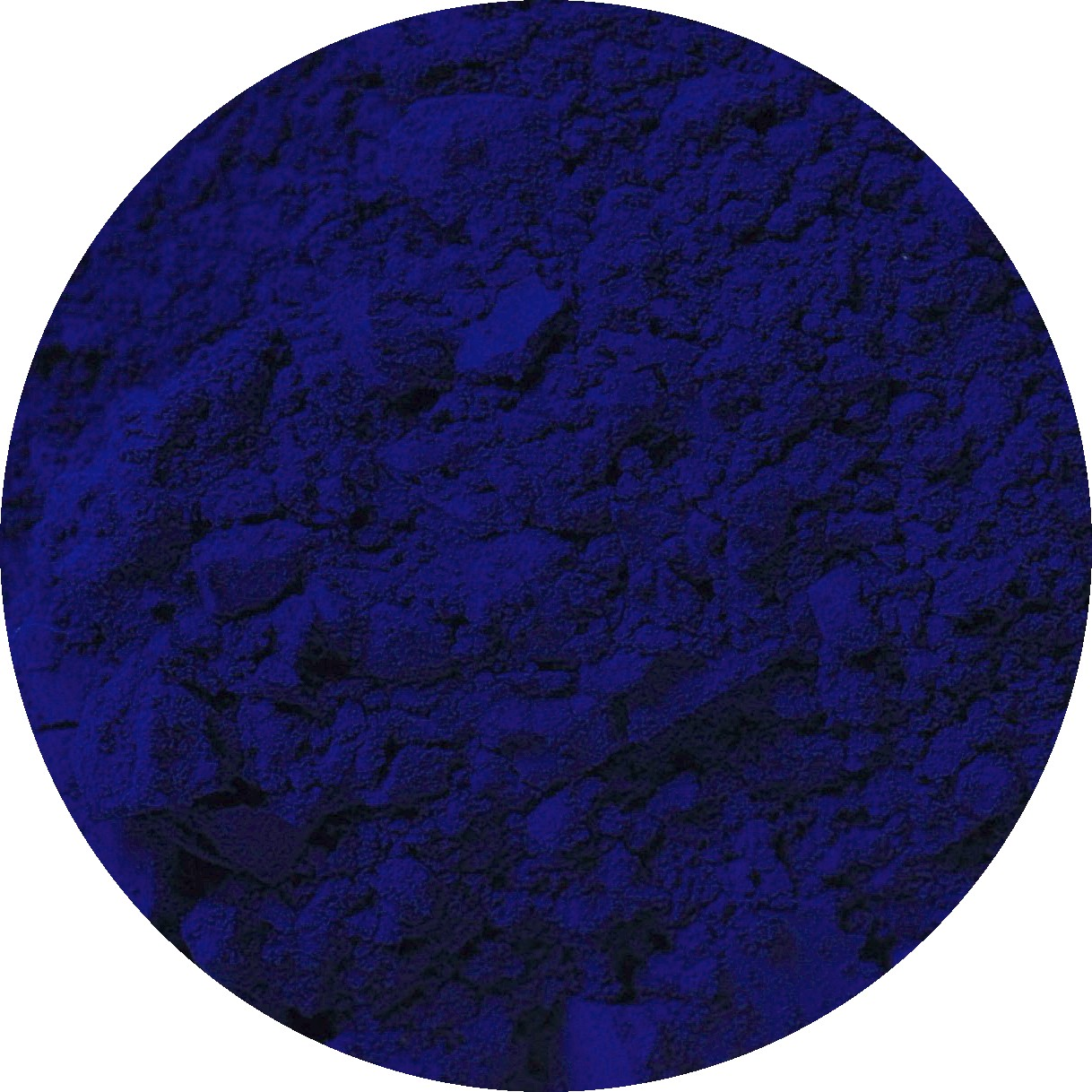
Un nou albastru sintetic creat în anii 1930 este ftalocianina, o culoare intensă folosită pe scară largă pentru fabricarea de cerneală albastră, colorant și pigment.
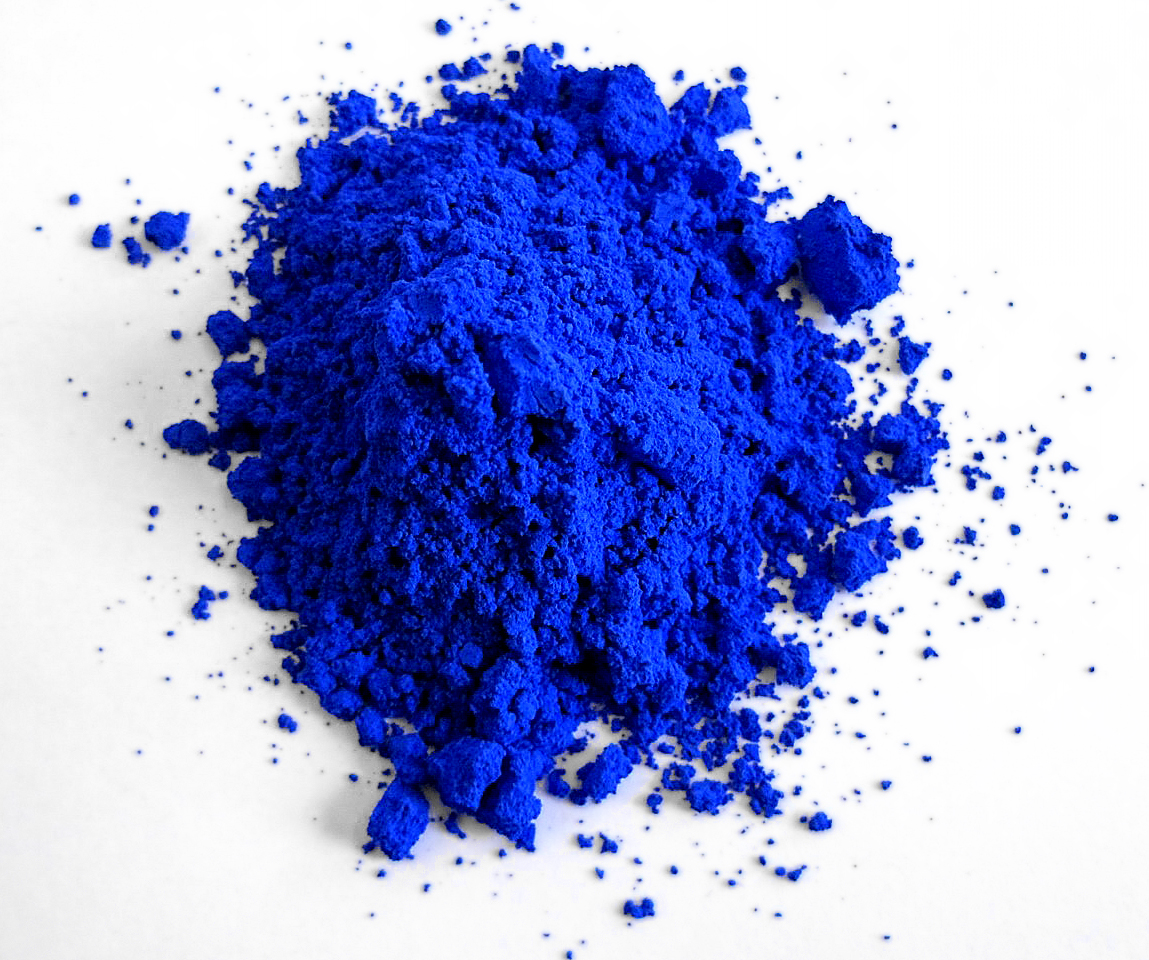
Albastru YInMn  este un pigment albastru anorganic care a fost descoperit accidental în 2009.

### Animale
Animalele cu pigment albastru sunt relativ rare. Printre exemple se numără fluturii din genul Nessaea, unde albastrul este creat de pterobilină. Printre alți pigmenți albaștri de origine animală se numără phorcabilin, folosit de alți fluturi în Graphium și Papilio (în special P. phorcas și P. weiskei), și sarpedobilin, care este folosit de Graphium sarpedon. Organe pigmentate cu albastru, cunoscute sub numele de „cianozomi”, există în cromatoforele a cel puțin două specii de pești: Synchiropus splendidus (peștele mandarin) și Synchiropus picturatus.  Mai frecvent, albastrul la animale este o colorare structurală; un efect de interferență optică indus de scale sau fibre organizate de mărime nanometrică. Exemplele includ penajul mai multor păsări, cum ar fi gaița albastră și Passerina cyanea, solzii fluturilor precum fluturele morpho, fibrele de colagen din pielea unor specii de maimuțe și oposumi  și celulele iridofore la unii pești și broaște.

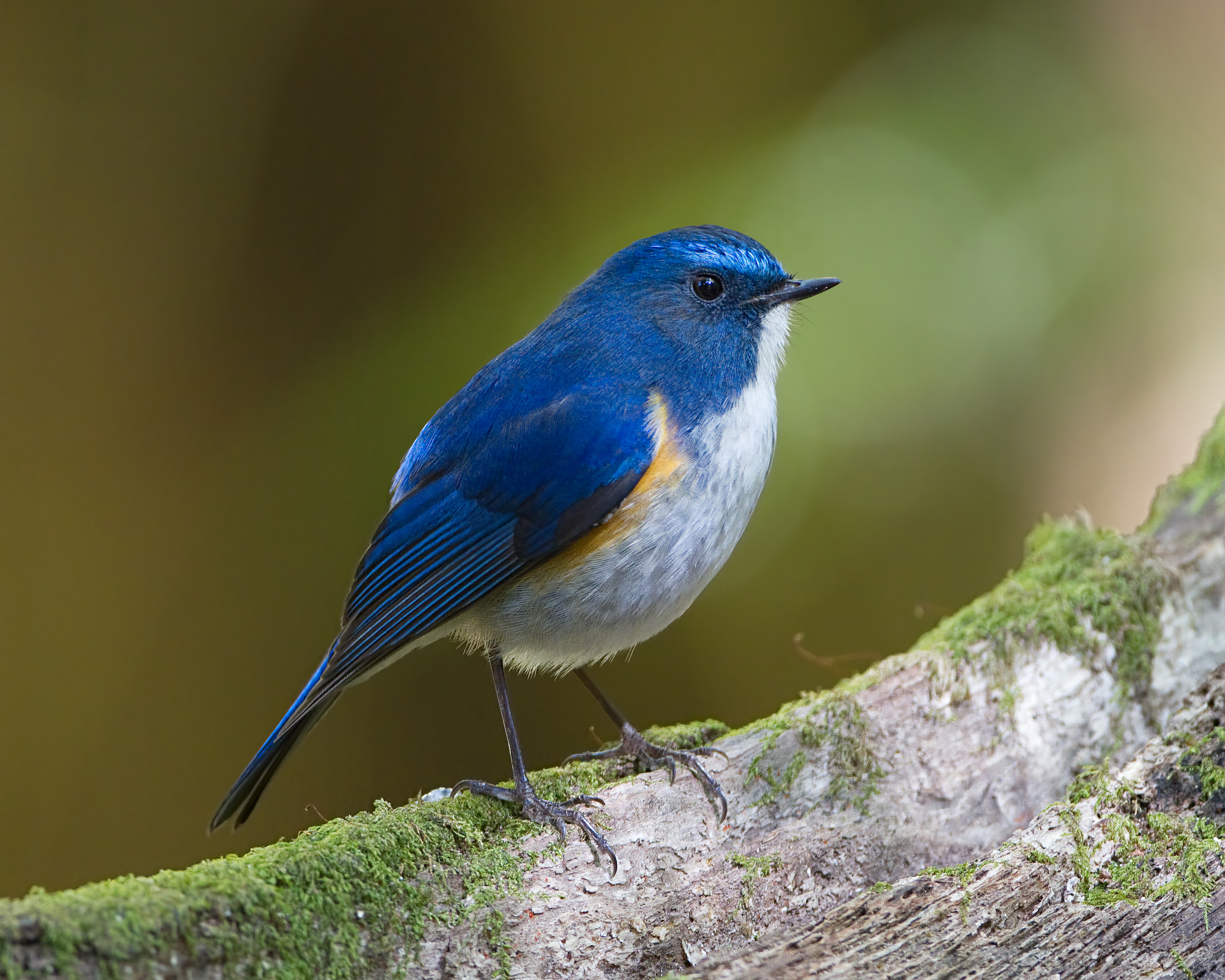
Muscar himalayan (Tarsiger rufilatus)
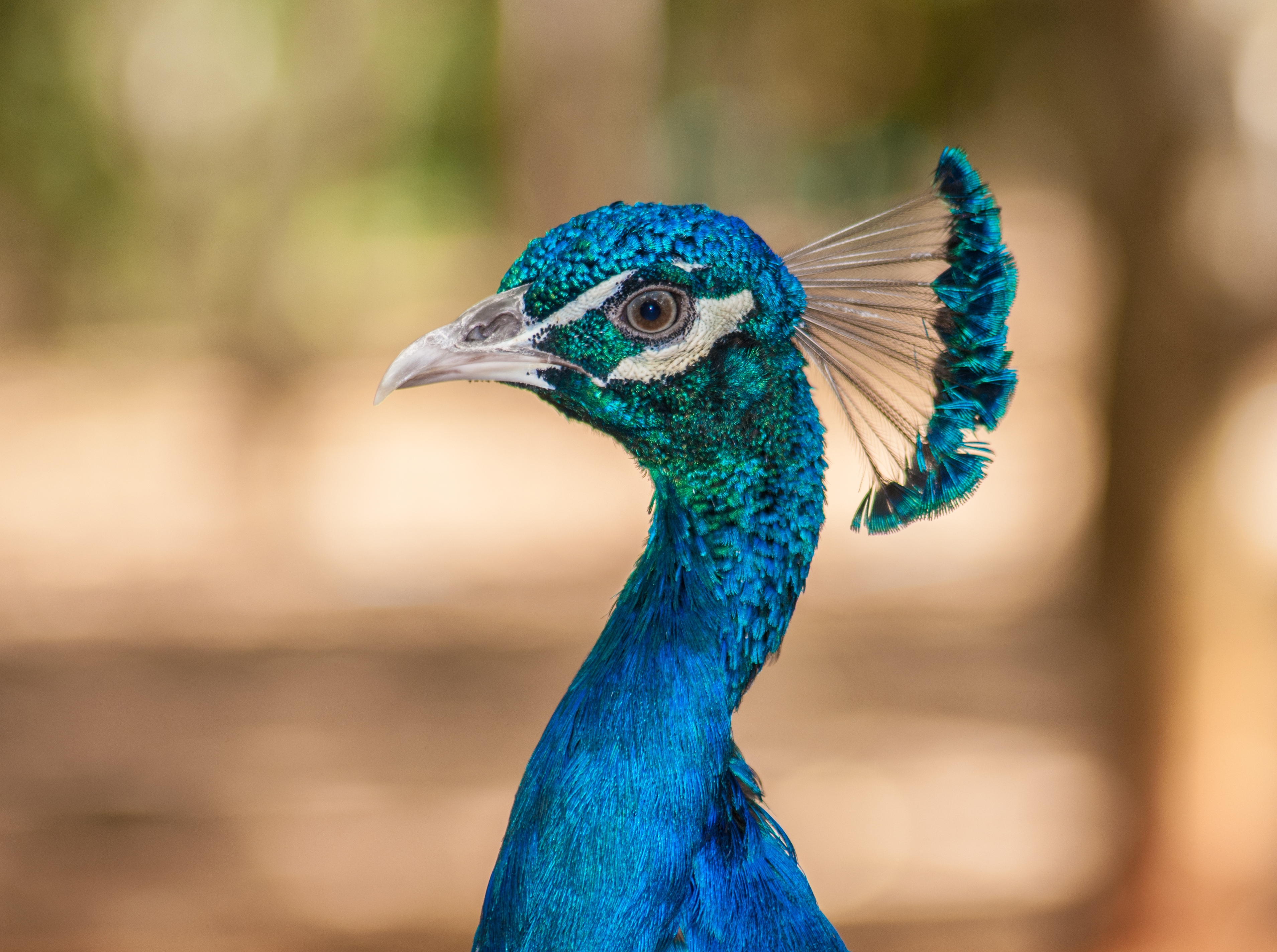
Păun asiatic
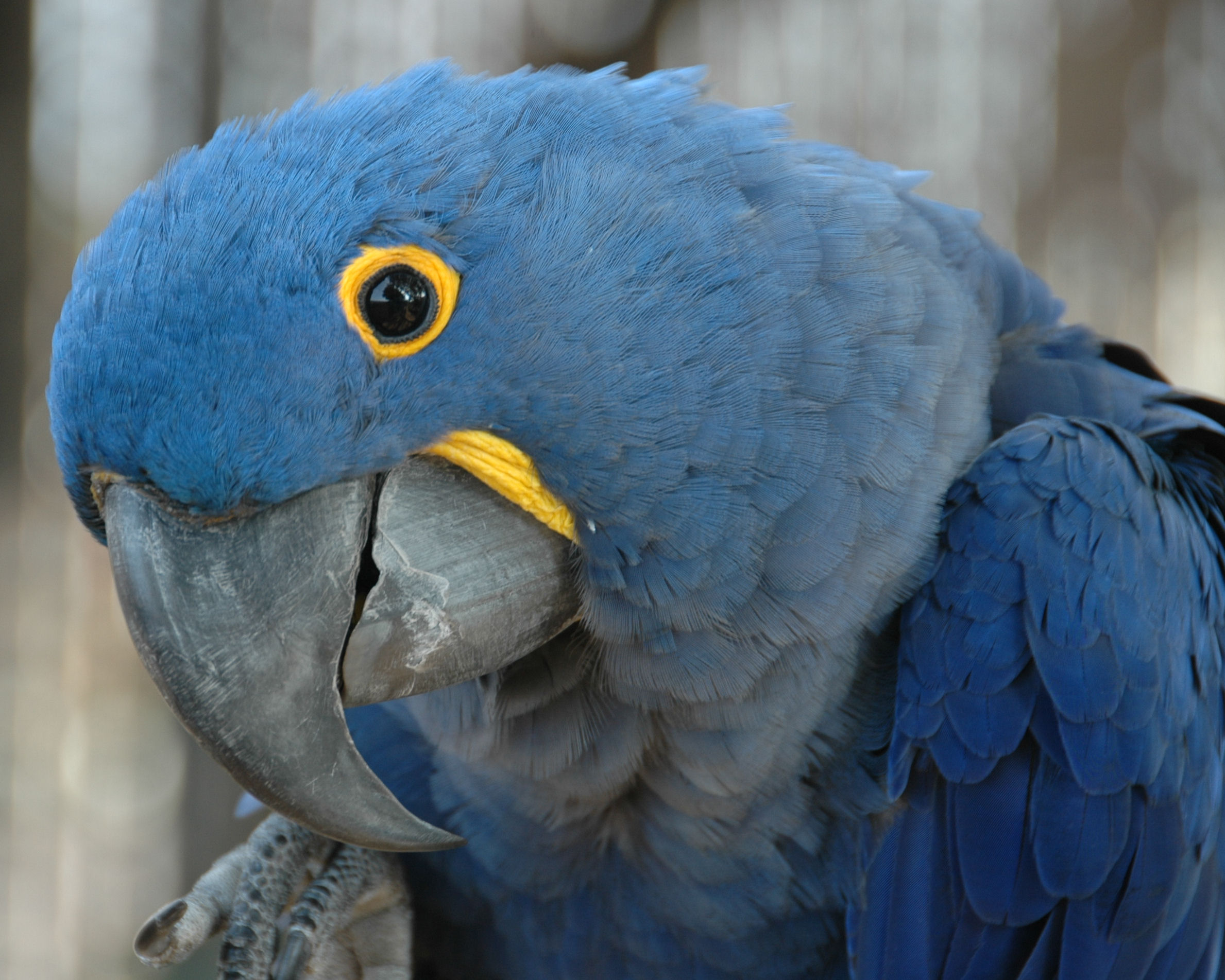
Papagal hyacinth
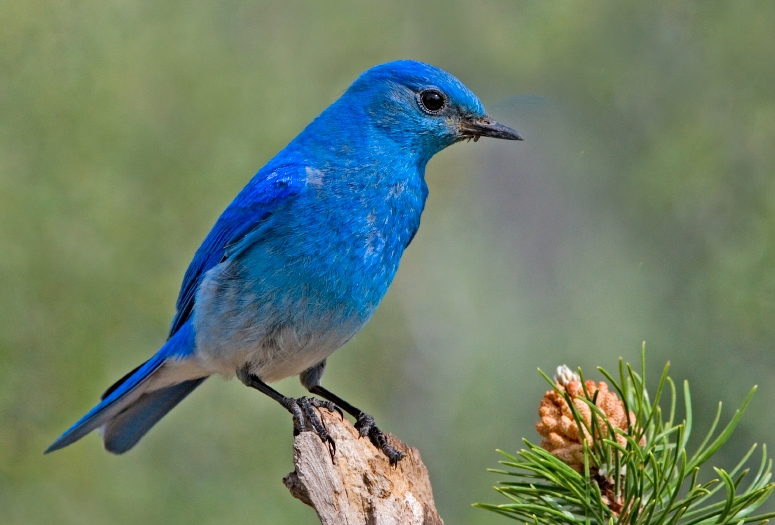
Sialia currucoides
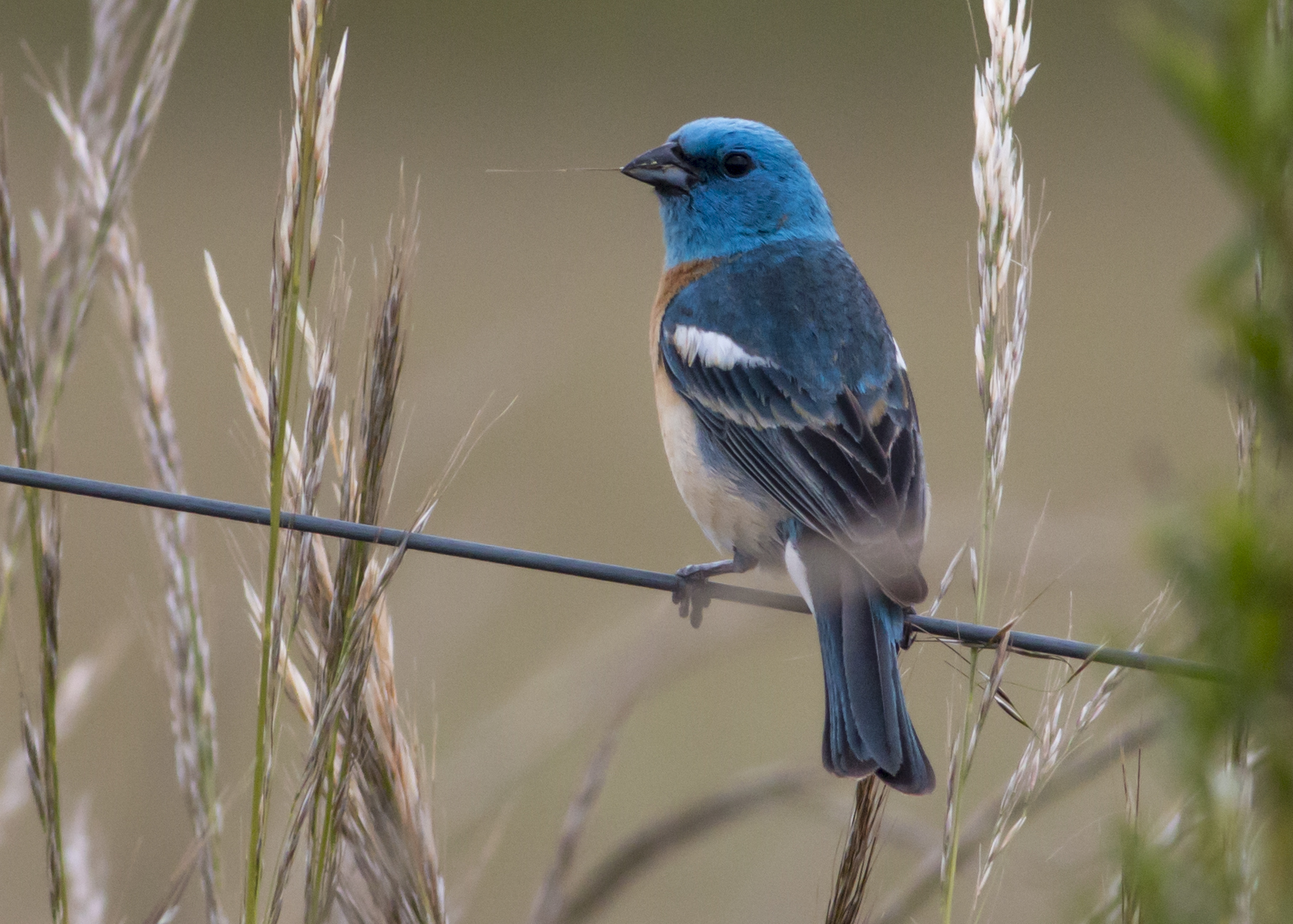
Passerina amoena
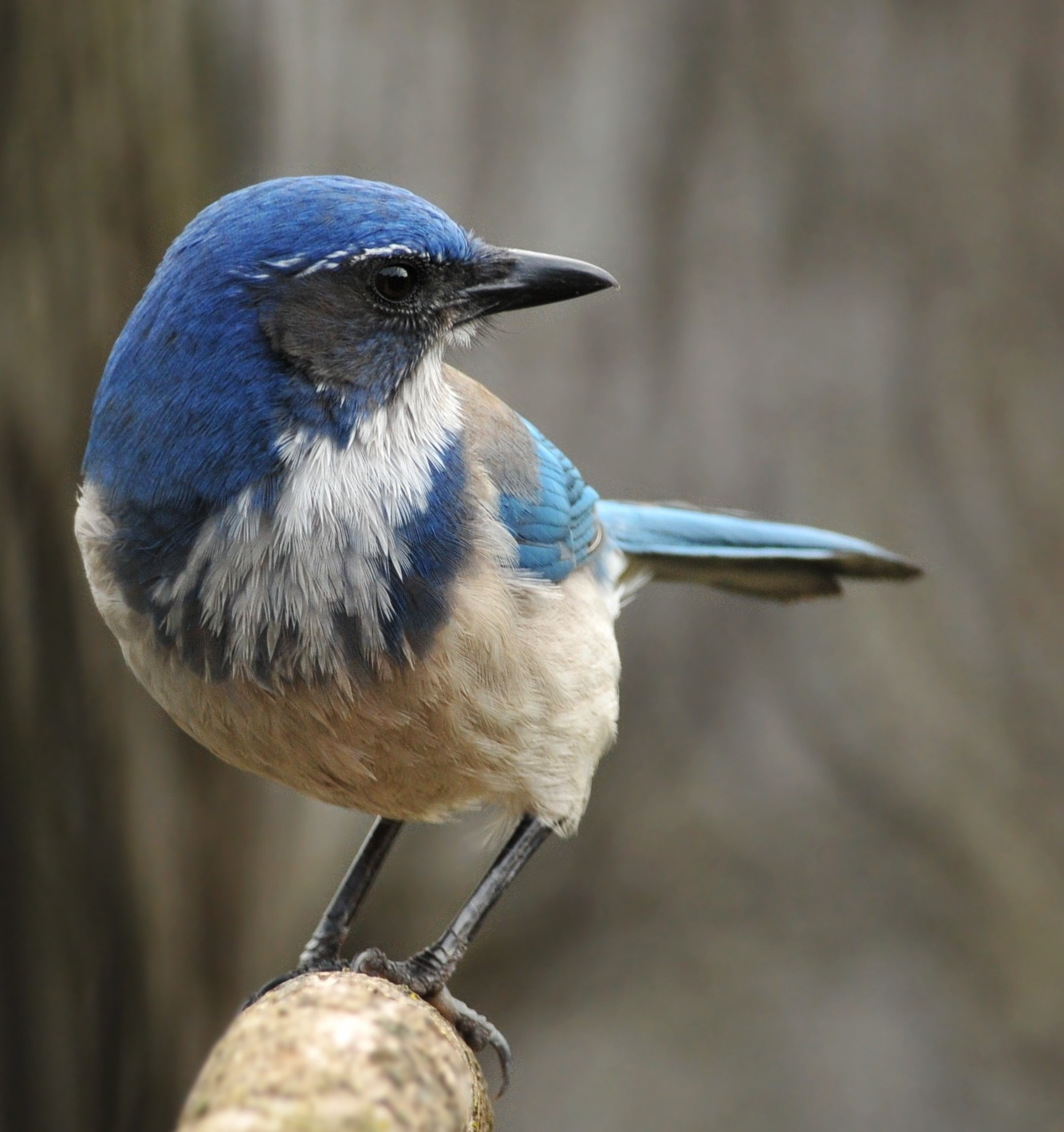
Aphelocoma californica
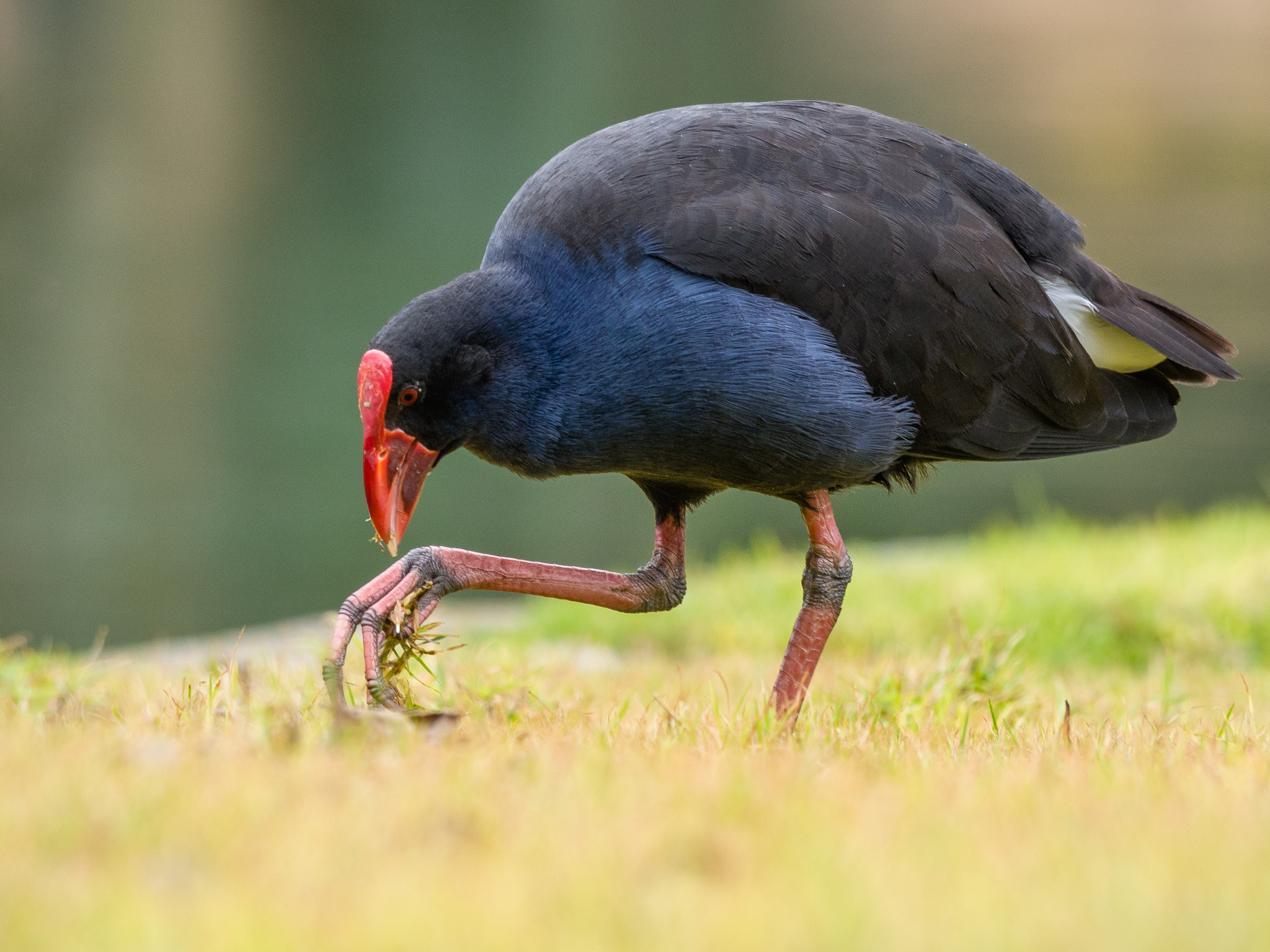
Porphyrio melanotus
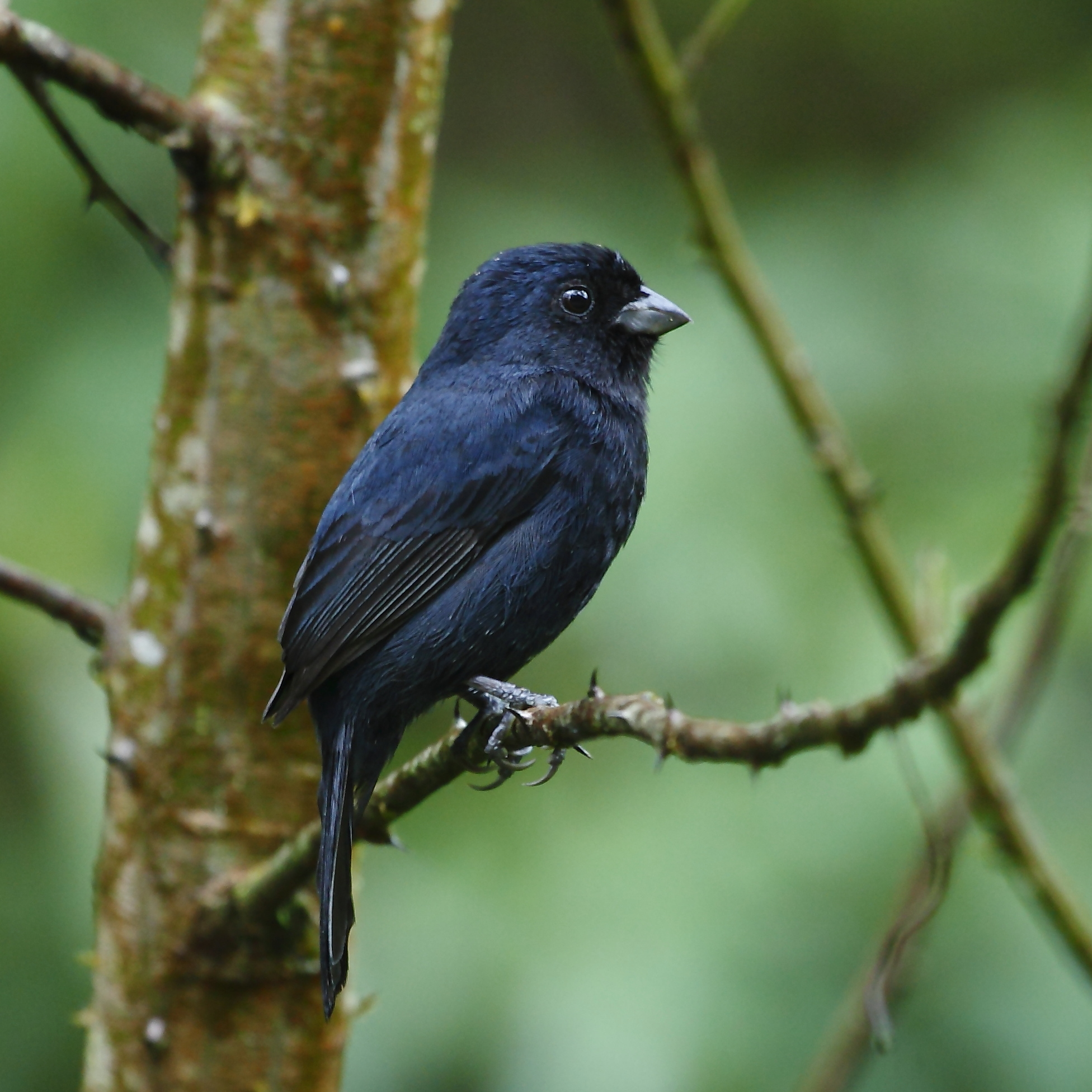
Amaurospiza moesta
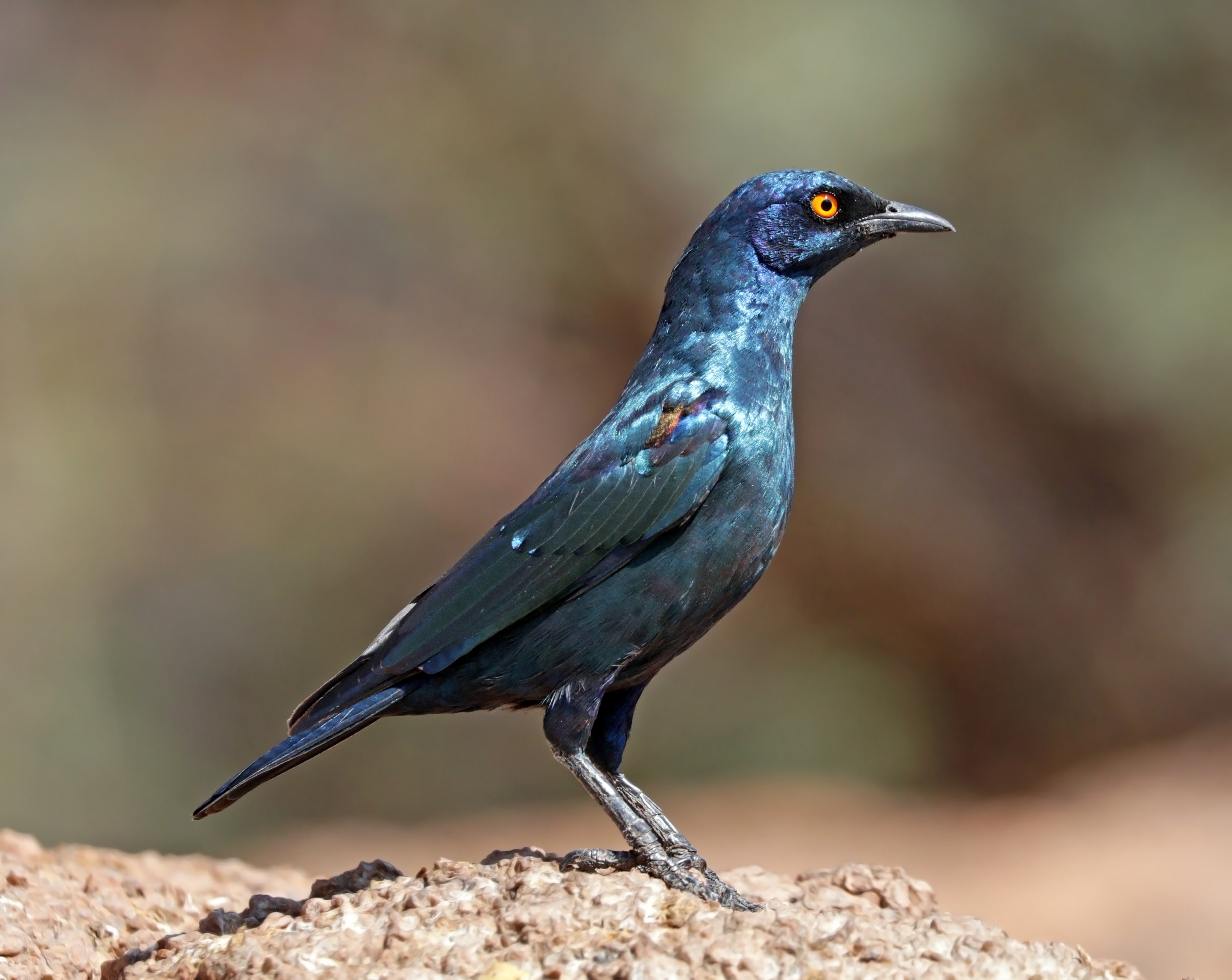
Graur cu umeri roșii (Lamprotornis nitens)
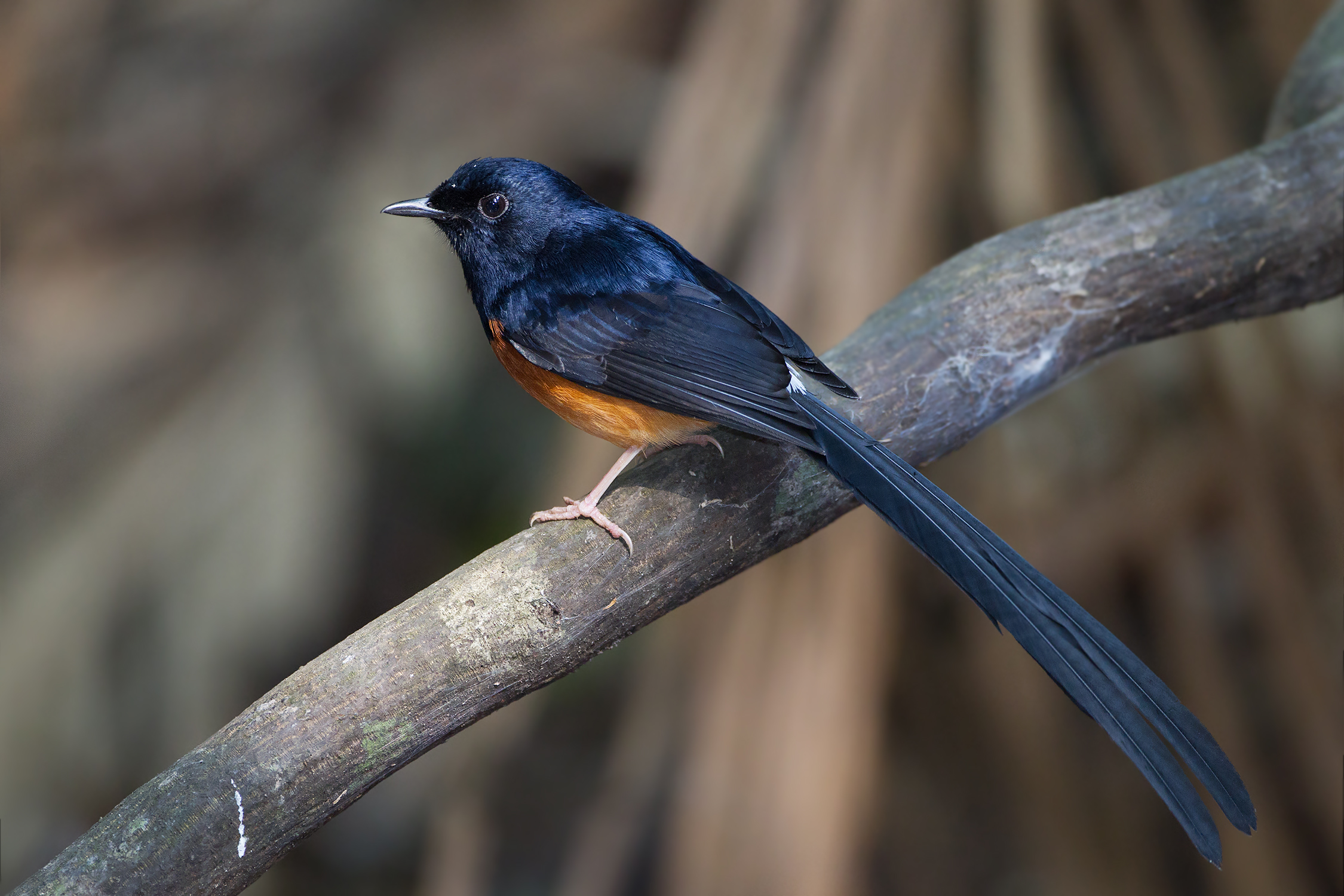
Copsychus malabaricus
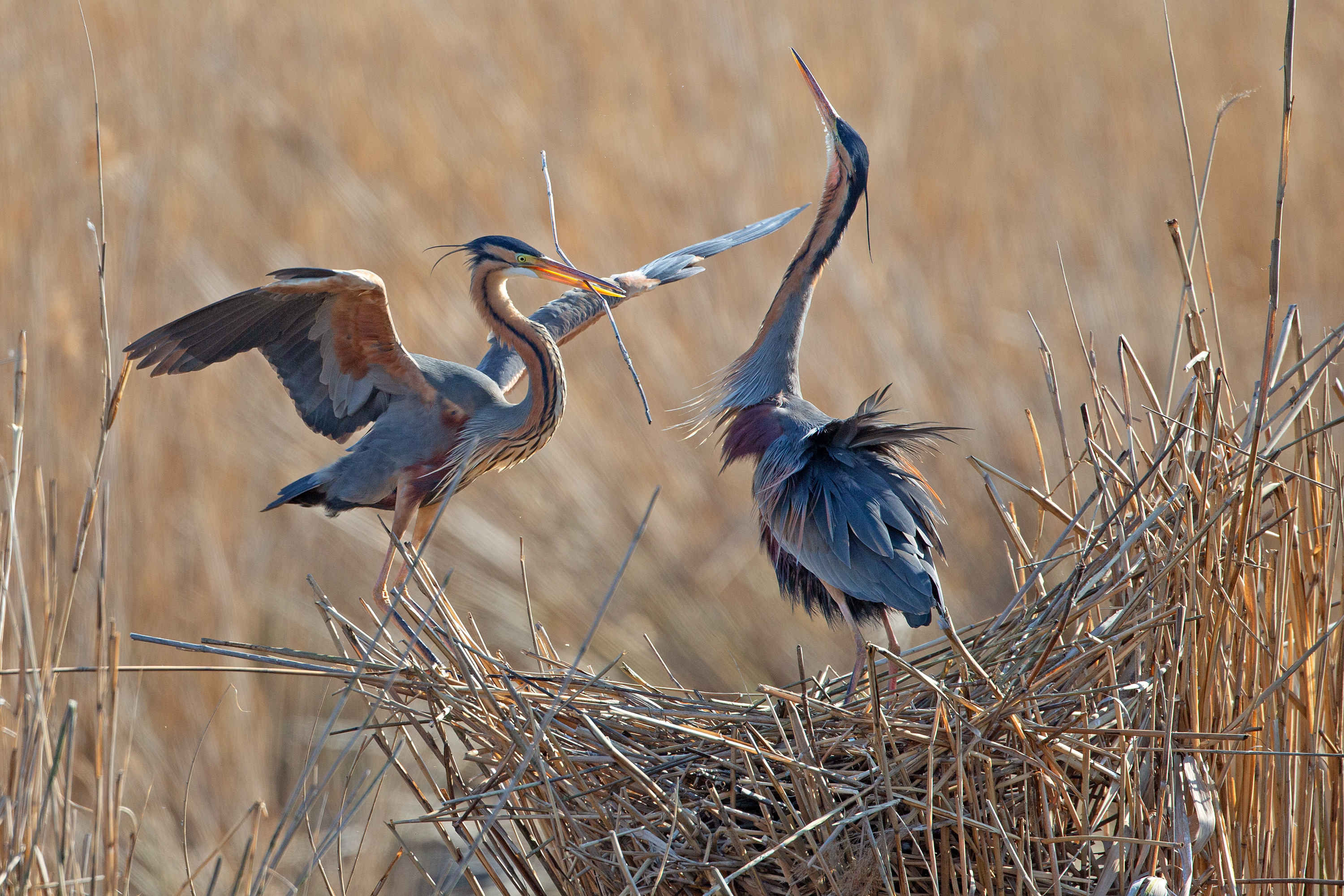
Stârc roşu (Ardea purpurea)
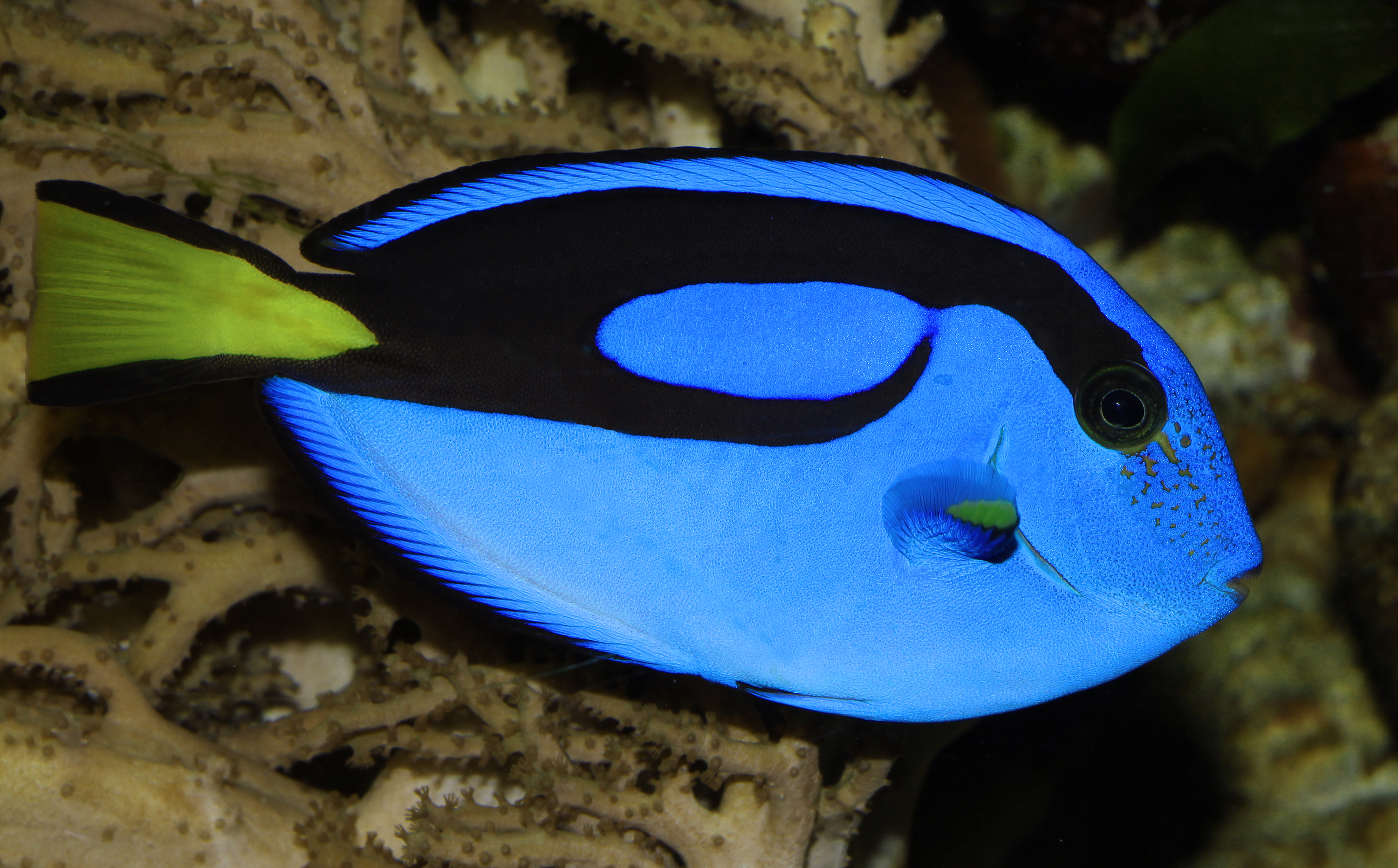
Paracanthurus
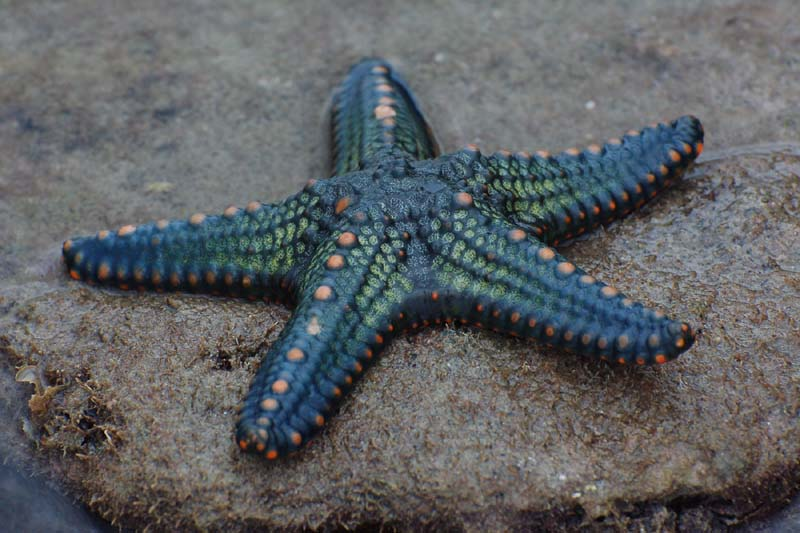
Asteroidea
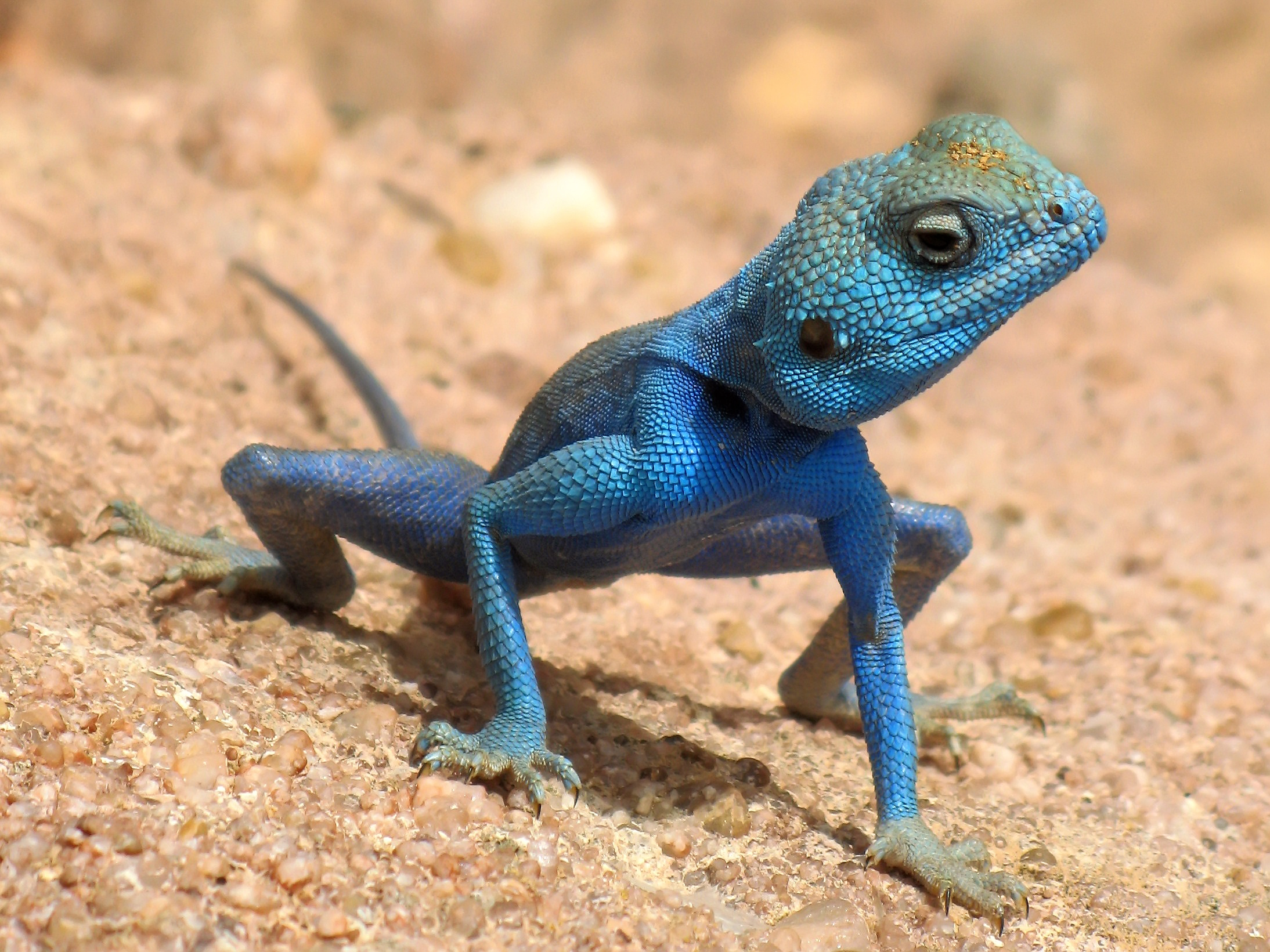
Pseudotrapelus sinaitus
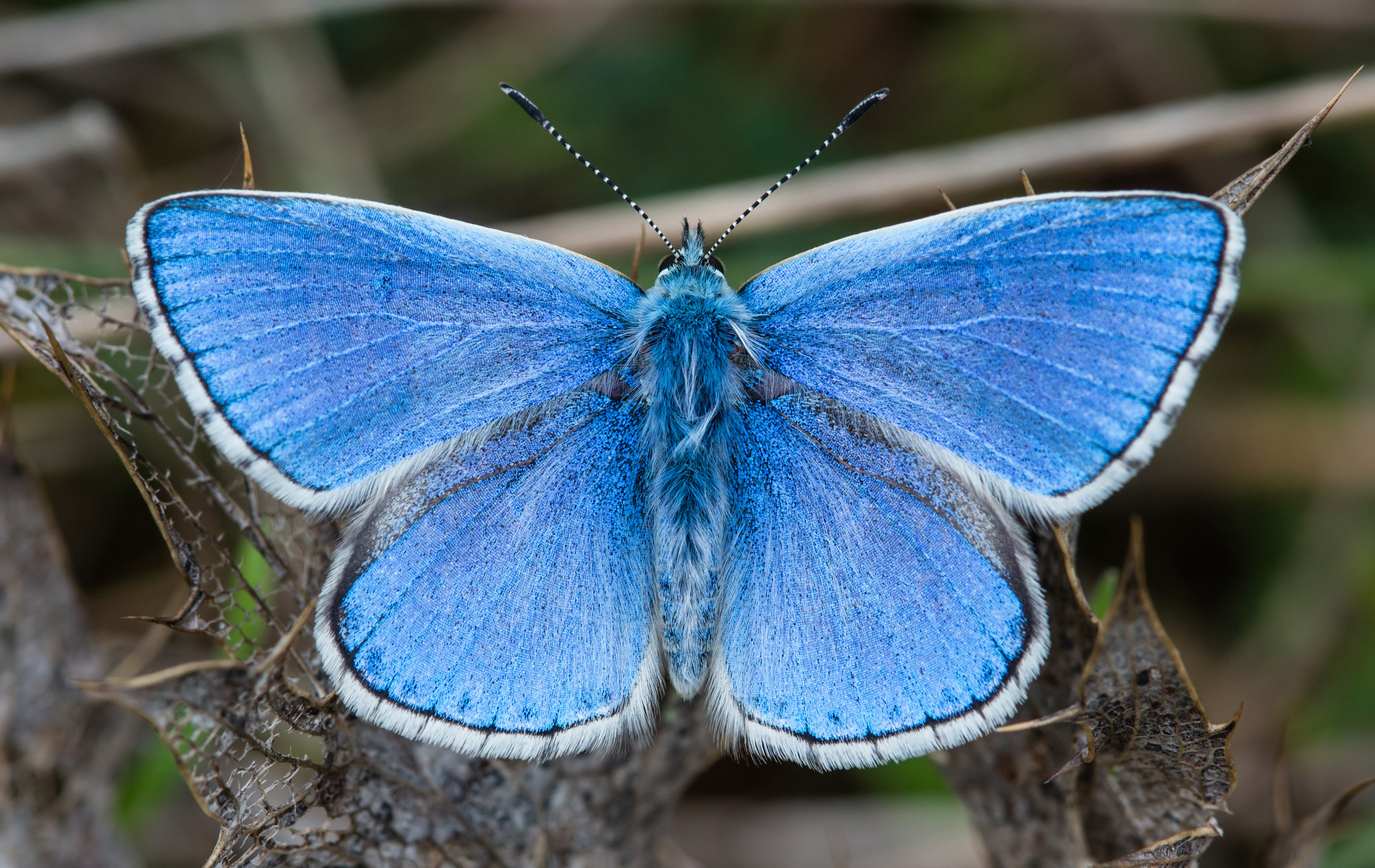
Polyommatus bellargus
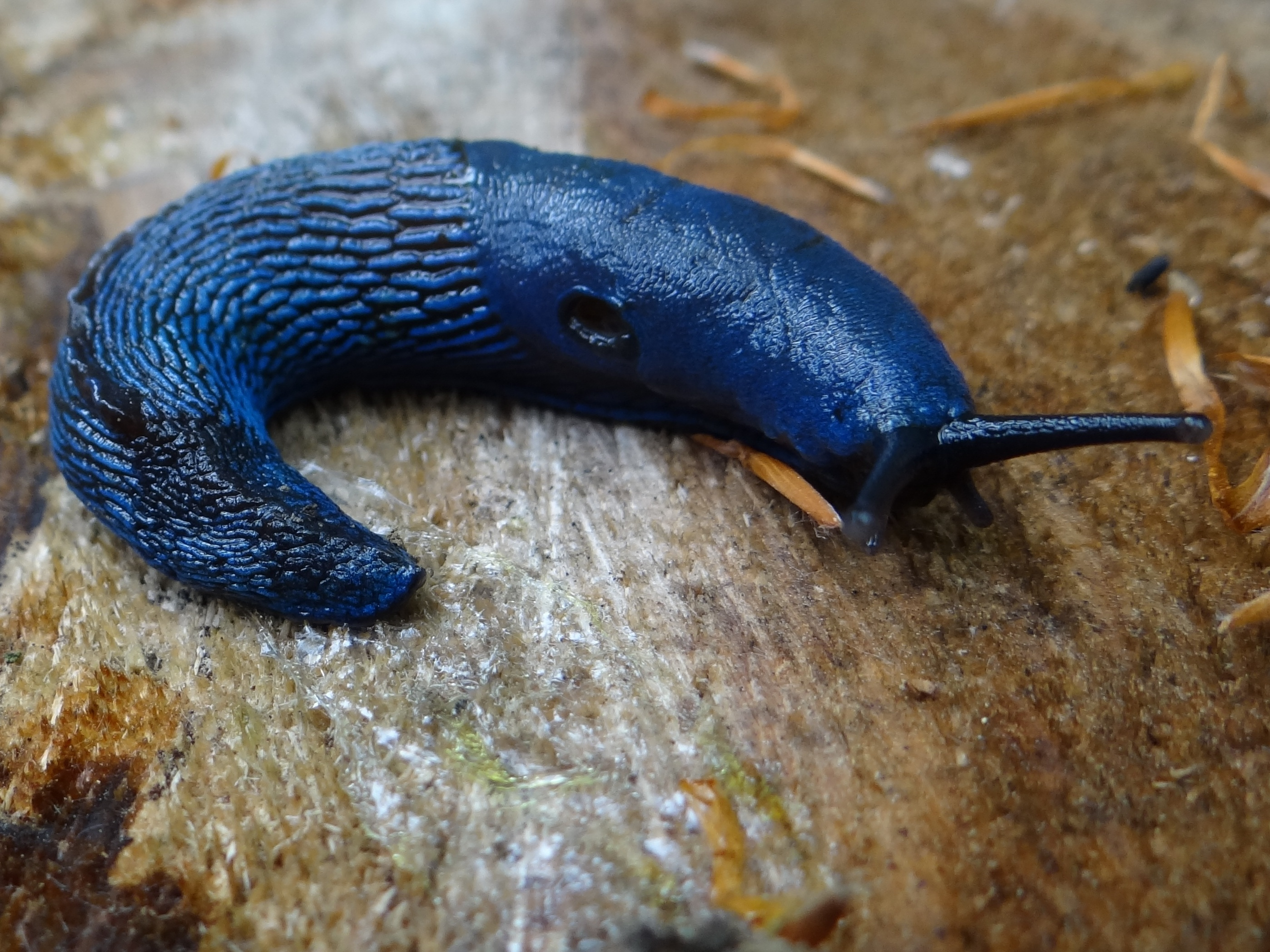
Bielzia coerulans
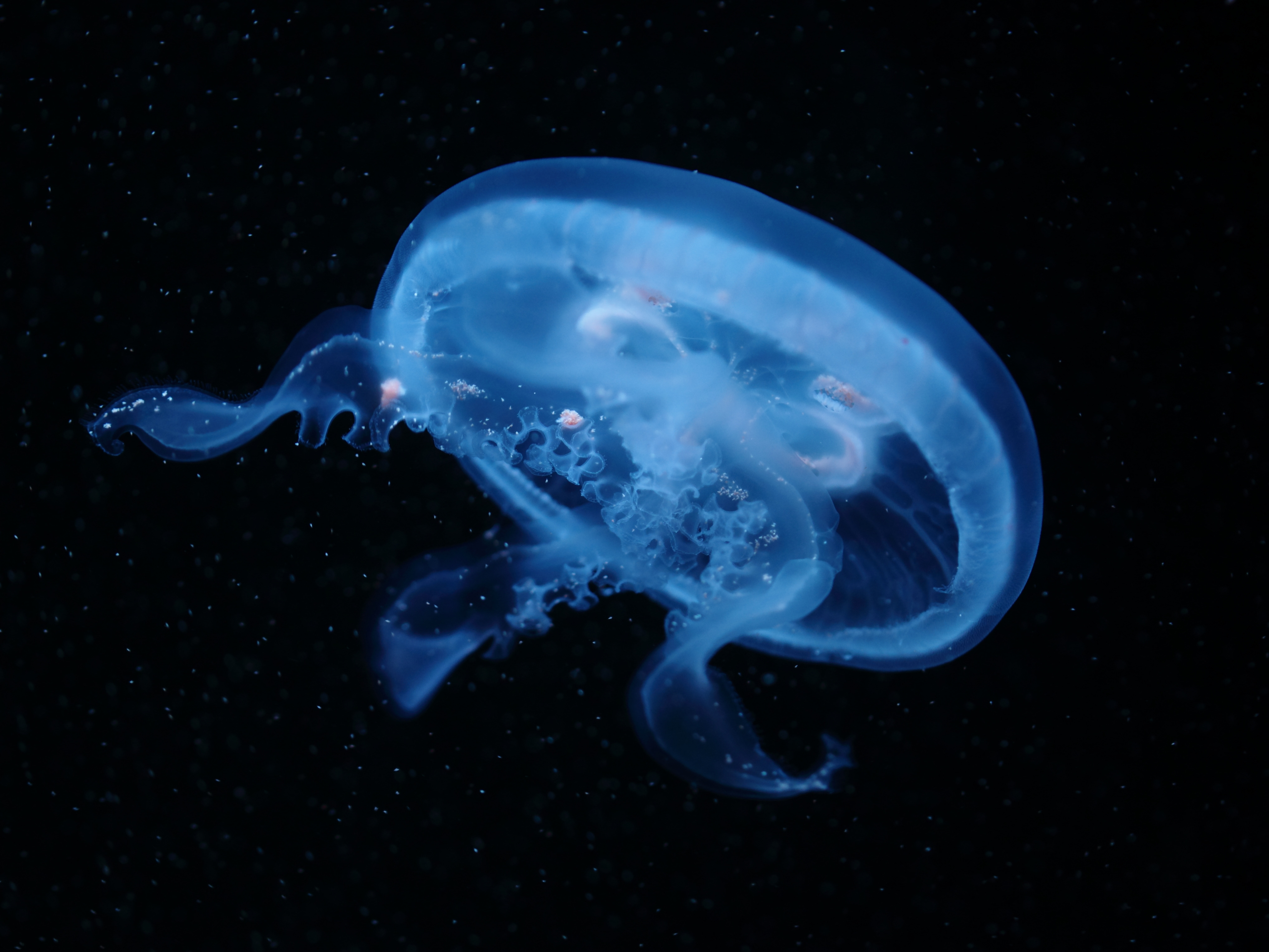
Aurelia labiata
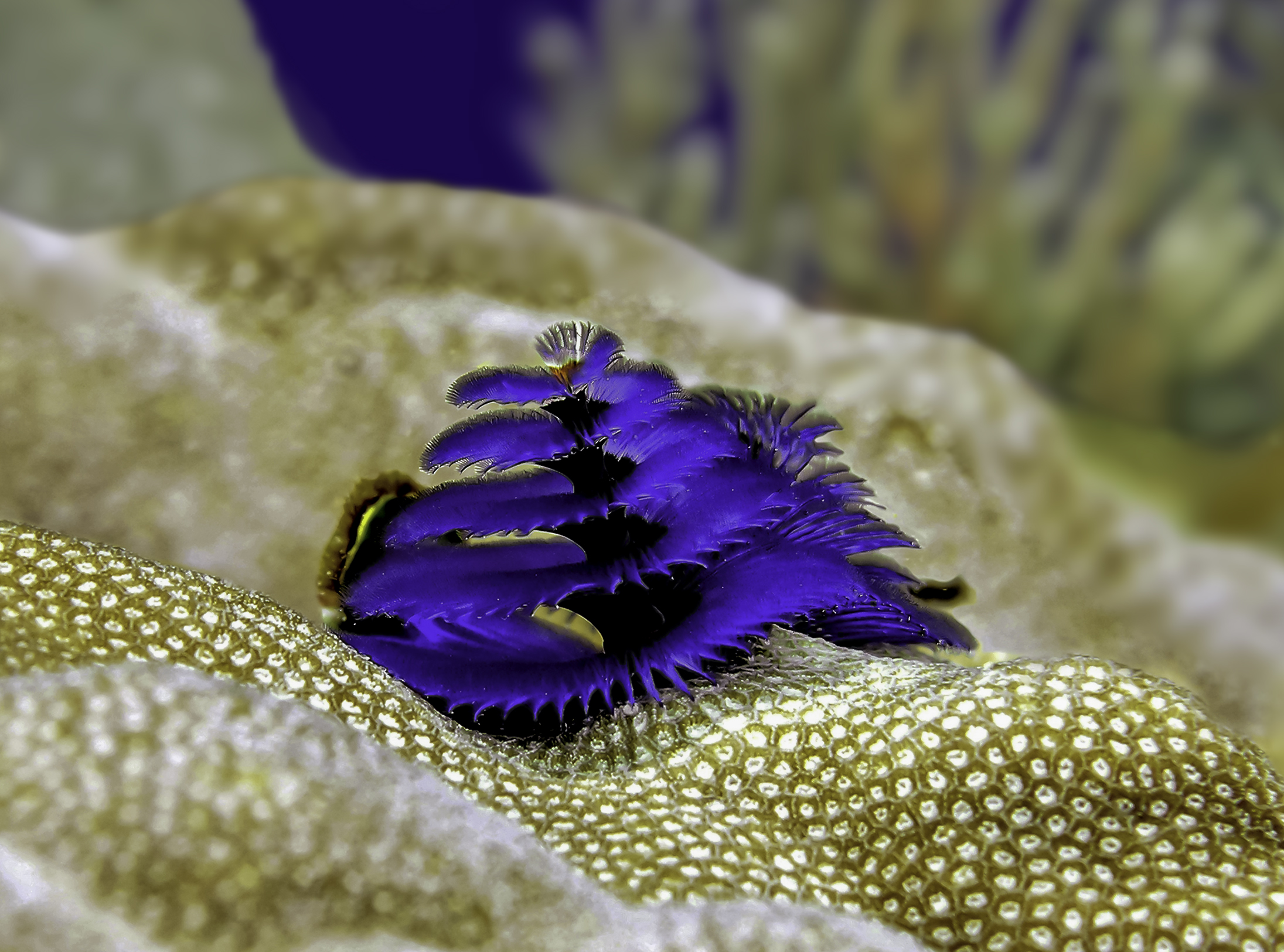
Vierme pom de crăciun (Spirobranchus giganteus)
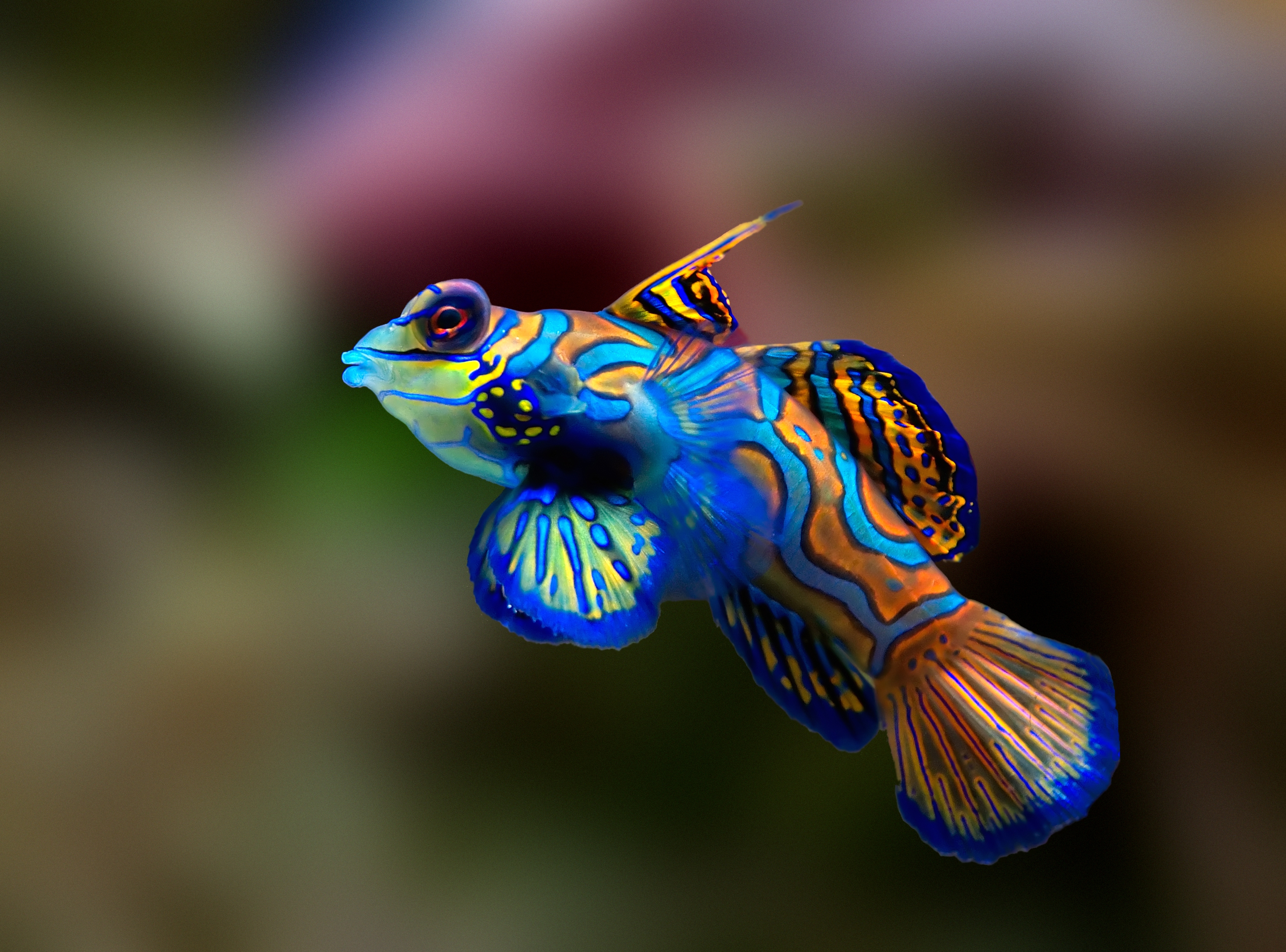
Pește mandarin
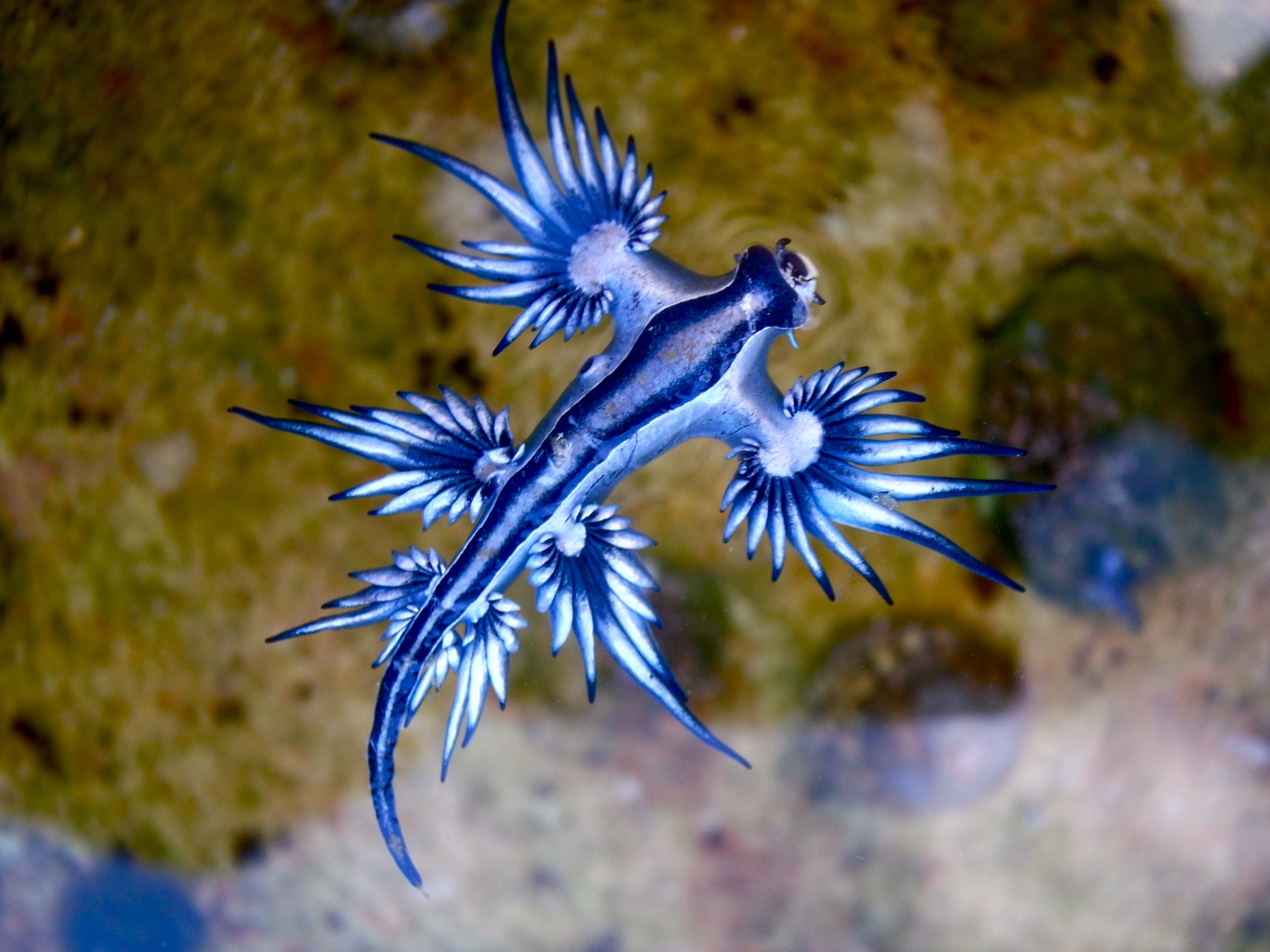
Dragonul albastru (Glaucus atlanticus)
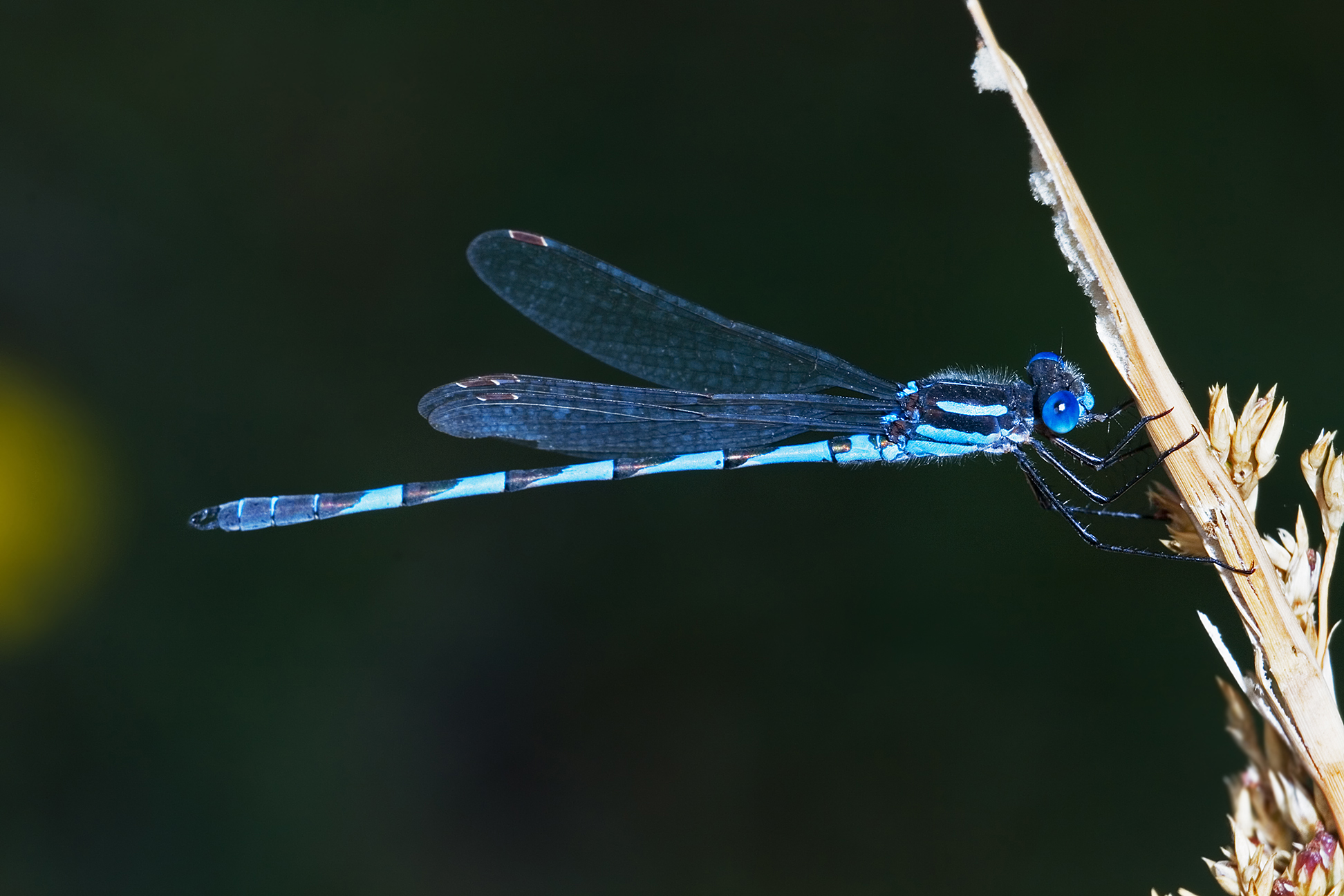
Austrolestes annulosus
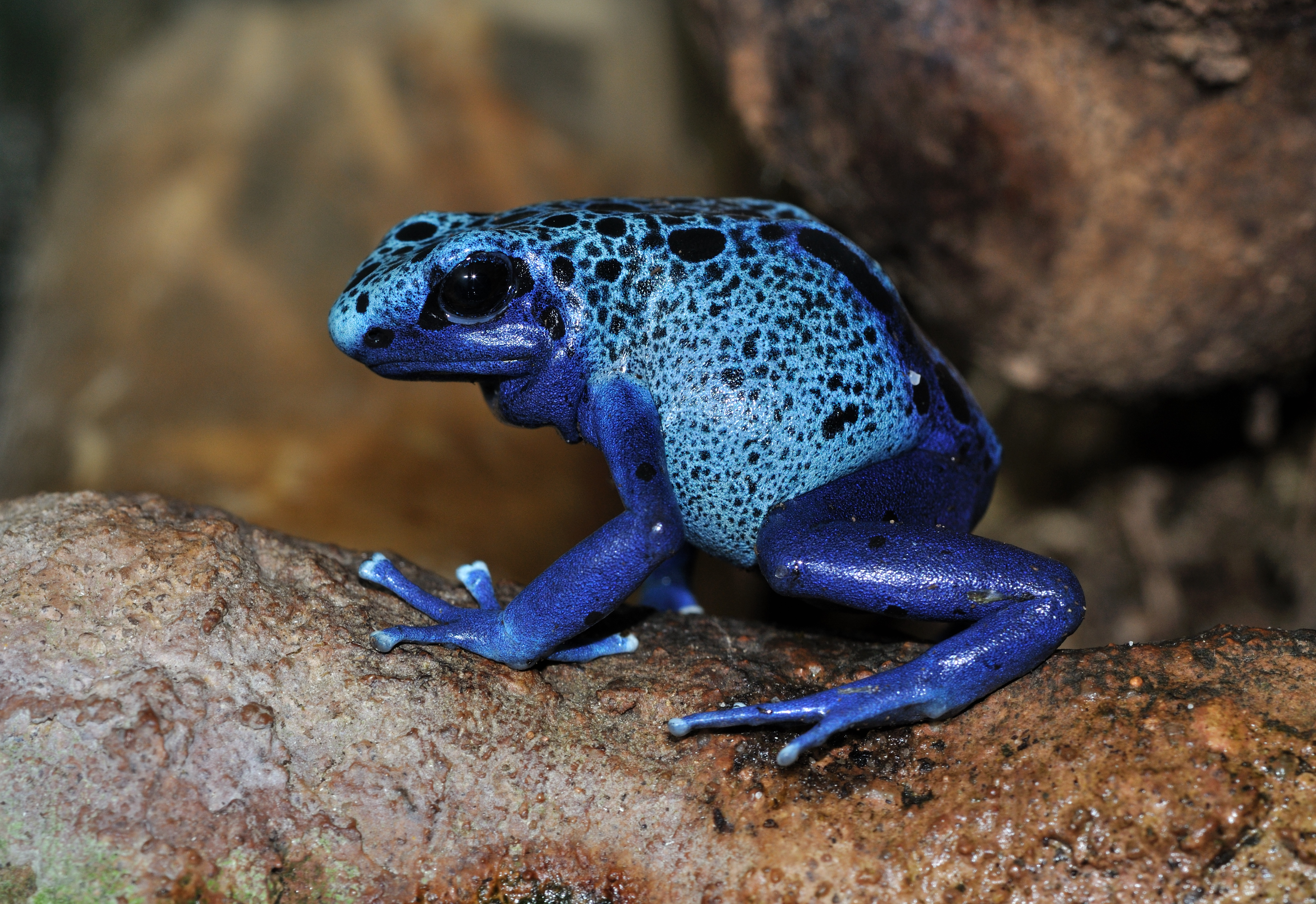
Dendrobates azureus

### Plante și ciperci

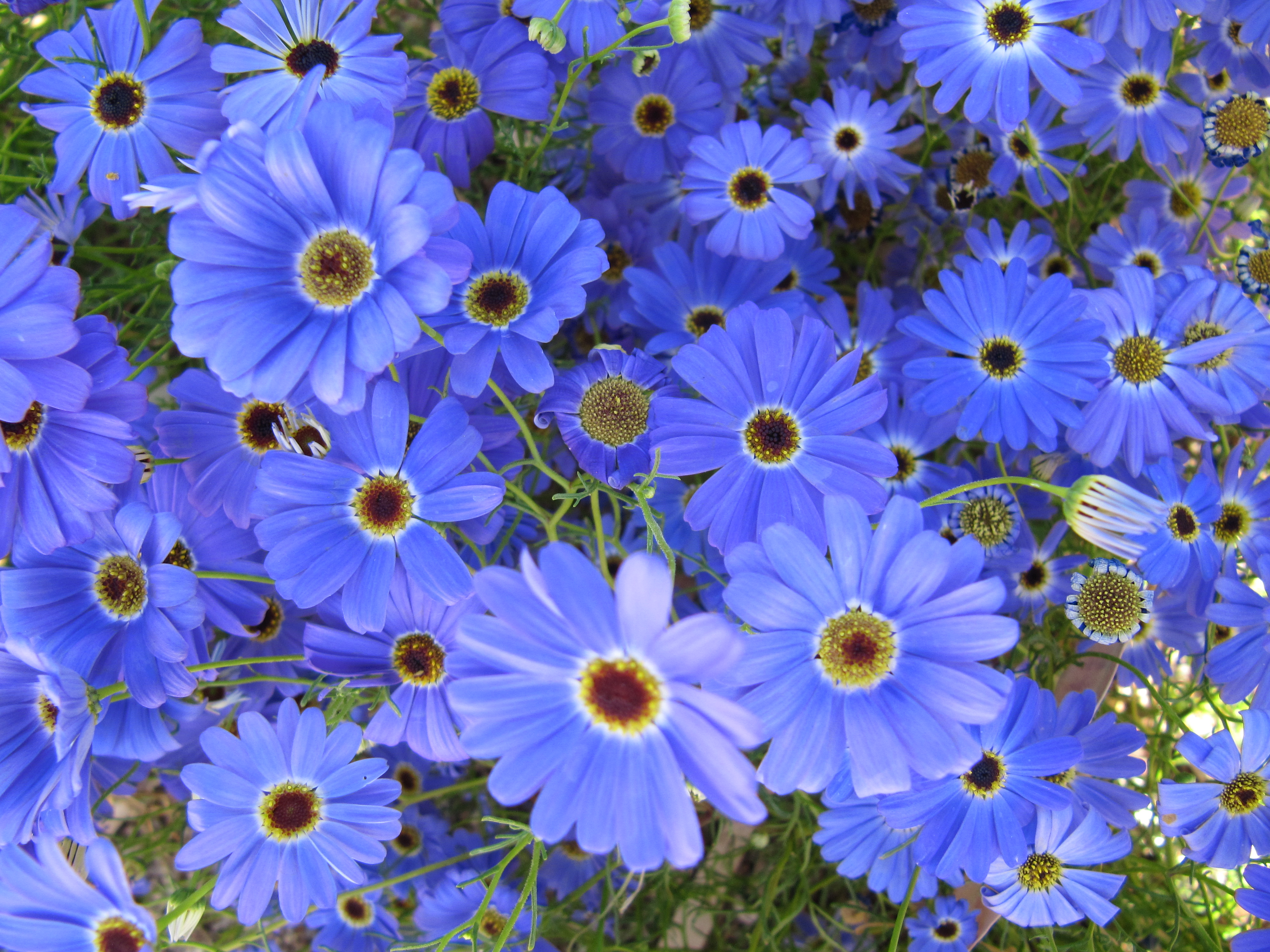
Pericallis × hybrida
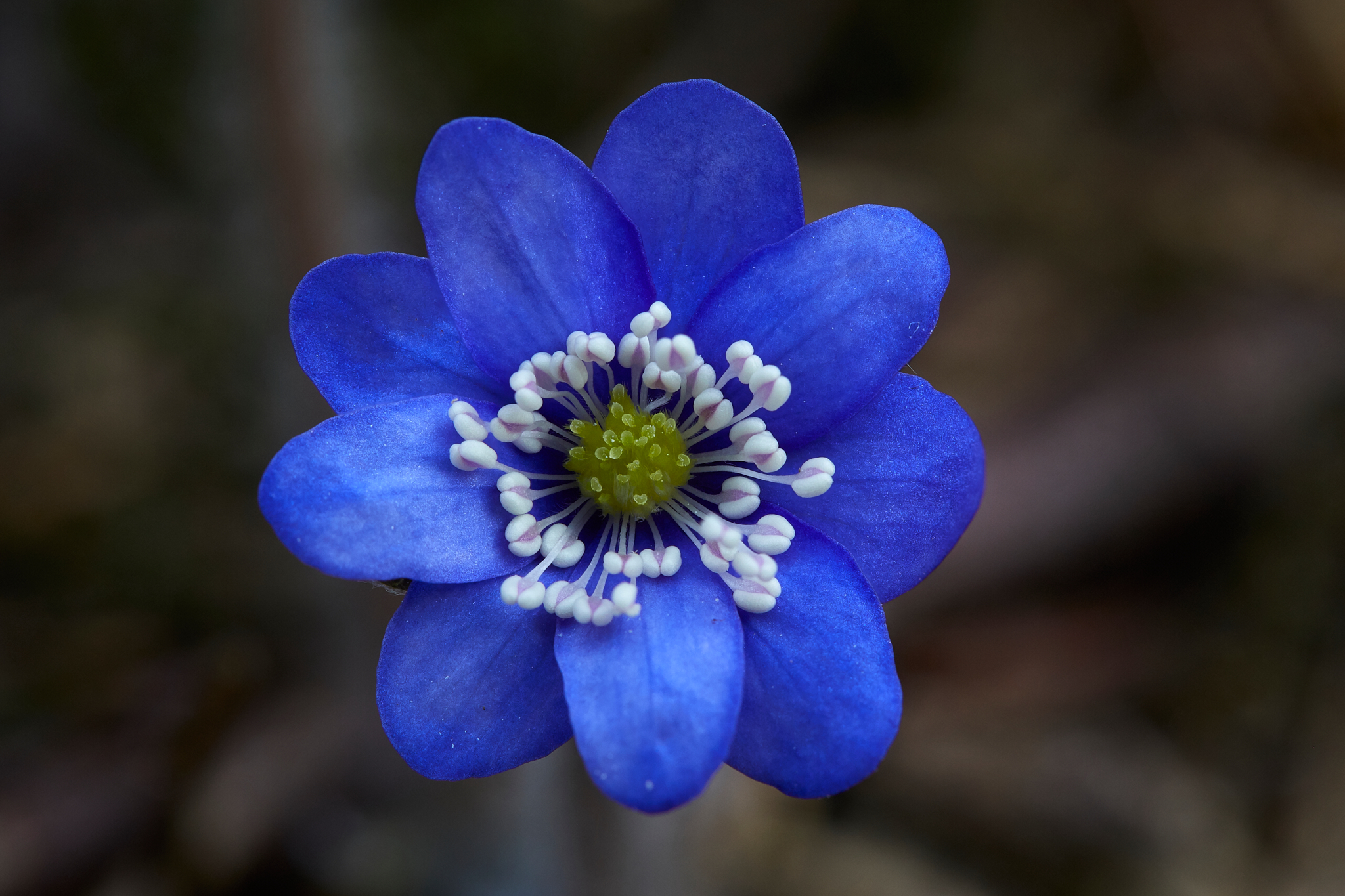
Hepatica nobilis
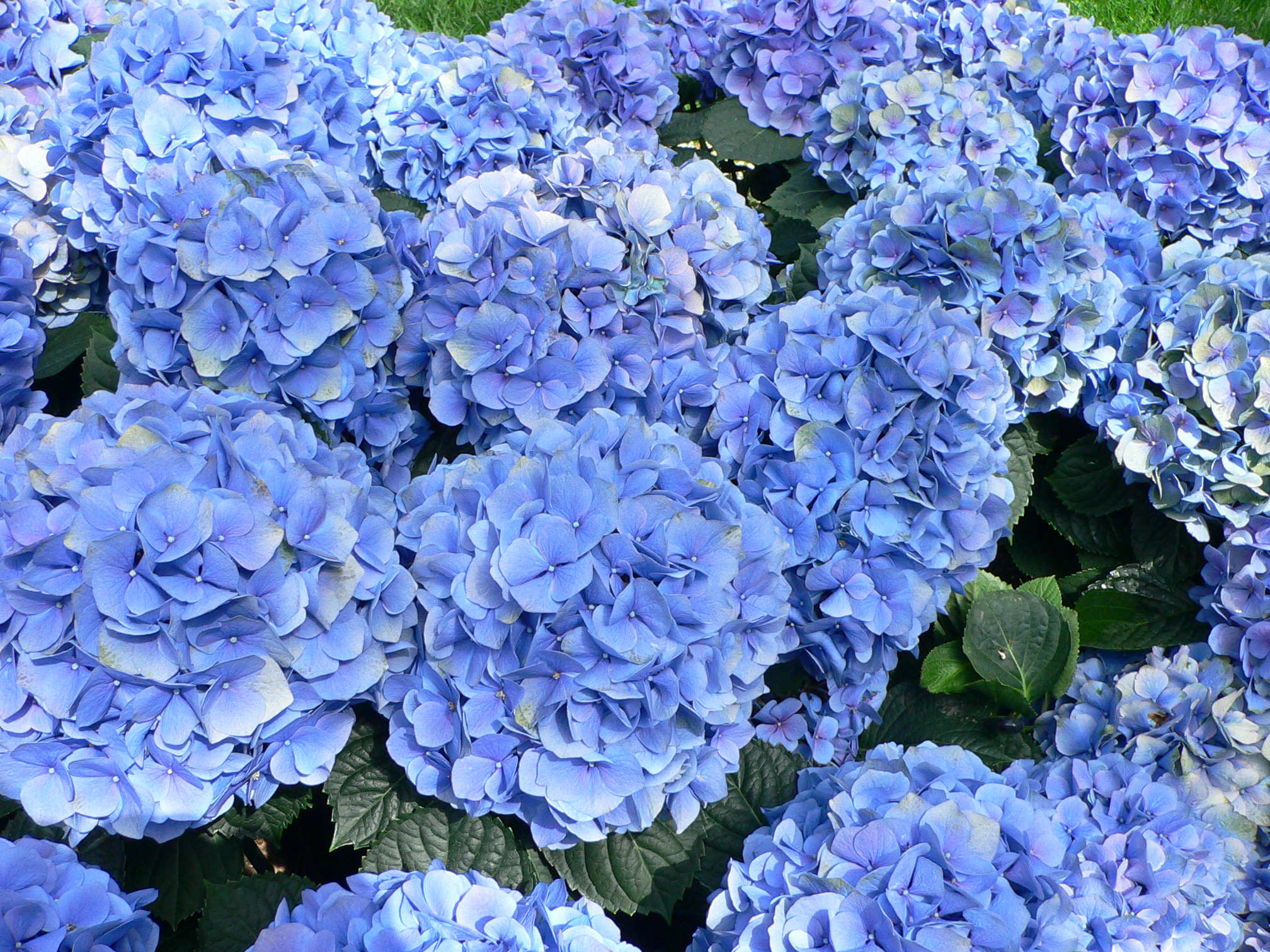
Hydrangea macrophylla
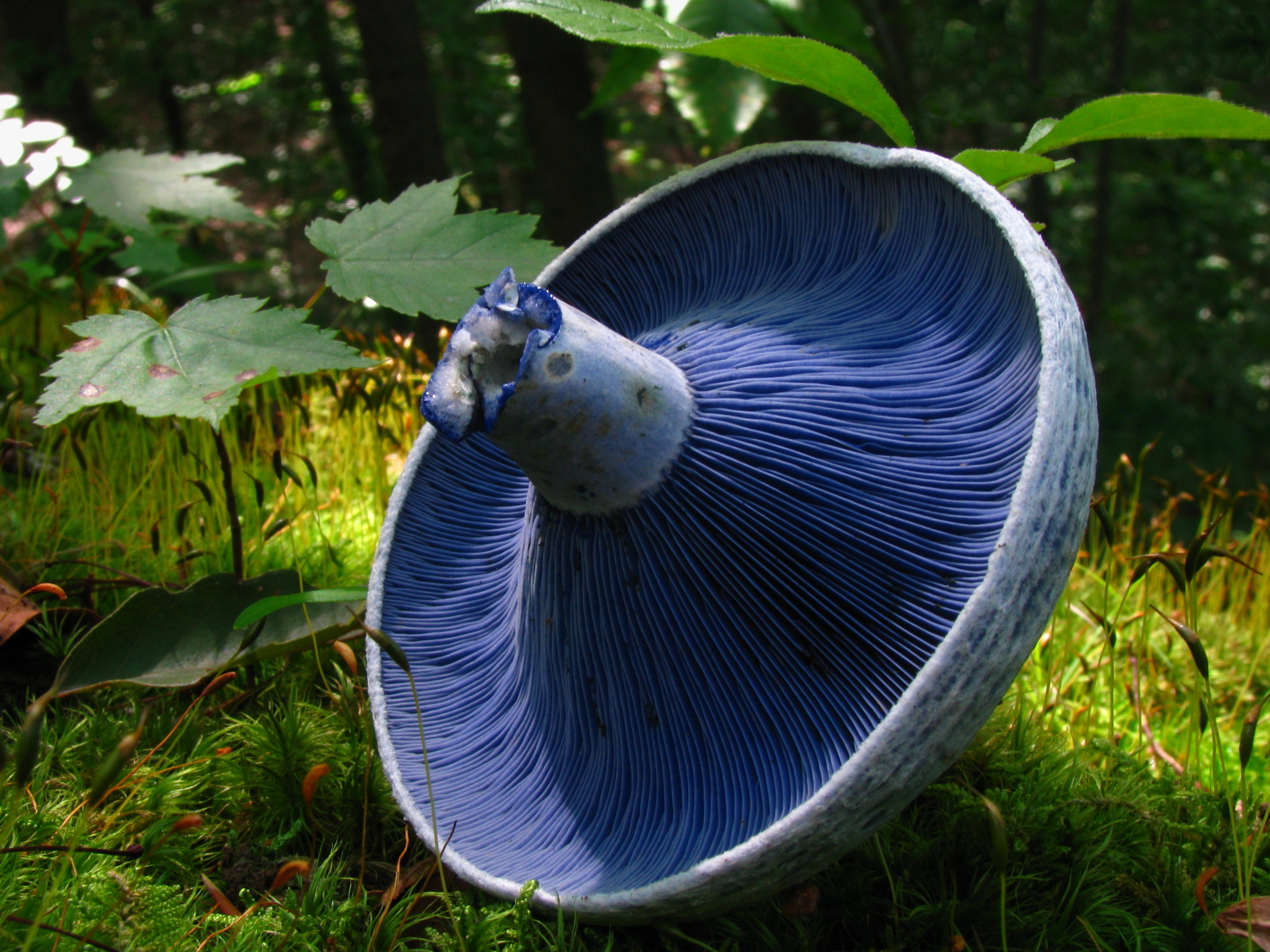
Lactarius indigo

## Istoric

### Lumea antică

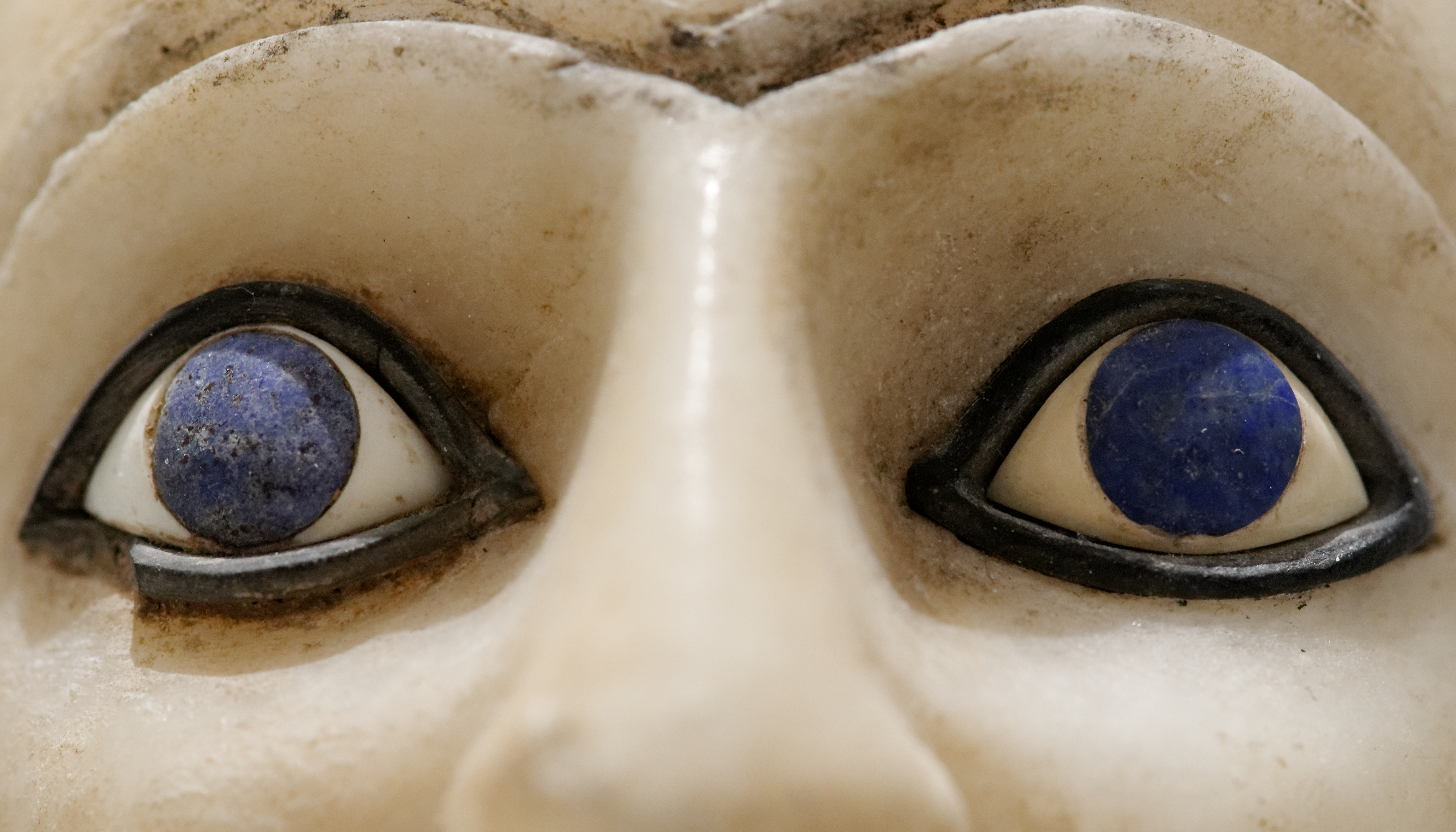
Detaliu al incrustărilor albastre, lapis lazuli, folosite pentru iriși la Statuia lui Ebih-Il, datând din secolul XXI î.Hr., descoperită în templul lui Ishtar la Mari, Siria.

Albastrul a fost mai târziu utilizat în artă și decorațiuni, precum și în literatură. în picturile rupestre din Paleoliticul superior găsim roșu, negru, maro și ocru însă nu și albastru. De asemenea, albastrul nu a fost folosit pentru vopsirea țesăturii decât după mult timp după roșu, ocru, roz și violet. Acest lucru se datorează probabil dificultății perene de a face coloranți și pigmenți albaștri buni. Primii coloranți albaștri cunoscuți au fost obținuți din plante - Isatis tinctoria în Europa, indigo în Asia și Africa, în timp ce pigmenții albastri erau obținuți din minerale, de obicei lapis lazuli sau azurit.
Lapis lazuli, o piatră semi-prețioasă, a fost obținută din minele din Afganistan mai bine de trei mii de ani și a fost exportată în toate părțile lumii antice. În Iran și Mesopotamia, a fost folosit pentru confecționarea de bijuterii și vase. În Egipt, a fost folosit pentru sprâncenele de pe masca funerară a regelui Tutankhamon (1341-1323 î.Hr.). Importul de lapis lazuli cu caravane care traversu deșertul din Afganistan în Egipt a fost foarte scump. Începând cu aproximativ 2500 î.Hr., vechii egipteni au început să-și producă propriul pigment albastru cunoscut sub numele de „albastru egiptean” prin măcinarea dioxidului de siliciu, var, cupru și alcaliu încălziți la 800 sau 900 °C. Acesta este considerat primul pigment sintetic. Albastru egiptean era folosit pentru pictura pe lemn, papirus și pânză și a fost folosit pentru a colora faianța și vasele. A fost folosit în special în statuile funerare și figurine și în picturile mormintelor. Albastrul era considerat o culoare benefică, care proteja morții împotriva răului din viața de apoi. Colorantul albastru a fost folosit și pentru a colora pânza în care au fost înfășurate mumiile.
În Egipt, albastrul era asociat cu cerul și cu divinitatea. Zeul egiptean Amun își putea face pielea albastră, astfel încât să poată zbura, invizibil, pe cer. Se credea că albastrul putea proteja și împotriva răului; mulți oameni din jurul Mediteranei poartă încă o amuletă albastră, reprezentând ochiul lui Dumnezeu, pentru a-i proteja de nenorociri. Sticla albastră a fost fabricată în Mesopotamia și Egipt încă din 2500 î.Hr., folosind aceleași ingrediente de cupru ca și pigmentul albastru egiptean. Pentru a obține un albastru mai profund ei au adăugat și cobalt, același albastru produs în Evul Mediu în vitraliile catedralelor din Saint-Denis și Chartres. Poarta lui Iștar din vechiul Babilon (604–562 î.Hr.) a fost decorată cu cărămizi cu smalț albastru folosite ca fundal pentru imagini cu lei, dragoni și bouri.
Grecii antici clasificau culorile după cum erau deschise sau întunecate, mai degrabă decât de nuanța lor. Cuvântul grecesc pentru albastru închis, kyaneos, ar putea însemna, de asemenea, verde închis, violet, negru sau maro. Cuvântul grecesc vechi pentru albastru deschis, glaukos, ar putea însemna, de asemenea, verde deschis, gri sau galben. Grecii au importat colorant indigo din India, numindu-l indikon. Au folosit albastru egiptean în picturile de pe pereții Knossos din Creta (2100 î.Hr.). Albastrul nu a fost una dintre cele patru culori primare pentru pictura greacă descrisă de Pliniu cel Bătrân (roșu, galben, negru și alb), dar, cu toate acestea, a fost folosit ca o culoare de fundal în spatele friselor de pe templele grecești și pentru a colora bărbile statuilor grecești.
Romanii importau de asemenea coloranți indigo, dar albastrul era culoarea îmbrăcămintei clasei muncitoare; nobilii și bogații purtau alb, negru, roșu sau violet. Albastrul era considerat culoarea doliului și culoarea barbarilor. Iulius Cezar a declarat că celții și germanii și-au vopsit fețele albastre pentru a-i înspăimânta pe dușmani și și-au nuanțat părul când au îmbătrânit. Cu toate acestea, romanii au folosit pe scară largă albastrul pentru decorare. Potrivit lui Vitruvius, au făcut un pigment albastru închis din indigo și au importat un pigment albastru egiptean. Pereții vilelor romane din Pompei aveau fresce cu cer albastru aprins, iar în magazinele comercianților s-au găsit pigmenți albaștri. Romanii aveau multe cuvinte diferite pentru soiurile de albastru, inclusiv caeruleus, caesius, glaucus, cyaneus, lividus, venetus, aerius și ferreus, însă doar două cuvinte, ambele de origine străină, au devenit cele mai durabile: blavus din cuvântul germanic blau, care a devenit în cele din urmă bleu și azureus, din cuvântul arab lazaward, care a devenit azur.

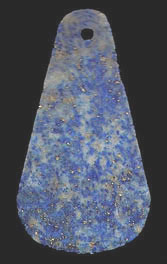
Pandantiv lapis lazuli din Mesopotamia (c. 2900 î.Hr.).
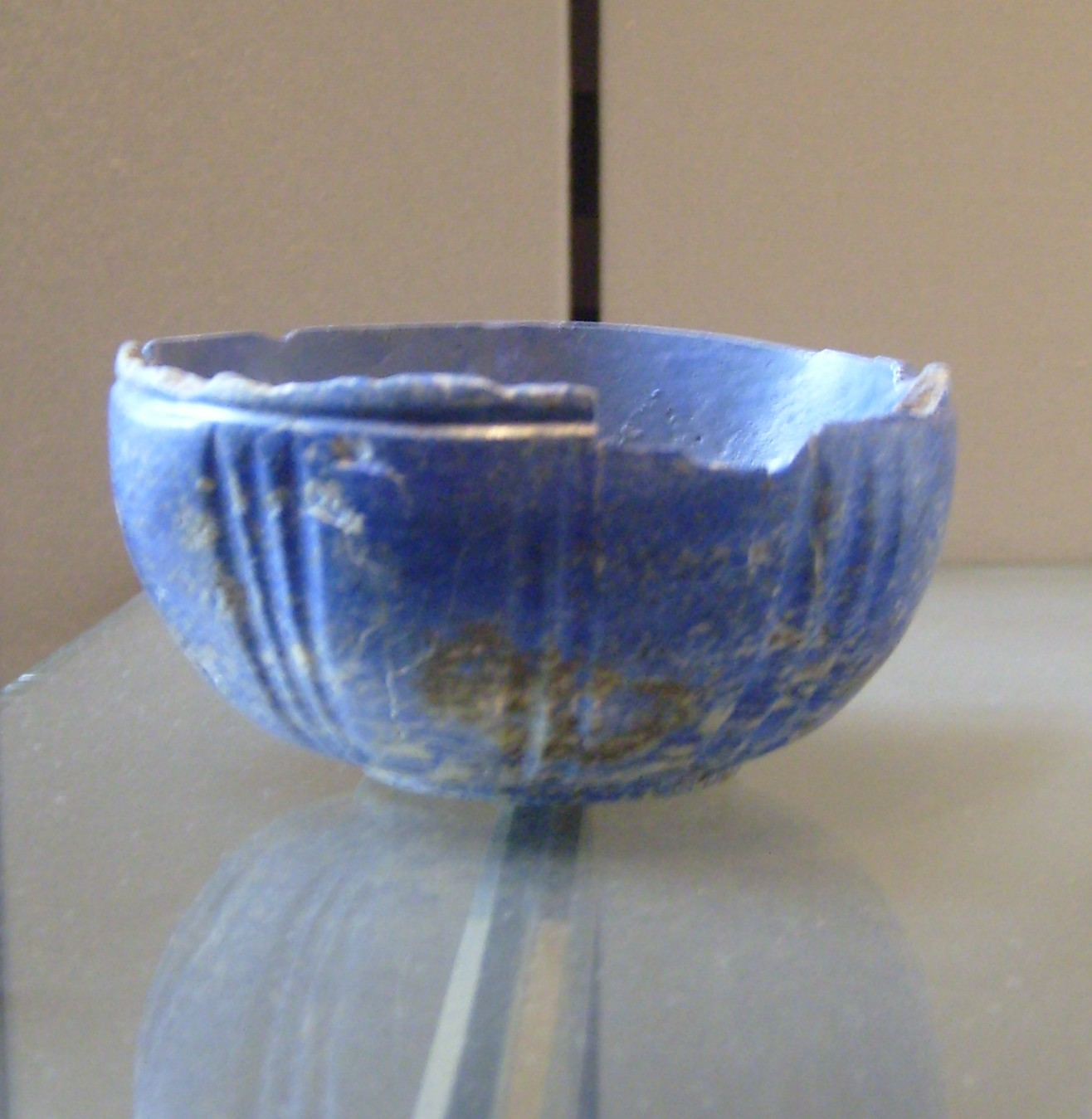
Un bol lapis lazuli din Iran (sfârșitul celui de-al III-lea, începutul mileniului II î.Hr.)
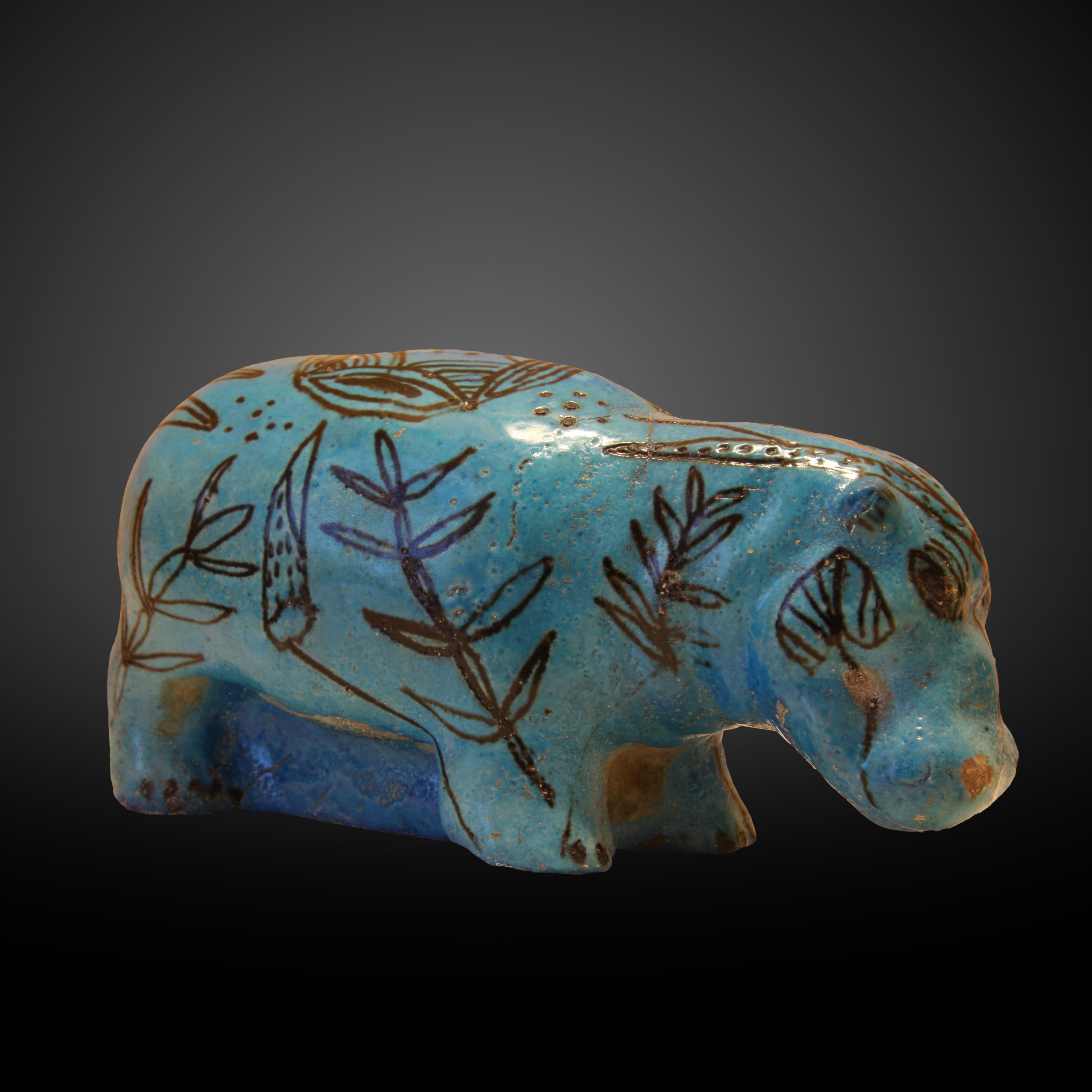
Un hipopotam decorat cu plante acvatice, realizat din faianță cu o glazură albastră. (2033–1710 î.Hr.)
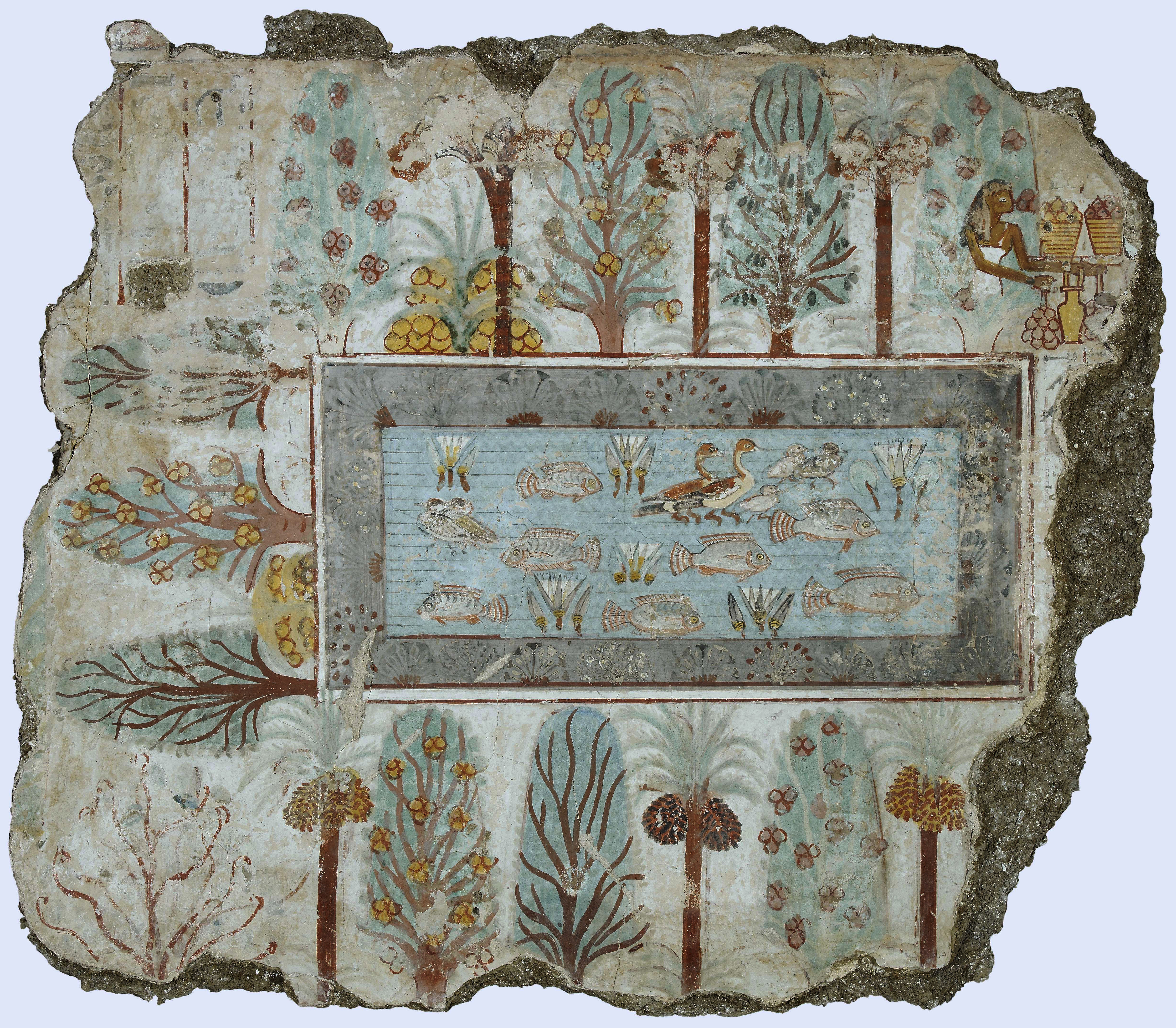
Albastru egiptean într-o pictură funerară (c. 1500 î.Hr.)
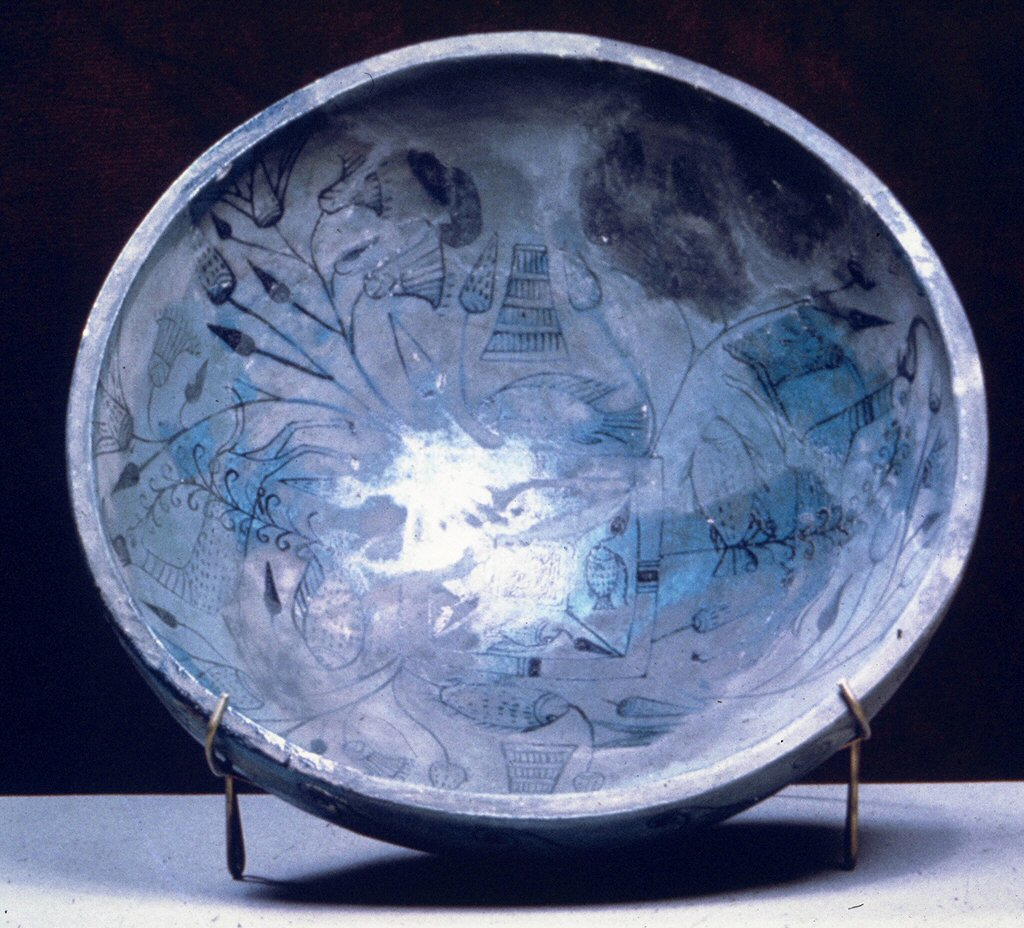
Vas de faianță egiptean (c. 1550 și 1450 î.Hr.)
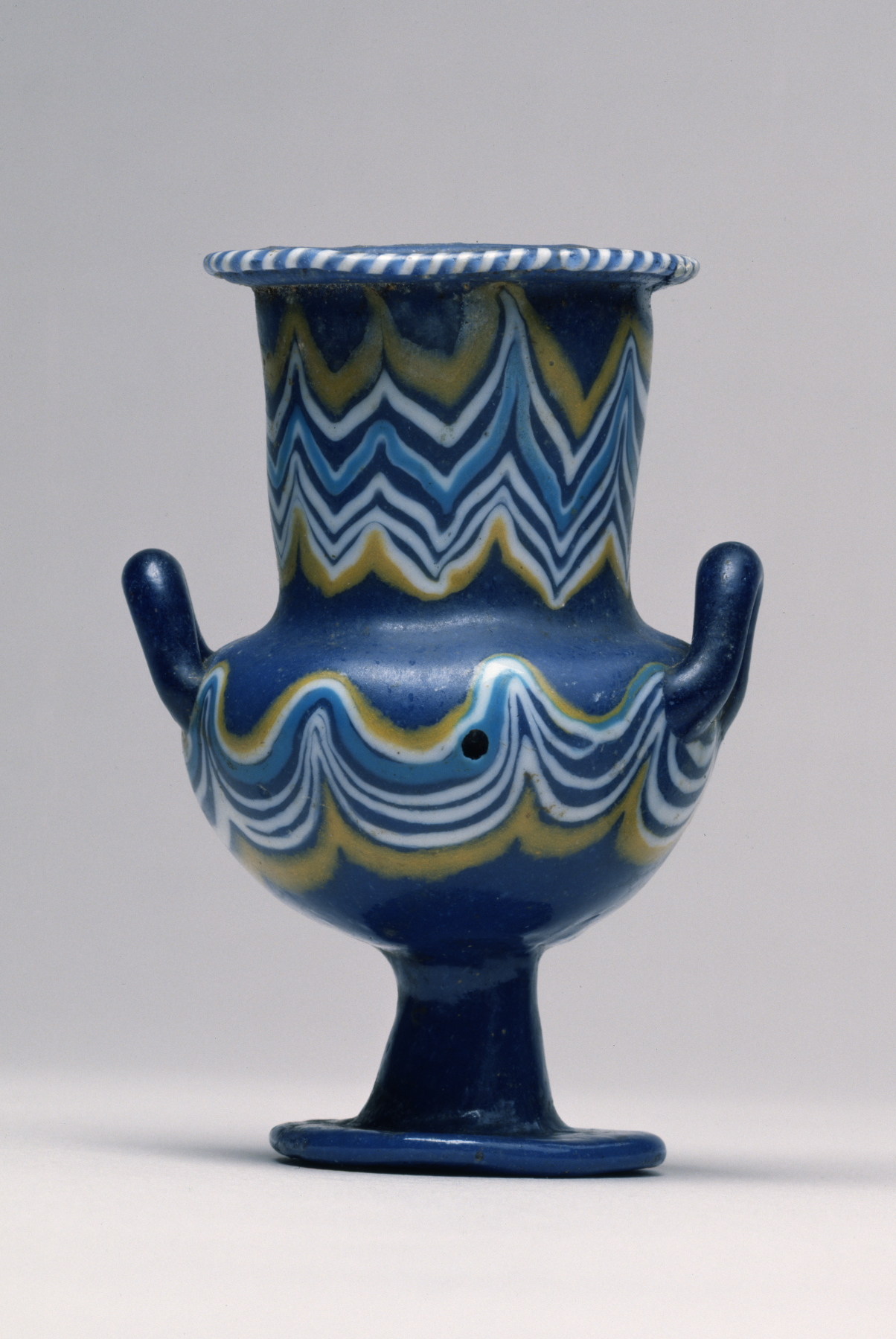
Vas decorat din sticlă de cobalt din Egiptul Antic (1450–1350 î.Hr.)
Figurina unui servitor din mormântul regelui Seth I (1244–1279 î.Hr.). Figura este realizată din faianță cu un smalț albastru.
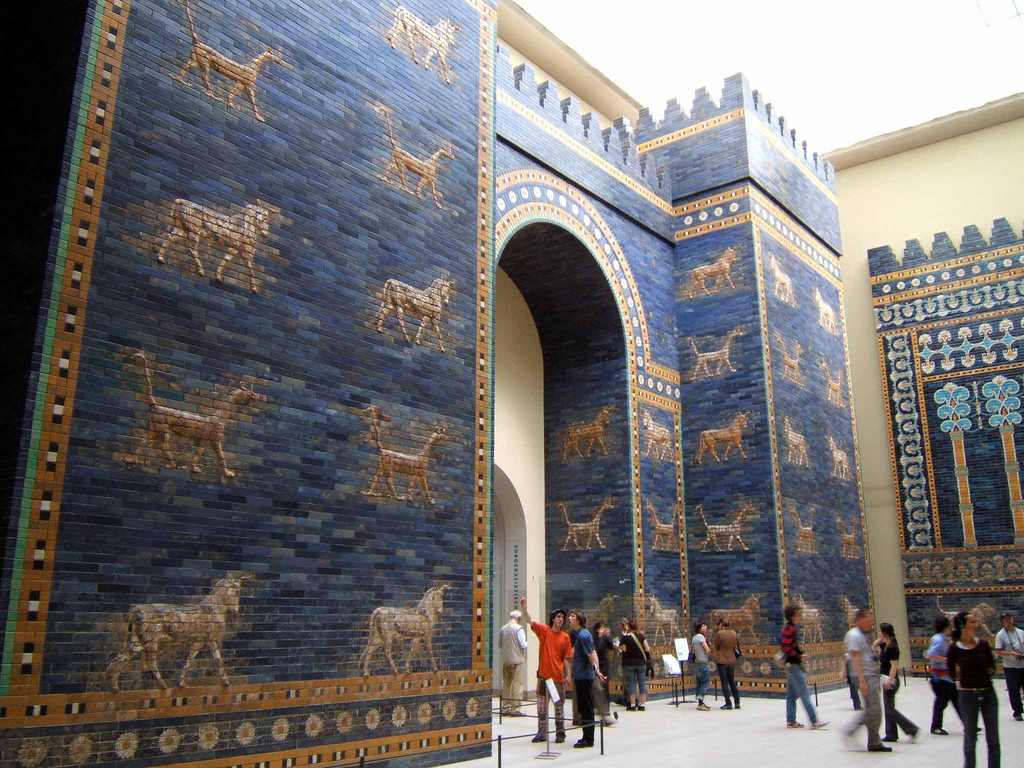
Poarta lui Iștar din vechiul Babilon (575 î.Hr.)
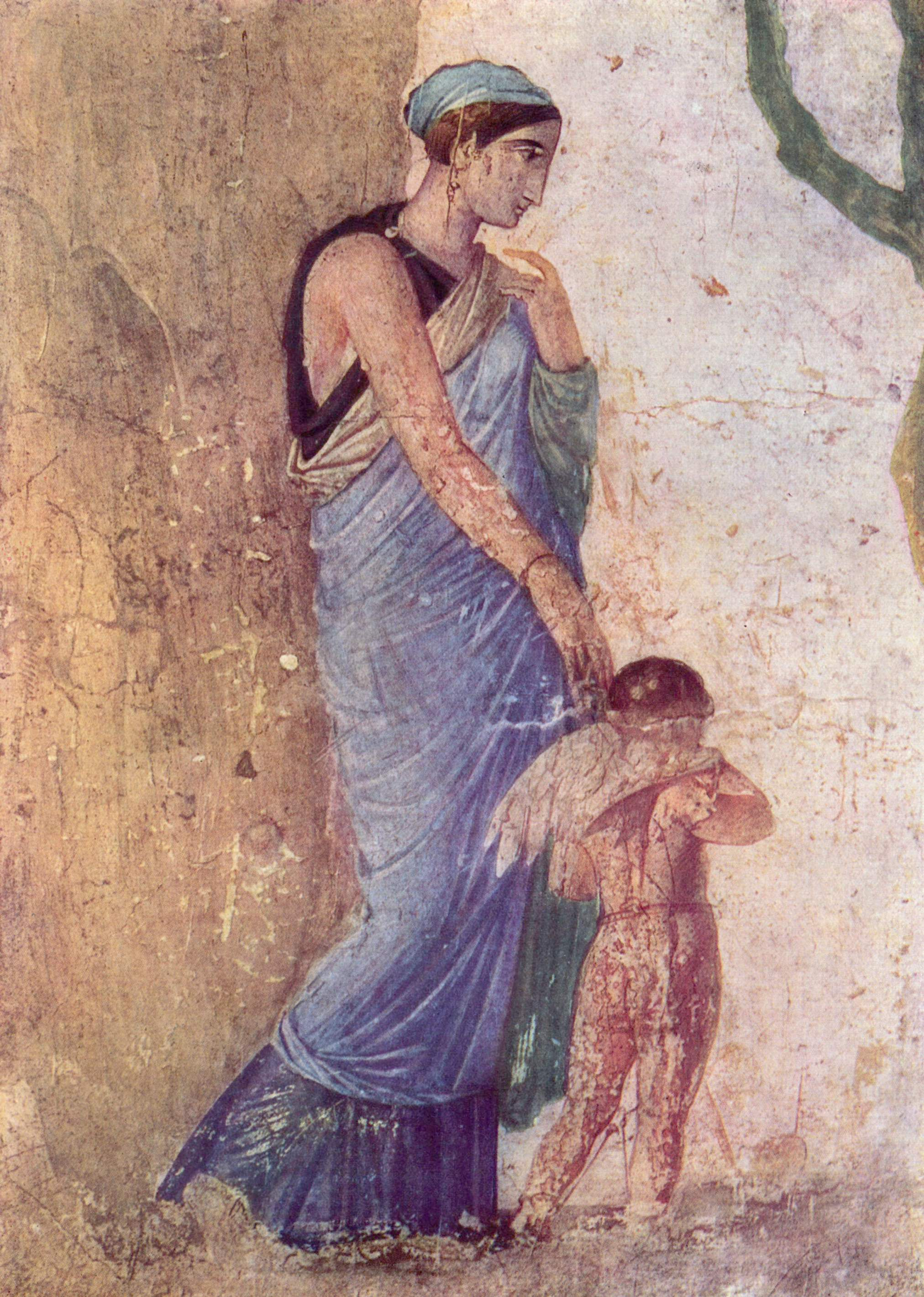
O pictură de perete romană, Pompei, aproximativ 30 î.Hr.
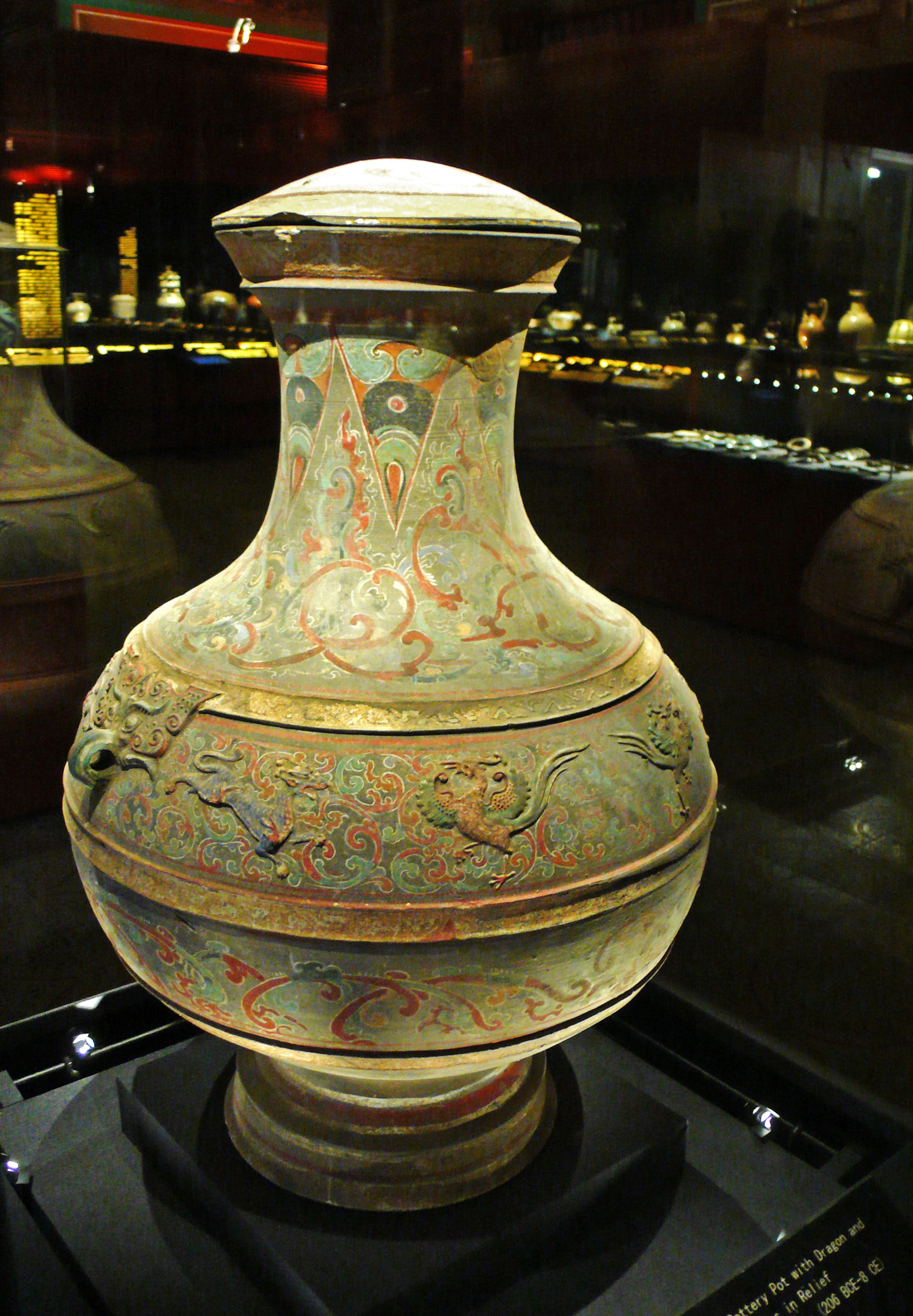
Vas colorat cu albastru din timpul dinastiei Han, China (206 î.Hr.- 220).
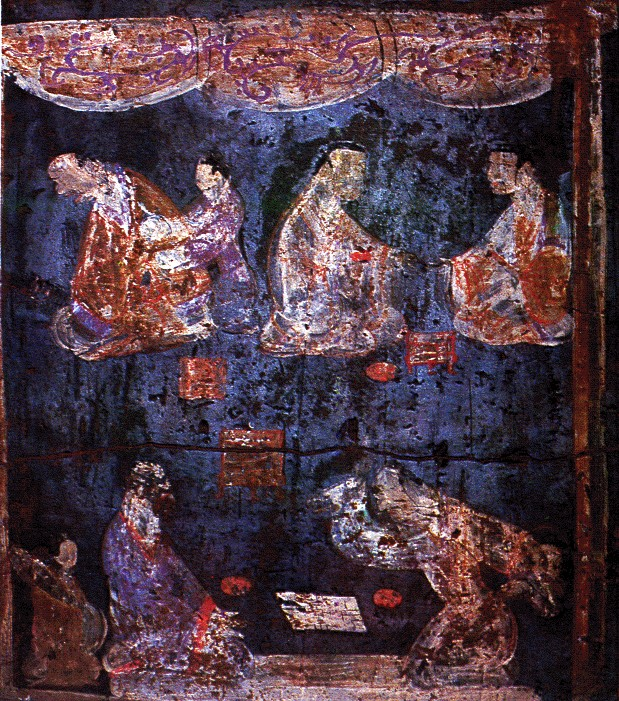
Pictură funerară, dinastia Han, în provincia Henan, China.

### Imperiul Bizantin și în lumea islamică
Albastrul închis a fost utilizat pe scară largă în decorarea bisericilor din Imperiul Bizantin. În arta bizantină, Hristos și Fecioara Maria purtau de obicei albastru închis sau violet. Albastrul a fost folosit ca culoare de fundal reprezentând cerul în magnificele mozaicuri care decorau bisericile bizantine.
În lumea islamică, albastrul avea o importanță secundară față de verde, despre care se crede că este culoarea preferată a profetului Mahomed. În anumite momente în Spania maură și în alte părți ale lumii islamice, albastrul era culoarea purtată de creștini și evrei, pentru că numai musulmanii aveau voie să poarte alb și verde. Placile decorative cu albastru închis și turcoaz au fost utilizate pe scară largă pentru decorarea fațadelor și interioarelor moscheilor și palatelor din Spania până în Asia Centrală. Pigmentul lapis lazuli a fost de asemenea folosit în miniaturile persane.

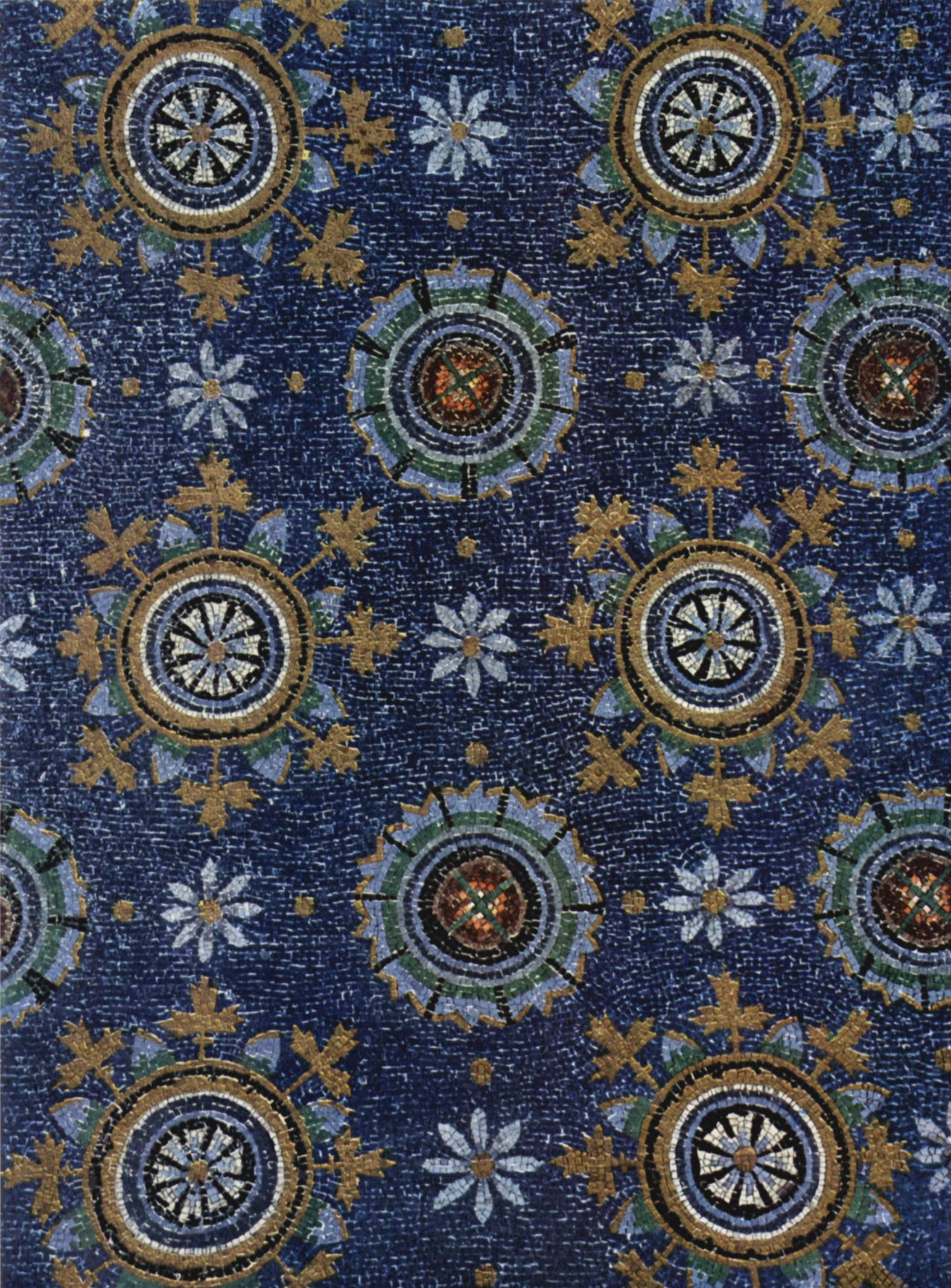
Plafon de mozaic albastru bizantin reprezentând cerul nopții în Mausoleul din Galla Placidia din Ravenna, Italia (sec. V).
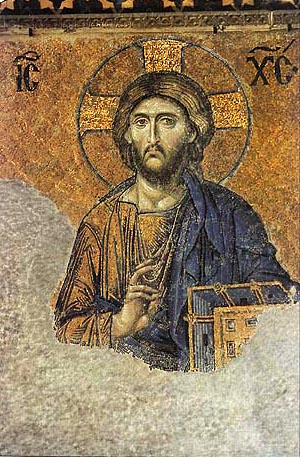
Mozaic albastru în mantia lui Hristos în biserica Hagia Sophia din Istanbul (sec. XIII)
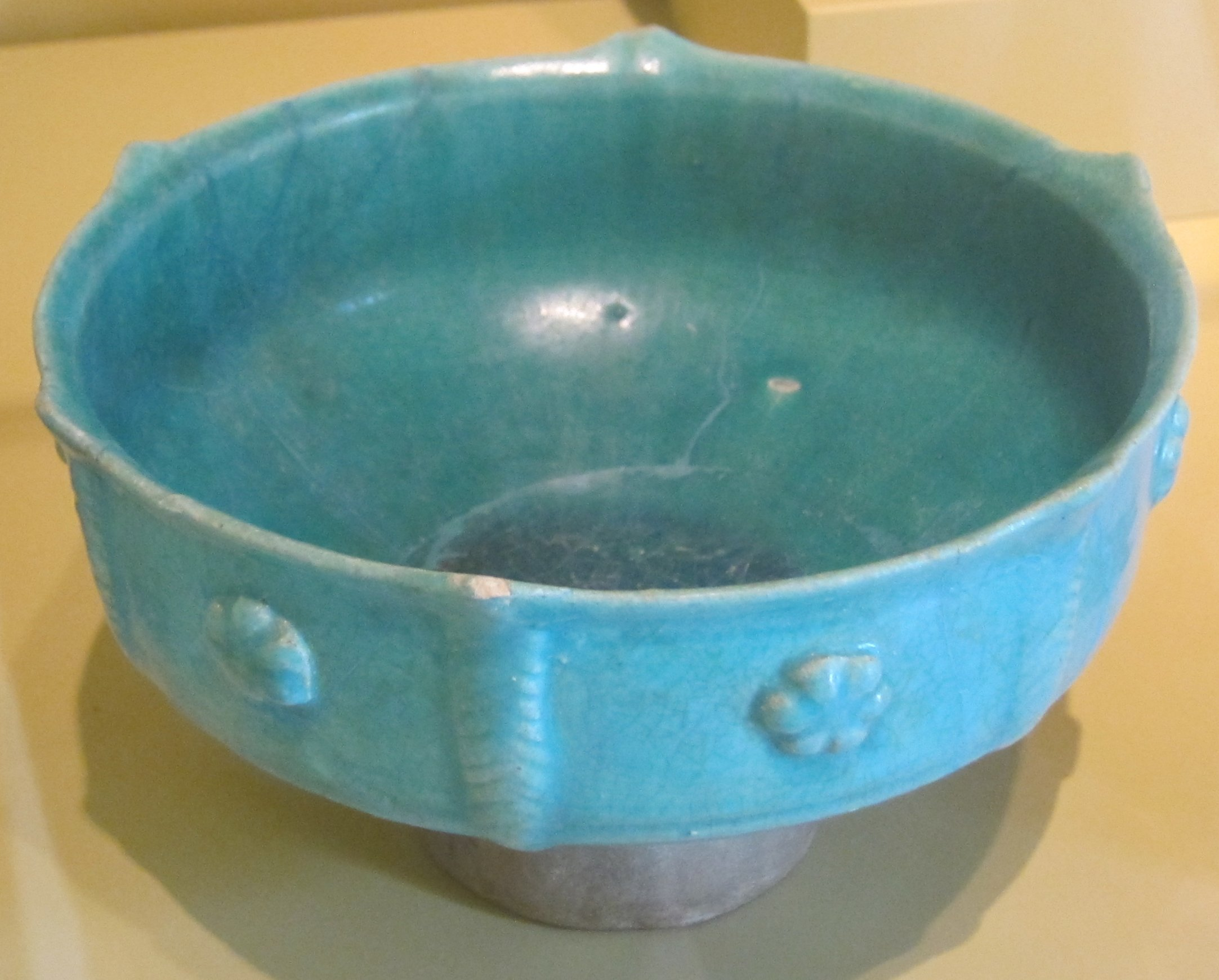
Bol de piatră glazurată din Persia (sec. XII)
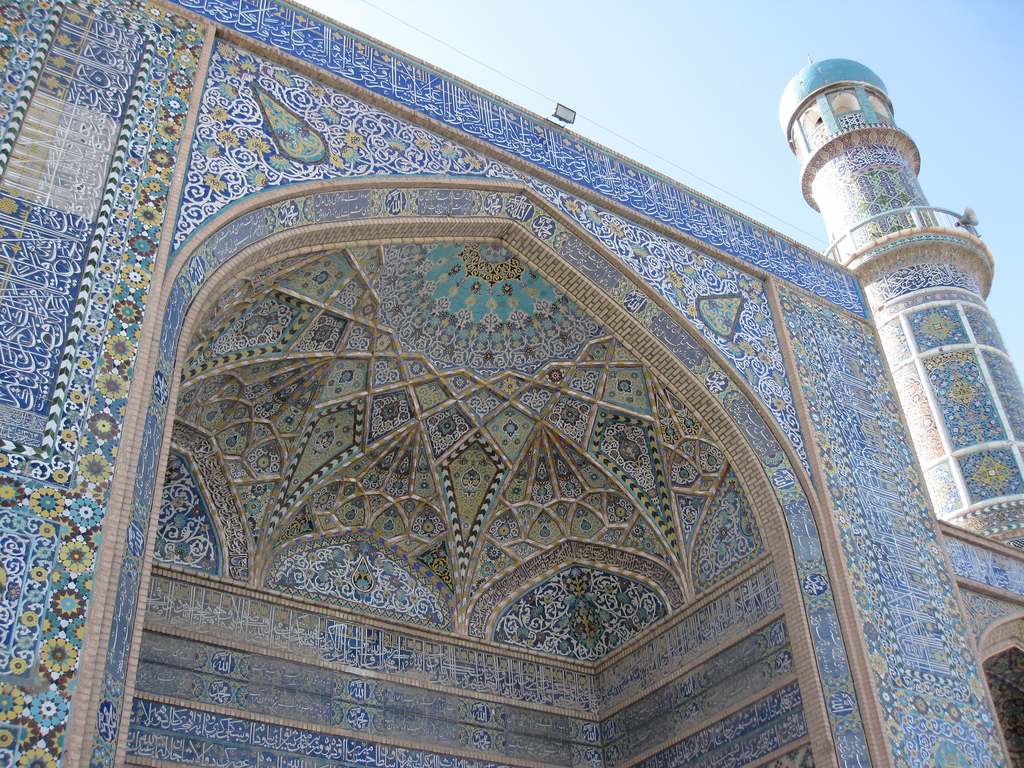
Țiglă albastră pe fațada Moscheii Vineri din Herat, Afganistan (sec. XV)
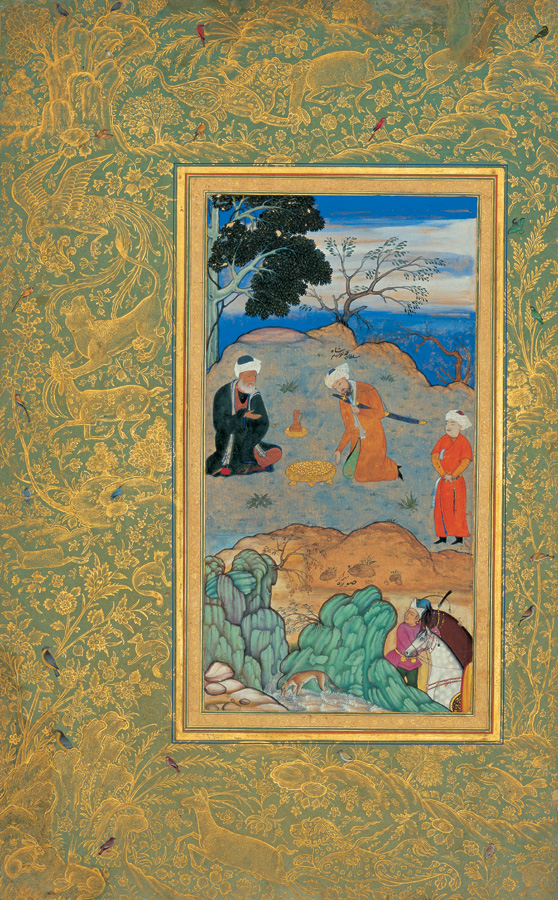
Miniatură persană din sec. XVI
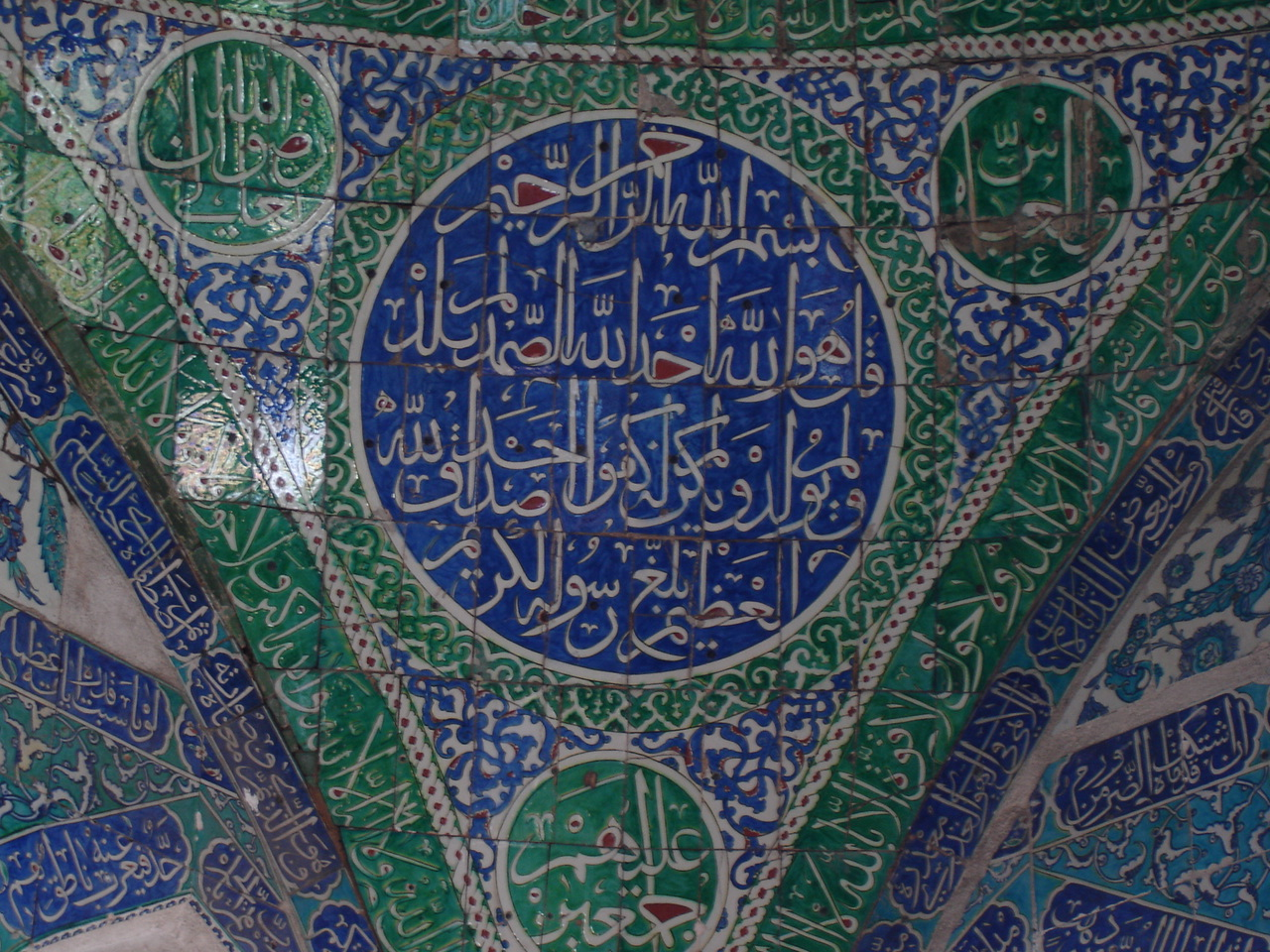
Decorarea sălii Murat III a Palatului Topkapi din Istanbul (sec. XVI)

### Evul Mediu

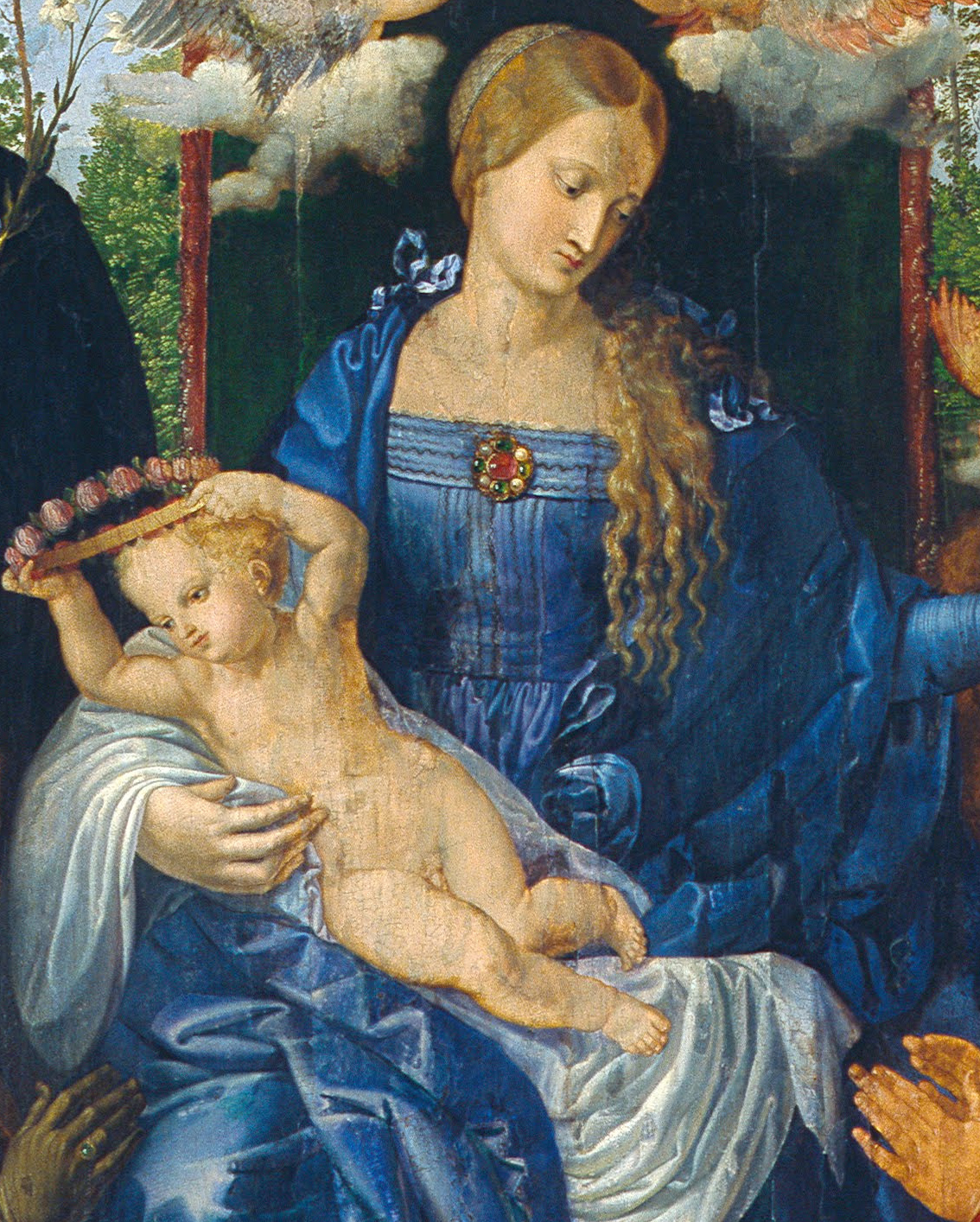
Madona și pruncul de Albrecht Dürer

În arta și viața Europei din timpul Evul Mediu timpuriu, albastrul a jucat un rol minor. Nobilimea purta roșu sau violet, în timp ce numai săracii purtau îmbrăcăminte albastră, colorată cu coloranți de calitate slabă obținuți din planta Isatis tinctoria. Albastrul nu a jucat nici un rol în costumele bogate ale clerului sau în arhitectura sau decorarea bisericilor. Aceast lucru s-a schimbat dramatic între 1130 și 1140 la Paris, când Abbe Suger a reconstruit Catedrala din Saint-Denis. A instalat vitralii colorate cu cobalt, care, combinate cu lumina din sticlă roșie, a umplut biserica cu o lumină albastră violet. Biserica a devenit minunea lumii creștine, iar culoarea a devenit cunoscută sub numele de „albastru de Saint-Denis”. În anii care au urmat, au fost instalate și alte vitralii albastre mai elegante în alte biserici, inclusiv la Catedrala Chartres și Sainte-Chapelle din Paris.
Un alt factor important în prestigiul crescut al culorii albastre în secolul al XII-lea a fost venerarea Fecioarei Maria și o schimbare a culorilor folosite pentru a-și înfățișa îmbrăcămintea. În secolele anterioare, hainele ei erau de obicei pictate în negru întunecat, gri, violet, verde închis sau albastru închis. În secolul al XII-lea, Biserica Romano-Catolică a dictat ca pictorii din Italia (și în restul Europei, în consecință) să picteze Fecioara Maria cu noul pigment importat din Asia - ultramarinul. Albastrul a devenit asociat cu sfințenia, smerenia și virtutea.
Ultramarinul era obținut din lapis lazuli, din minele Badakshan, în munții Afganistanului, în apropierea originii râului Amudaria. Minele au fost vizitate de Marco Polo în jurul anului 1271; el a declarat, „aici se găsește un munte înalt din care se extrage cel mai fin și mai frumos albastru”. Lapisul măcinat a fost folosit în manuscrise bizantine încă din secolul al VI-lea, dar era impur și varia foarte mult în culori. Ultramarinul a rafinat impuritățile printr-un proces lung și dificil, creând un albastru bogat și profund. A fost numit bleu outremer în franceză și blu oltremare în italiană, de vreme ce provenea din cealaltă parte a mării. A costat mult mai mult decât orice altă culoare și a devenit culoarea de lux pentru regii și prinții Europei.
Regele Ludovic al IX-lea al Franței (1214–1270), a devenit primul rege al Franței care s-a îmbrăcat regulat în albastru. Acest lucru a fost copiată de alți nobili. Picturile miticului rege Arthur au început să-l arate îmbrăcat în albastru. Stema regilor Franței a devenit un scut azuriu sau albastru deschis, presărat cu fleur-de-lis sau crini aurii. Albastrul a deveni culoarea regală. Odată ce albastrul a devenit culoarea regelui, a devenit și culoarea celor bogați și puternici din Europa. În Evul Mediu în Franța și într-o oarecare măsură în Italia, vopsirea pânzei albastre a fost supusă licenței coroanei sau statului. În Italia, vopsirea albastrului a fost atribuită unei bresle specifice, tintori di guado, și nu putea fi făcută de nimeni altcineva fără penalități severe. Purtarea culorii albastre presupunea anumite ranguri și averi.
În afară de ultramarin, alte câteva nuanțe de albastru au fost utilizate pe scară largă în Evul Mediu și mai târziu în Renaștere. Azuritul, o formă de carbonat de cupru, a fost adesea folosit ca substitut pentru ultramarin. Romanii au folosit-o sub numele de lapis armenius, sau piatră armeană. Britanicii au numit-o azur de Amayne sau azur german. Germanii înșiși au numit-o bergblau sau piatră de munte. Acesta era extrasă în Franța, Ungaria, Spania și Germania și s-a obținut un albastru pal cu o nuanță de verde, ideal pentru vopsirea cerului. Era culoarea preferată de fundal a pictorului german Albrecht Dürer.
Un alt albastru folosit adesea în Evul Mediu a fost numit tournesol sau folium. A fost obținut din planta Crozophora tinctoria, care creștea în sudul Franței. Acesta a făcut un albastru fin  transparent apreciat în manuscrise medievale.
Un alt pigment albastru obișnuit a fost smalțul, care a fost făcut prin măcinarea sticlei de cobalt albastru într-o pulbere fină. S-a obținut un albastru violet profund similar cu ultramarinul și a fost folosit în fresce, dar și-a pierdut o parte din strălucire în picturile în ulei. A devenit deosebit de popular în secolul al XVII-lea, când ultramarinul era greu de obținut. A fost folosit uneori de Titian, Tintoretto,  Veronese, El Greco, Van Dyck, Rubens și Rembrandt.

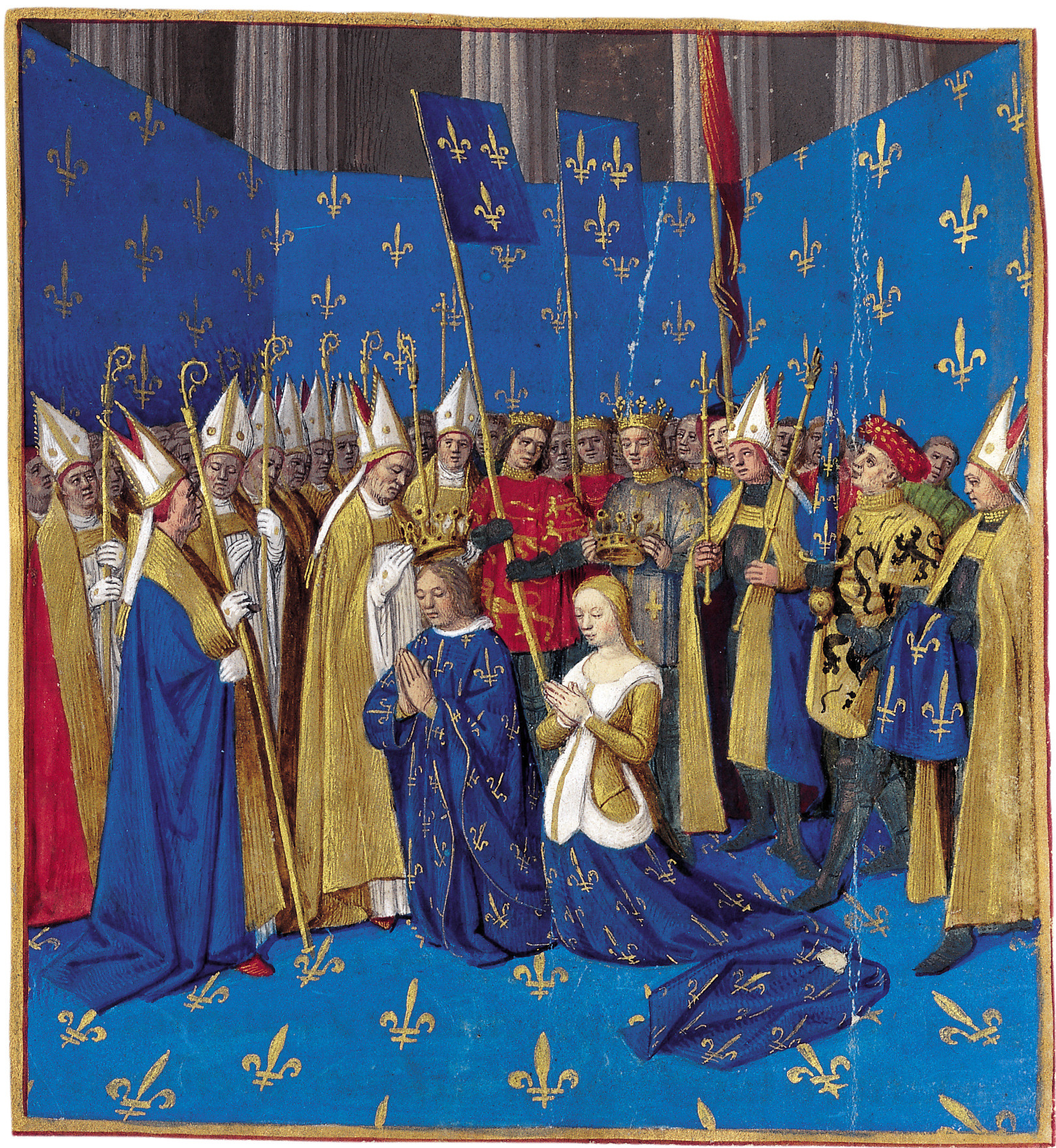
Încoronarea regelui Ludovic al VIII-lea al Franței în 1223 a arătat că albastrul a devenit culoarea regală (pictură din 1450)
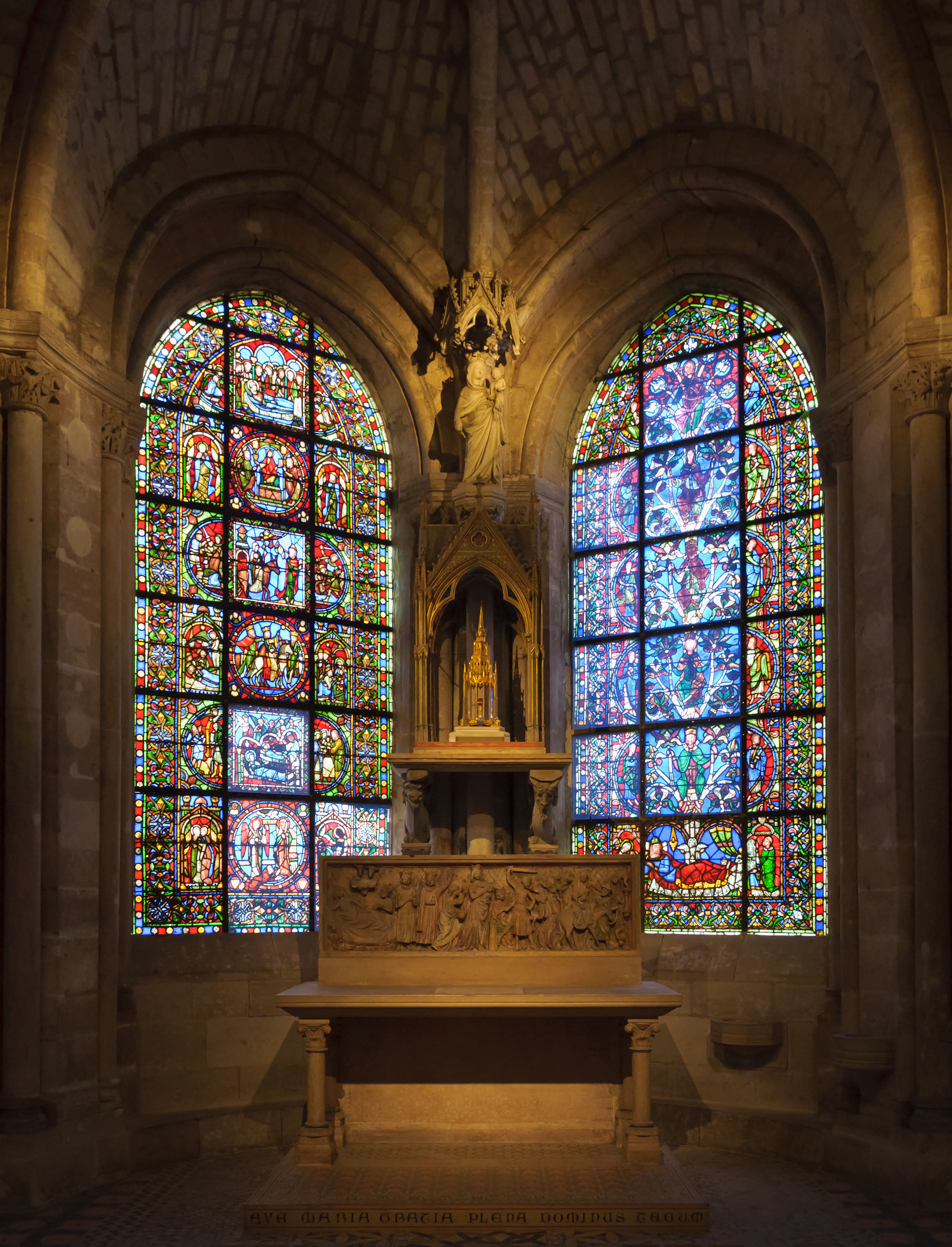
Vitralii din Basilica Saint Denis (1141–1144)
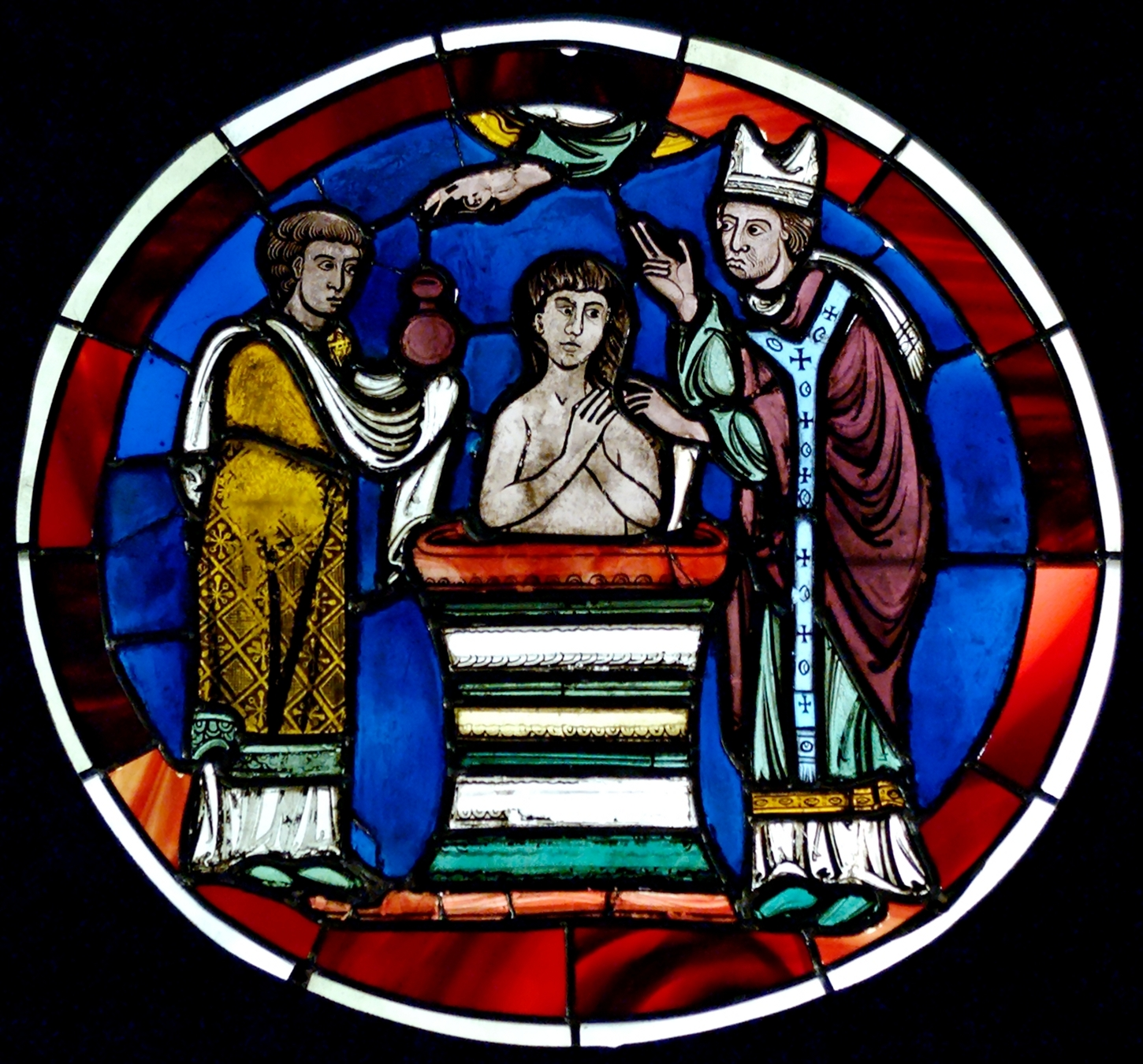
Detaliu al ferestrelor de la Sainte-Chapelle (1250)
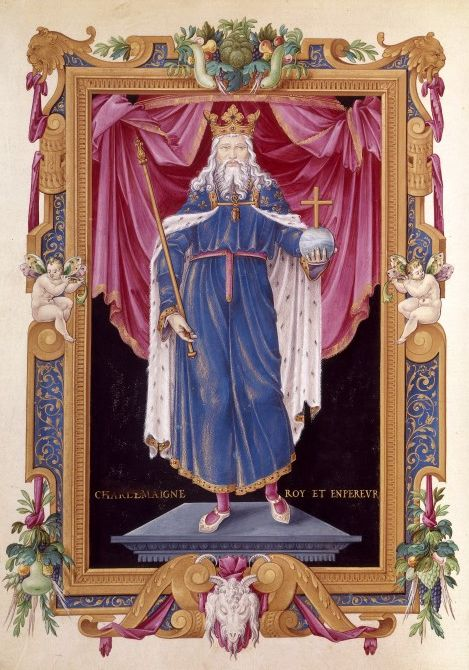
Regele Carol cel Mare
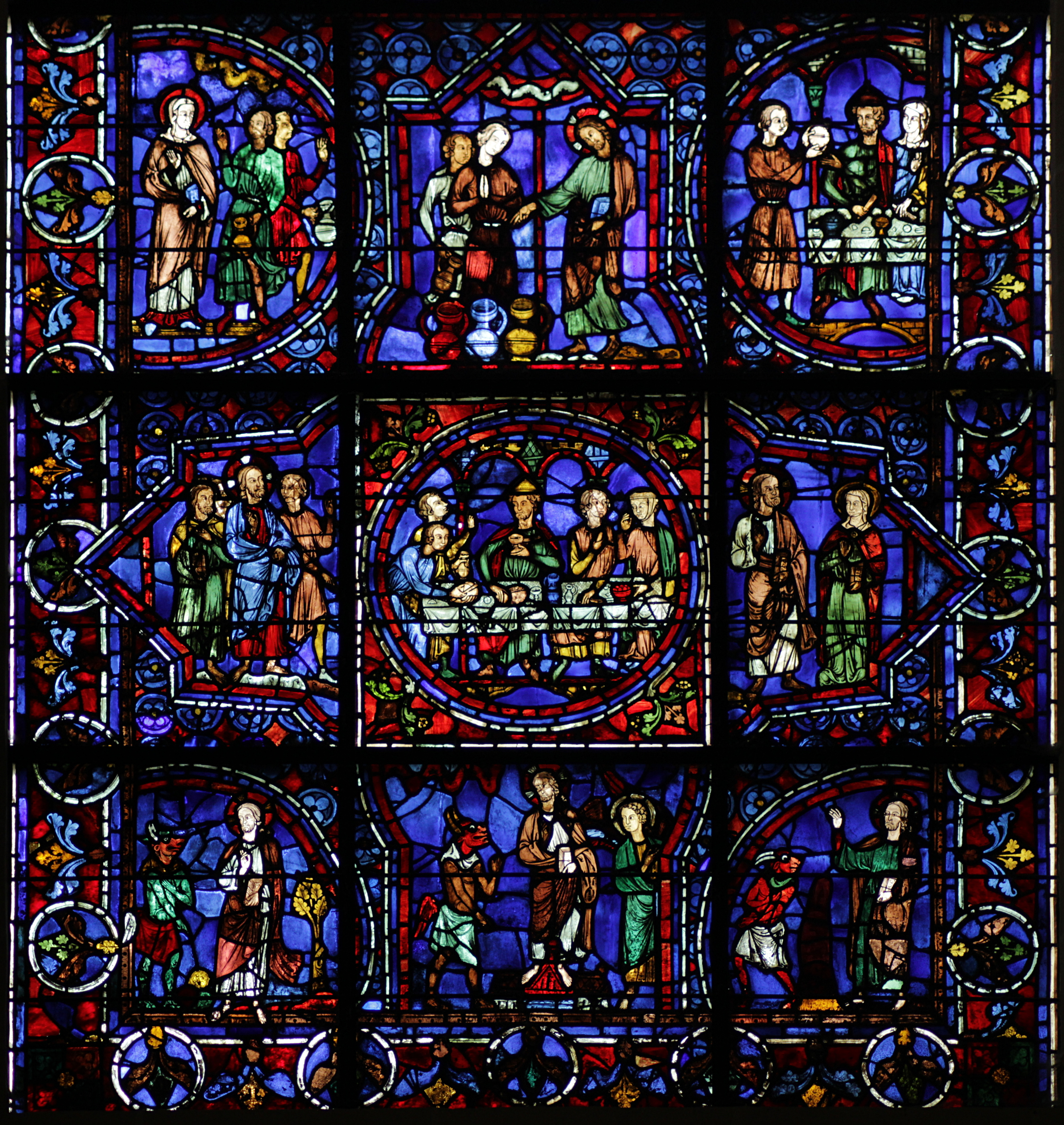
Vitraliu de la Catedrala Chartres
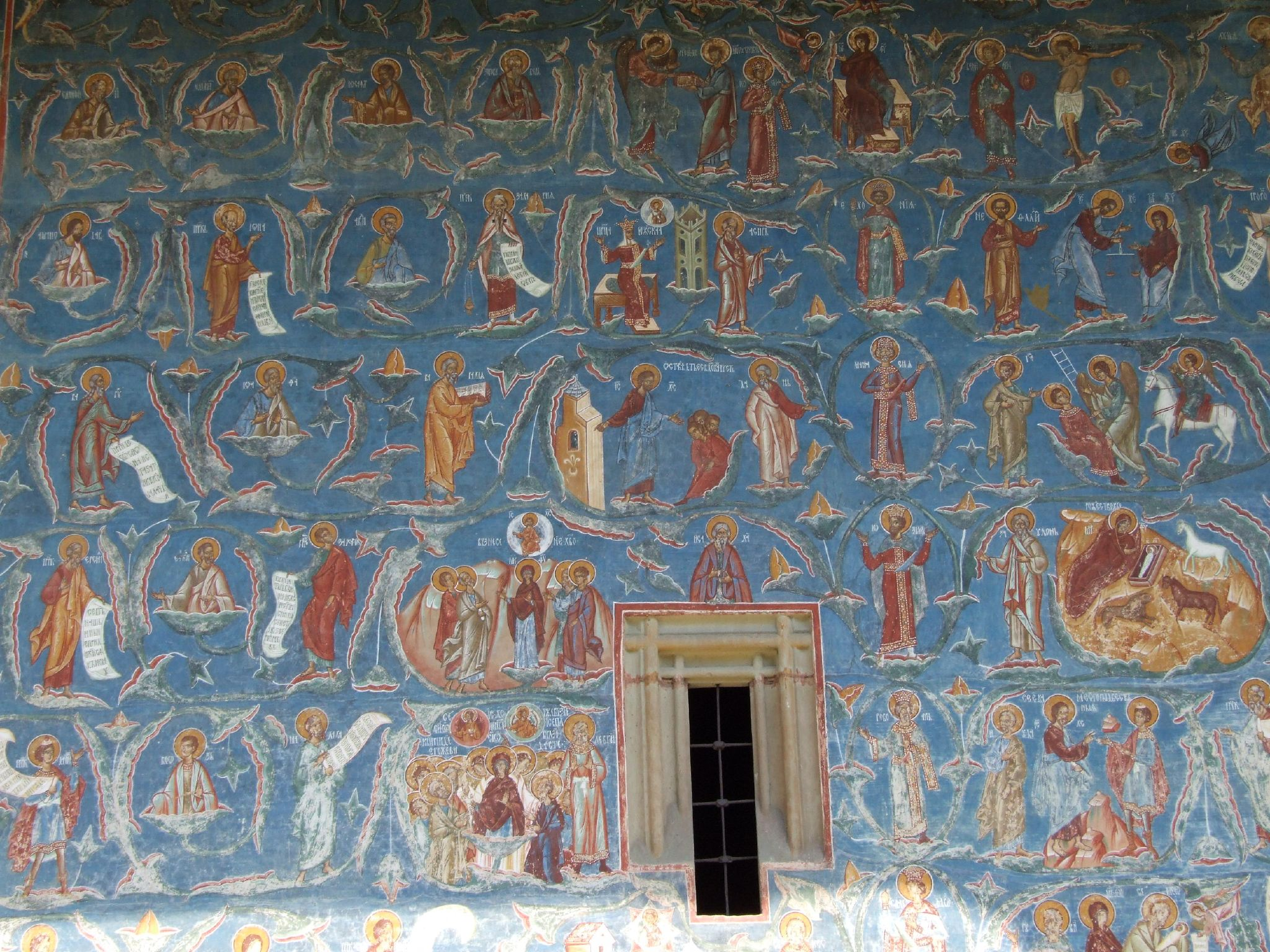
Albastru de Voroneț domină pictura exterioară a Mănăstirii Voroneț

### Renașterea europeană
În Renaștere, a avut loc o revoluție în pictură; artiștii au început să picteze lumea așa cum o vedeau de fapt, cu perspectivă, profunzime, umbre și lumină dintr-o singură sursă. Artiștii au fost nevoiți să își adapteze folosirea albastrului la noile reguli. În picturile medievale, albastrul era folosit pentru a atrage atenția privitorului asupra Fecioarei Maria și pentru a o identifica. În picturile renascentiste, artiștii au încercat să creeze armonii între albastru și roșu, luminând albastrul cu vopsea albă și adăugând umbre și evidențieri. Raphael a fost un maestru al acestei tehnici, echilibrând cu atenție roșul și albastru, astfel încât nici o culoare nu domina imaginea.
Ultramarinul a fost cel mai prestigios albastru al Renașterii, iar uneori, clienții specificau asta în picturile pe care le comandau. Contractul pentru Madonna delle Arpie de Andrea del Sarto (1514) a impus ca roba Fecioarei Maria să fie colorată cu ultramarin costând „cel puțin cinci florini o uncie”. Ultramarinul de calitate era mai scump decât aurul; în 1508, pictorul german Albrecht Dürer a scris într-o scrisoare că a plătit douăsprezece ducați – echivalentul a patruzeci și unu de grame de aur – pentru doar treizeci de grame de ultramarin.
Adesea, pictorii sau clienții au economisit bani folosind un albastru mai puțin costisitor, cum ar fi smalț azurit sau pigmenți făcuți cu indigo, dar asta uneori a creat probleme. Pigmenții obținuți din azurit erau mai puțin scumpi, dar tindeau să devină întunecați și verzi cu timpul. Un exemplu este haina Fecioarei Maria în Madona cu Pruncul întronați cu sfinți de Raphael la Muzeul Metropolitan din New York. Rochia albastră a Fecioarei de culoare azurită s-a degradat într-un negru verzui.
Introducerea picturii în ulei a schimbat modul în care arătau culorile și modul în care au fost utilizate. Pigmentul ultramarin, de exemplu, era mult mai întunecat atunci când era folosit în pictura în ulei decât atunci când era folosit în pictura cu tempera, în fresce. Pentru a-și echilibra culorile, artiștii renascentisti precum Raphael au adăugat alb pentru a lumina ultramarinul. Rochia albastru-închis a Fecioarei Maria a devenit luminoasă ca cerul albastru. Titian și-a creat un albastru bogat folosind multe straturi subțiri de vopsea de diferite nuanțe de albastru și violete, ceea ce a permis trecerea luminii și a dus la obținerea unei culori complexe și luminoase, precum ce de la vitralii. A folosit, de asemenea, straturi de ultramarin fin, măcinat sau gros, care au oferit variații subtile albastrului.

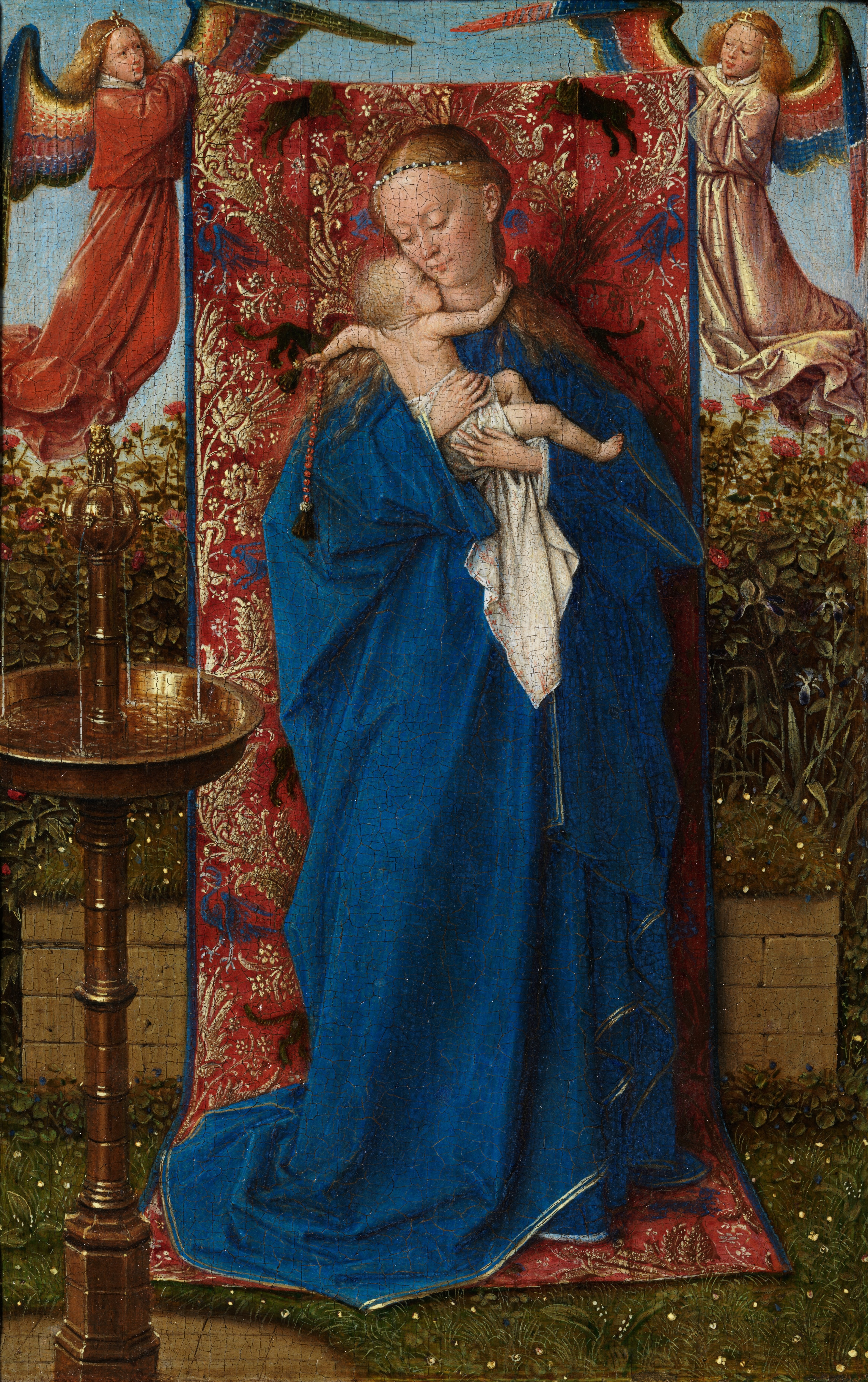
Madonna la fântână de Jan van Eyck, 1439. Alegerea robei albastre a lui Van Eyck poate fi privită ca dovadă a influenței italiene.
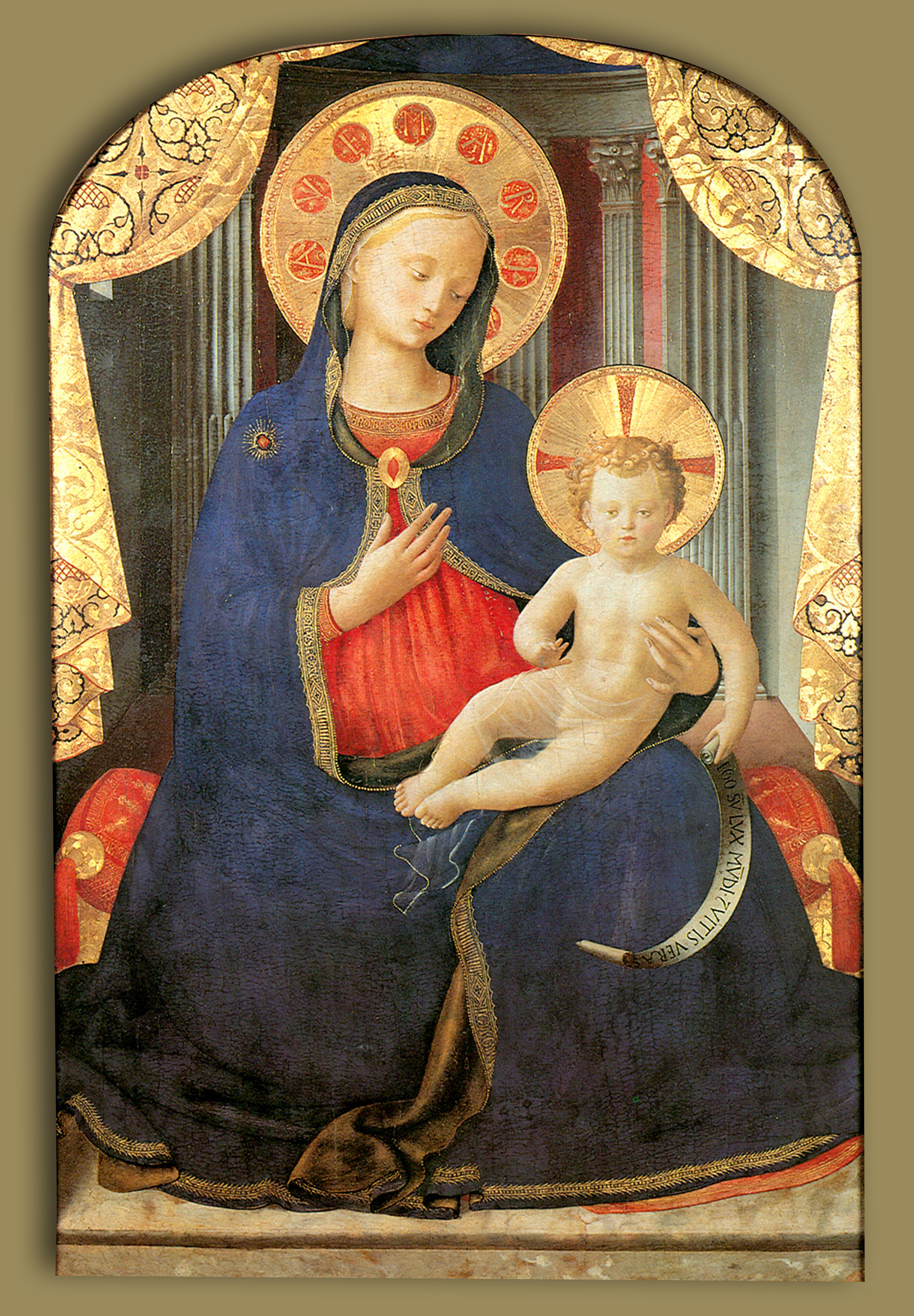
Fecioara Umilinţei de Fra Angelico (cca. 1430). Albastru umple imaginea.
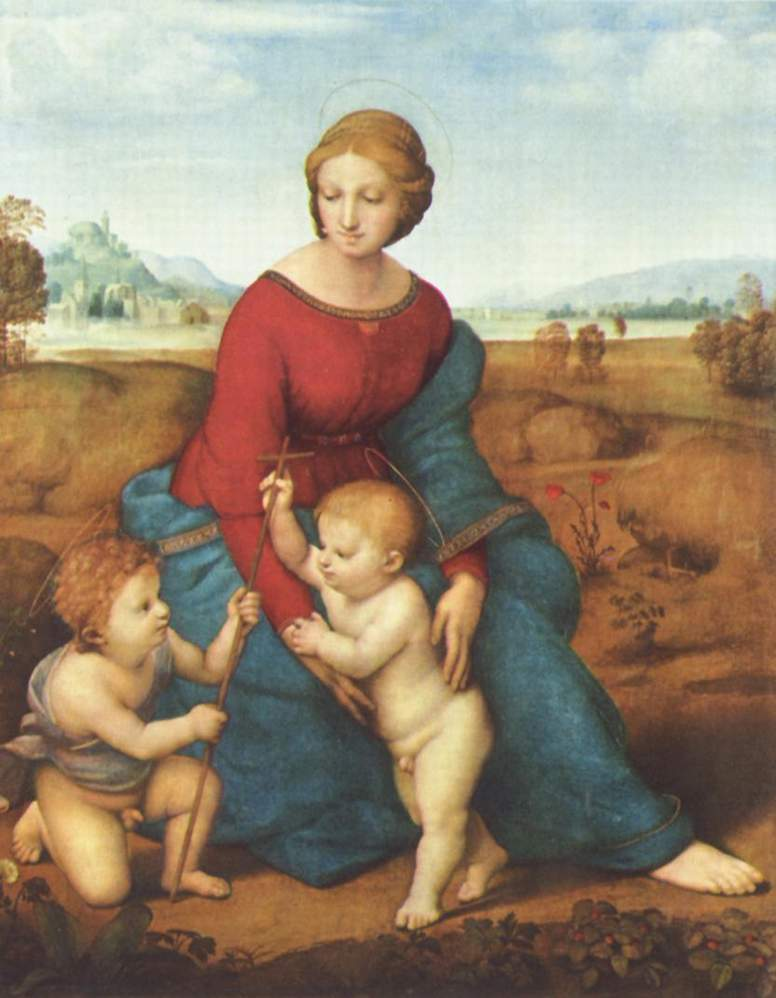
În Fecioara pe pajişte (1506), Rafael a folosit albul pentru a înmuia albastrul ultramarin al robei Fecioarei Maria pentru a echilibra roșul și albastrul și pentru a se armoniza cu restul imaginii.
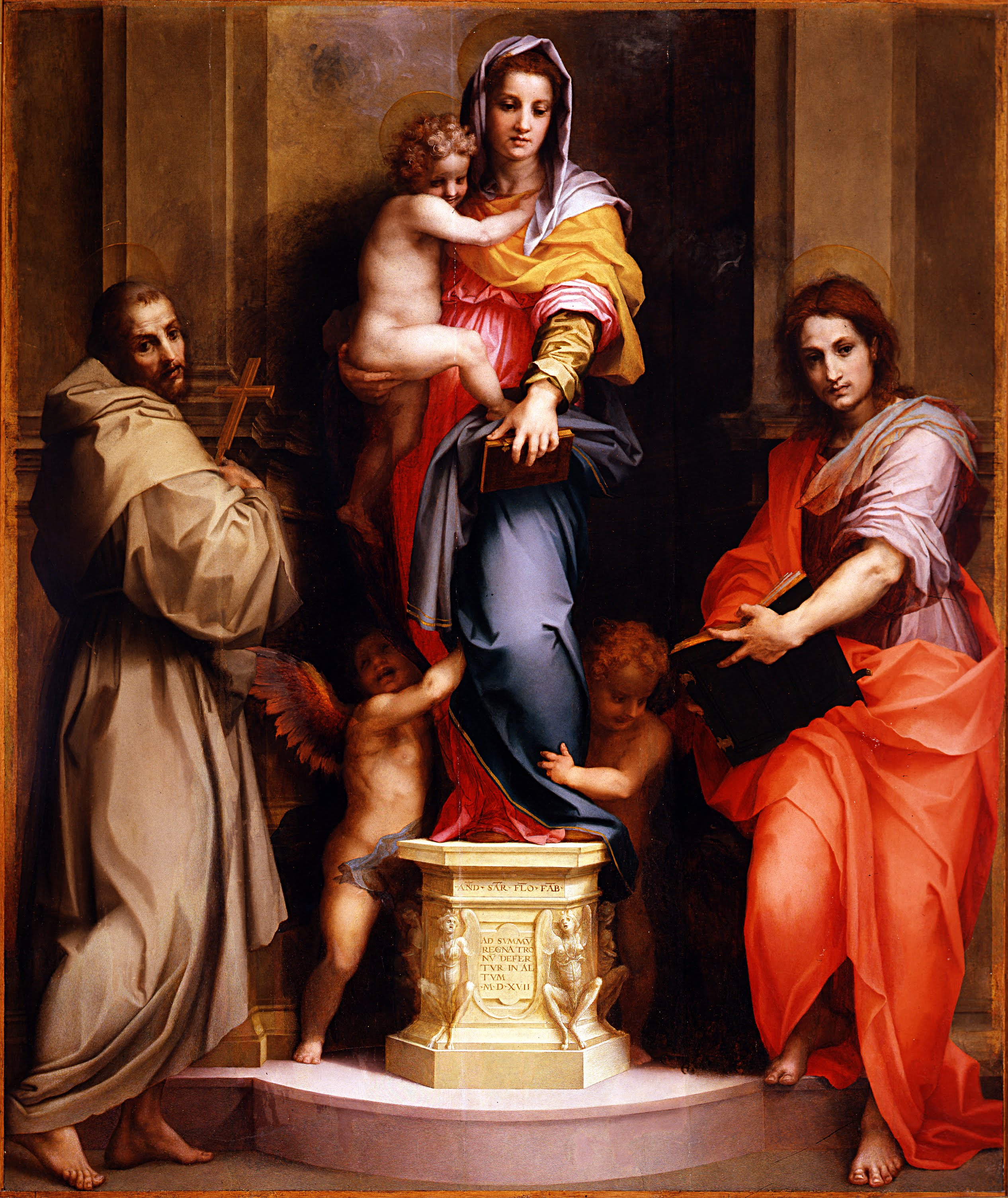
Contractul pentru Madonna delle Arpie de Andrea del Sarto (1514) a impus ca roba Fecioarei Maria să fie colorată cu ultramarin
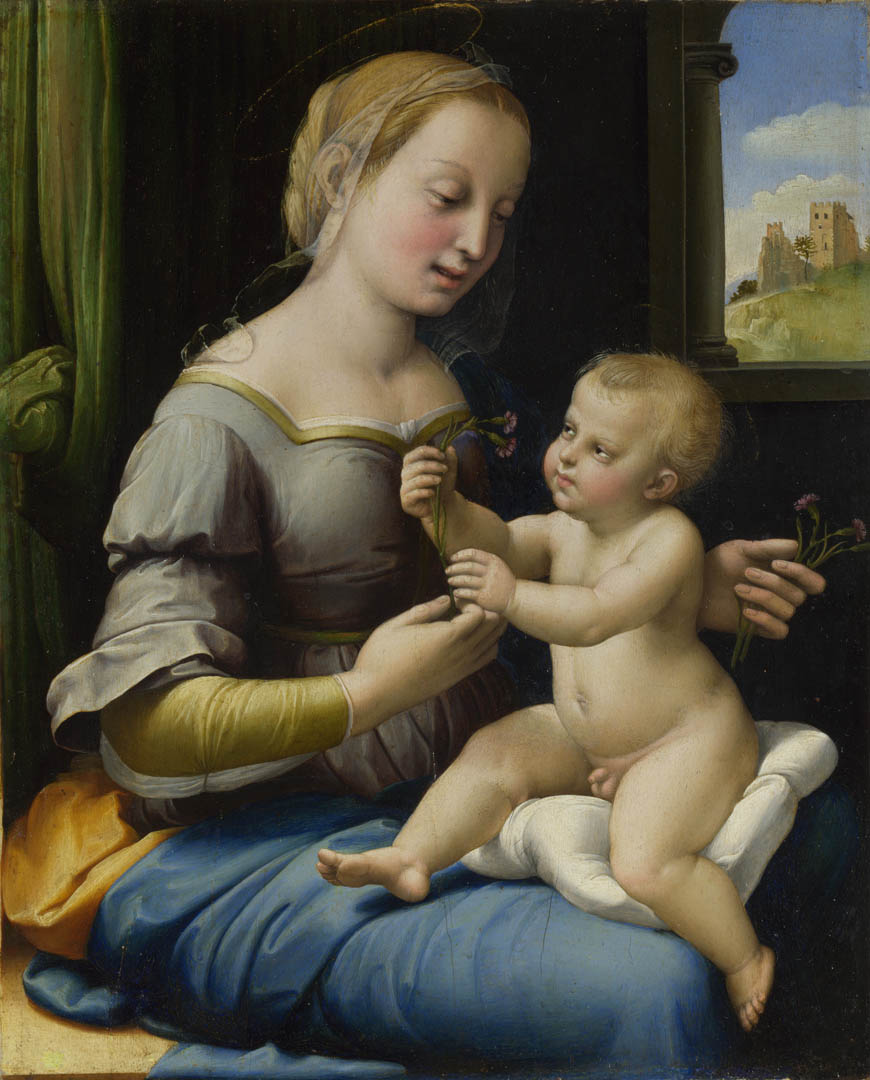
Fecioară a garoafelor de Rafael. Compoziția se bazează îndeaproape pe Madona Benois de Leonardo da Vinci, însă schema de culori de albastru și verde care leagă Fecioara de peisaj este a lui Rafael.
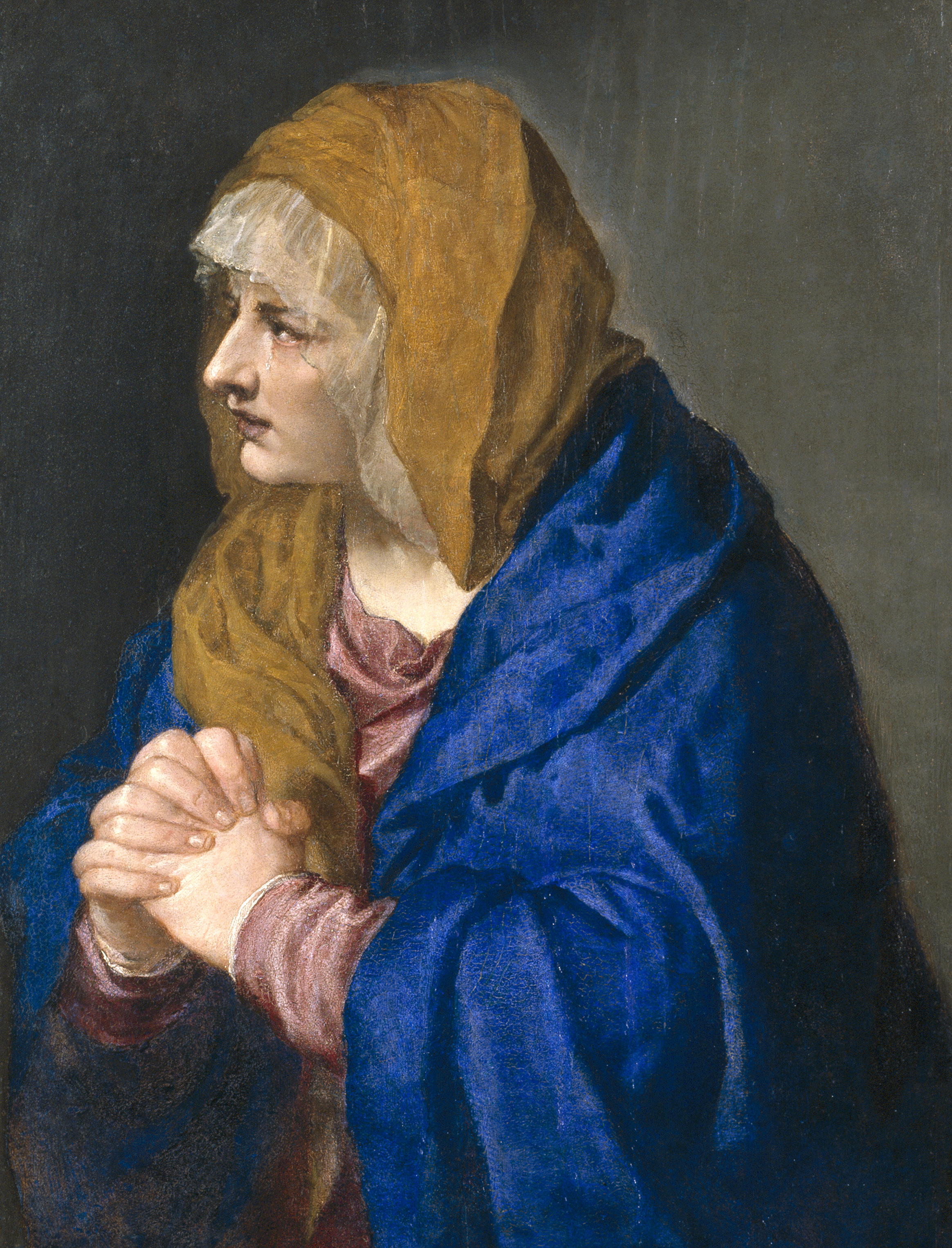
Mater dolorosa, Titian, c. 1554

### Porțelan albastru și alb
În jurul secolului al IX-lea, artizanii chinezi au abandonat culoarea albastră Han pe care o folosiseră de secole și au început să folosească albastru de cobalt, obținut prin sinterizarea oxidului de cobalt cu alumină, la fabricarea porțelanului albastru și alb fin. Farfuriile și vasele au fost modelate, uscate, apoi s-a aplicat vopseaua cu o pensulă, acoperită cu un smalț transparent, apoi au fost arse la o temperatură ridicată. Începând cu secolul al XIX-lea, acest tip de porțelan a fost exportat în cantitate mare în Europa, unde a inspirat un stil întreg de artă, numit Chinezărie. Curțile europene au încercat timp de mai mulți ani să imite porțelanul albastru și alb chinezesc, dar au reușit abia în secolul al XVIII-lea, după ce un misionar a adus secretul din China.
Alte modele celebre de alb și albastru au apărut la Delft, Meissen, Staffordshire și Sankt Petersburg, Rusia.

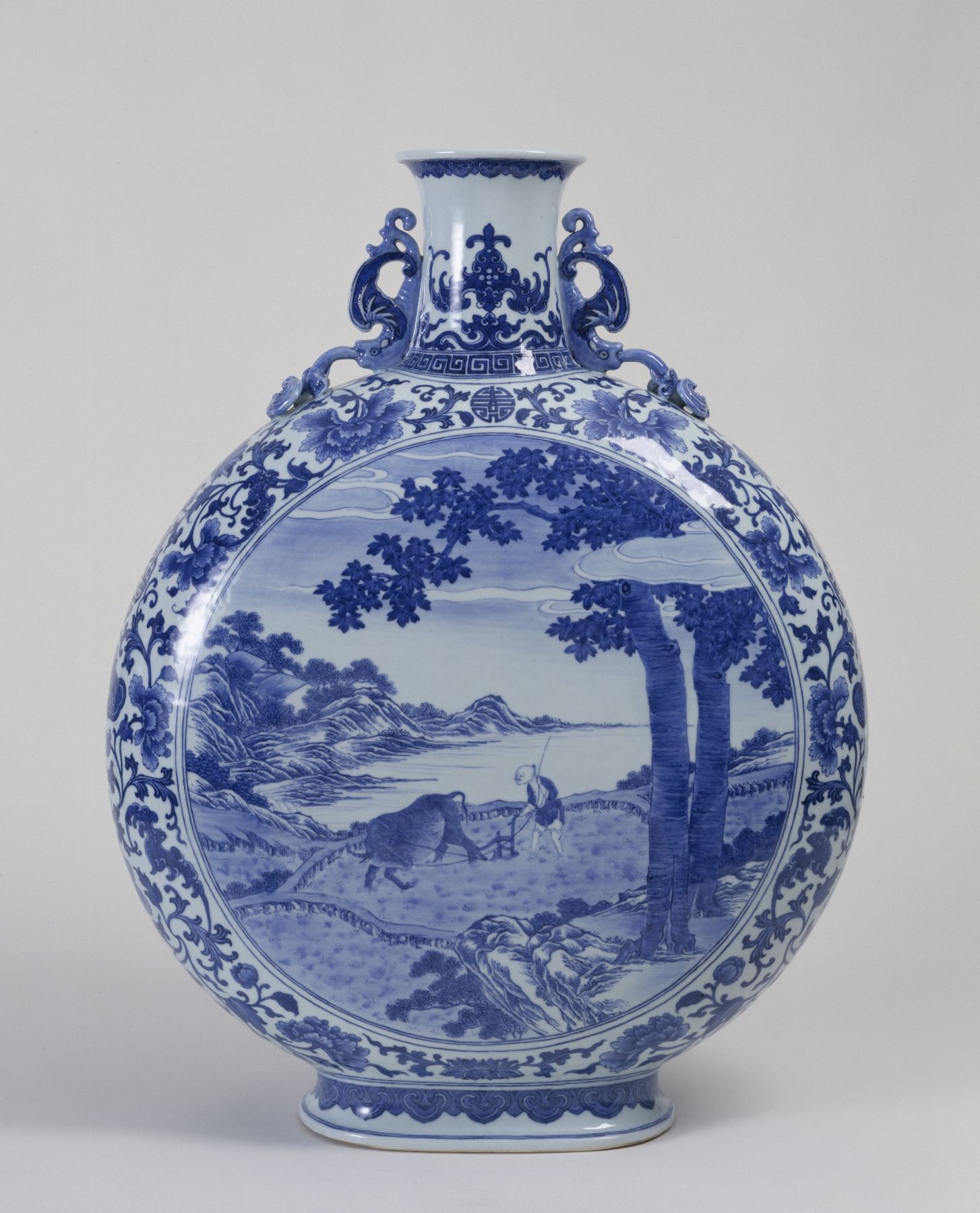
Porțelan chinezesc în stilul dinastiei Ming timpurii
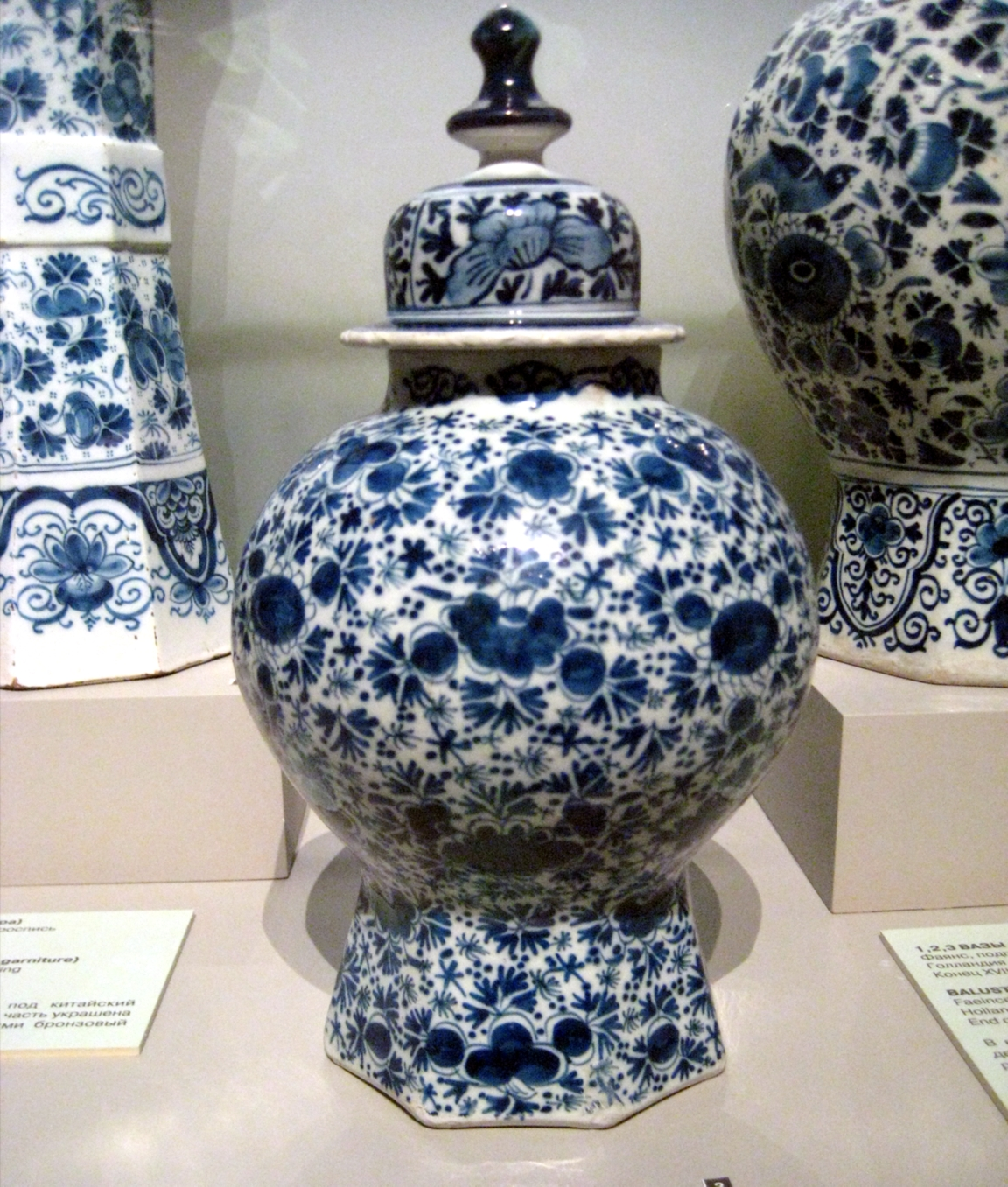
Ceramică albastră și albă din secolul al XVIII-lea, Delft, Olanda.
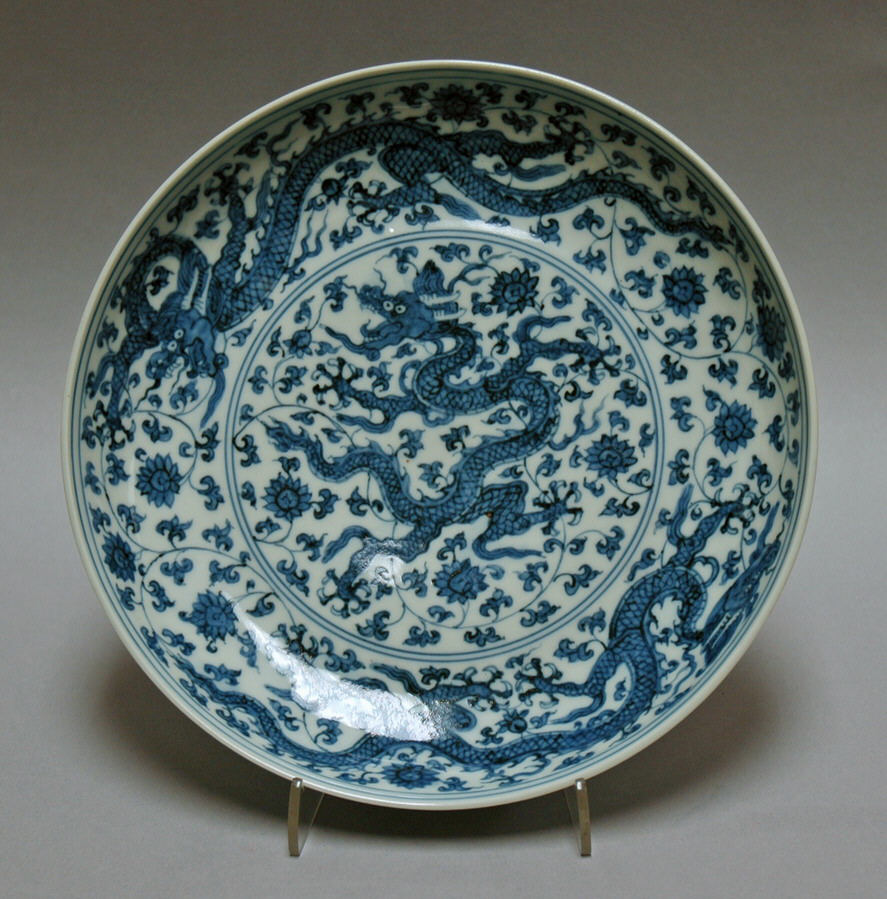
Porțelan chinezesc pictat cu albastru de cobalt
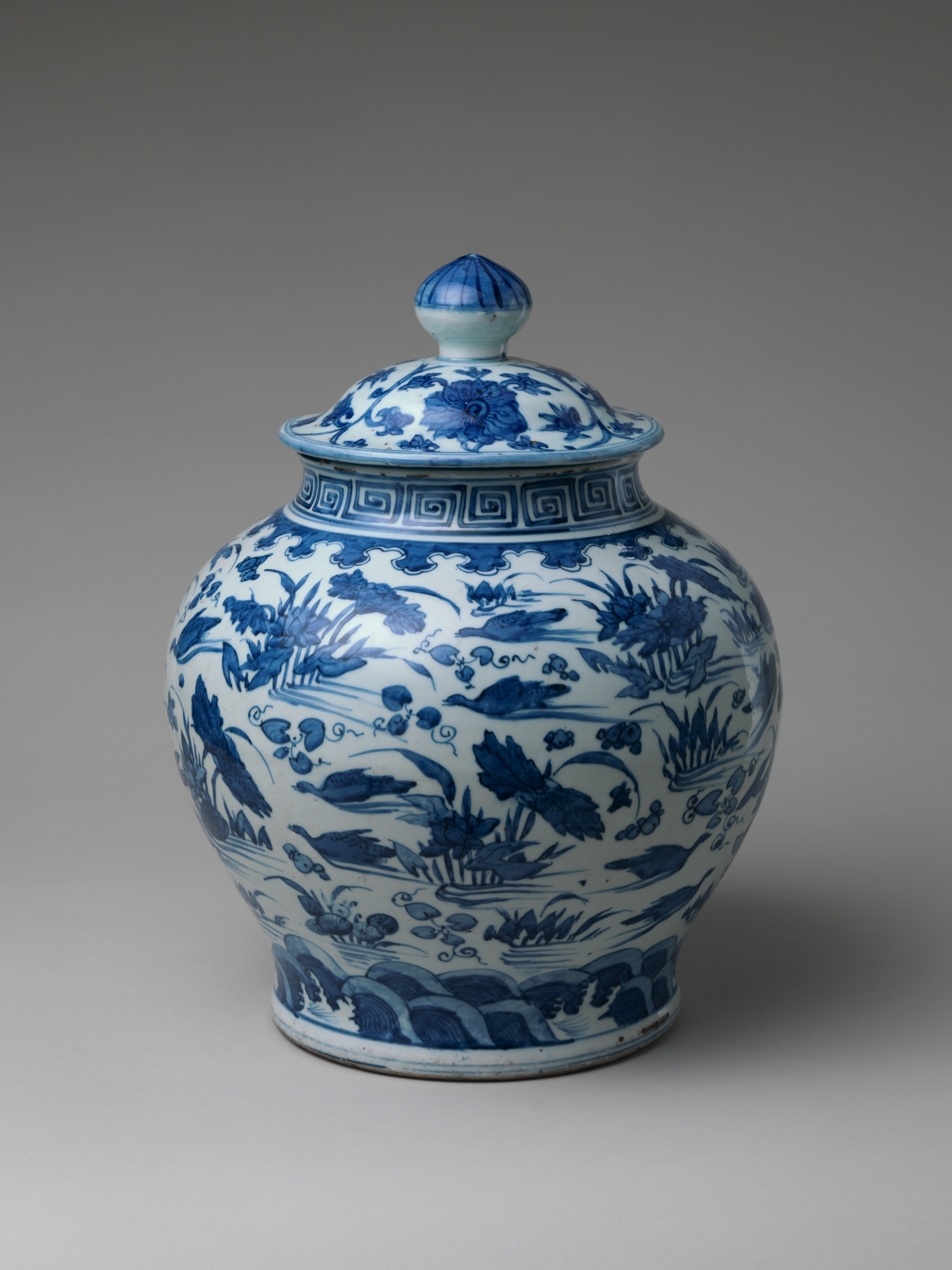
Porțelan chinezesc pictat cu albastru de cobalt, începutul sec. XVI
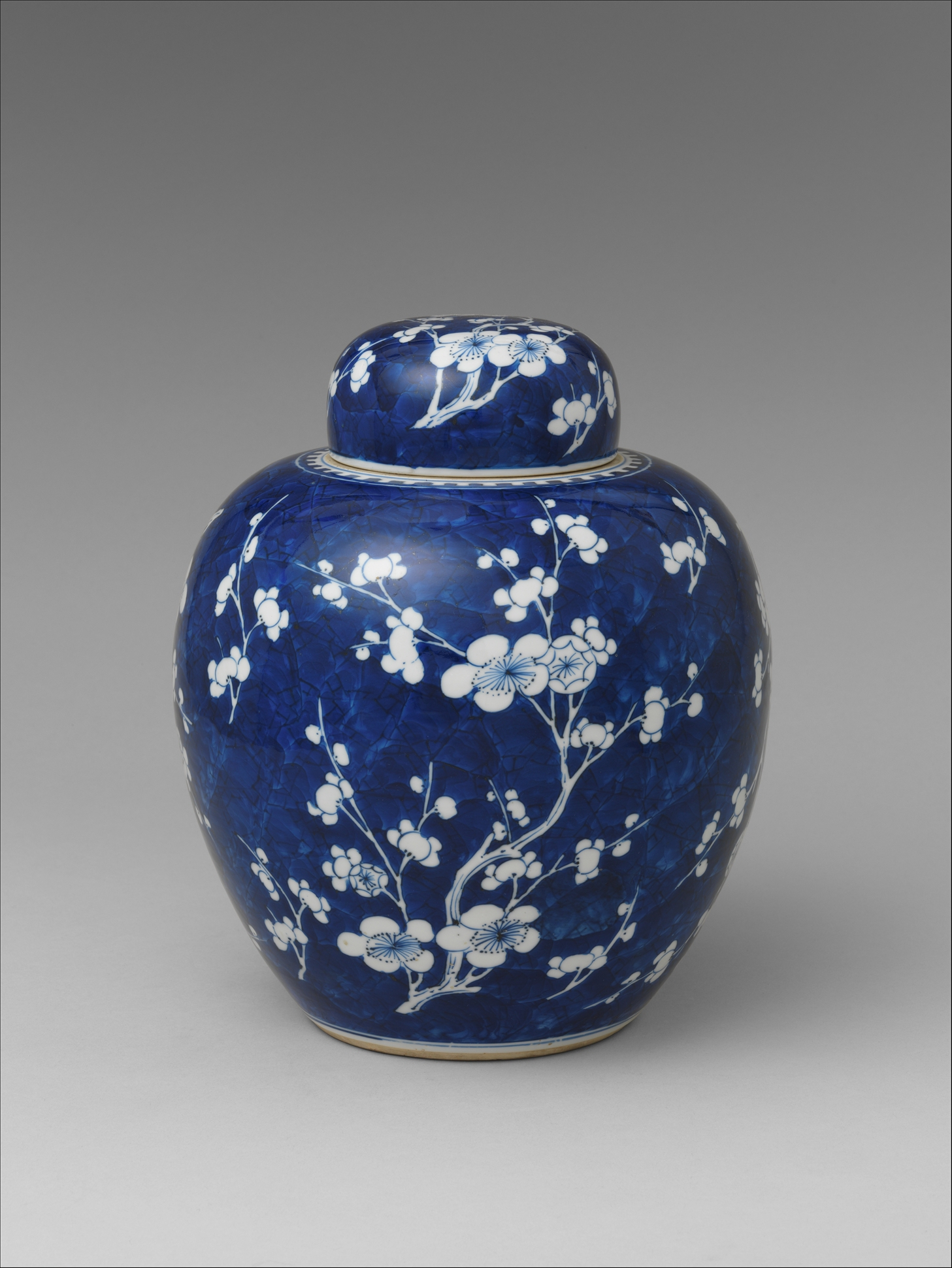
Porțelan chinezesc, sf. sec XVII-începutul sec. XVIII
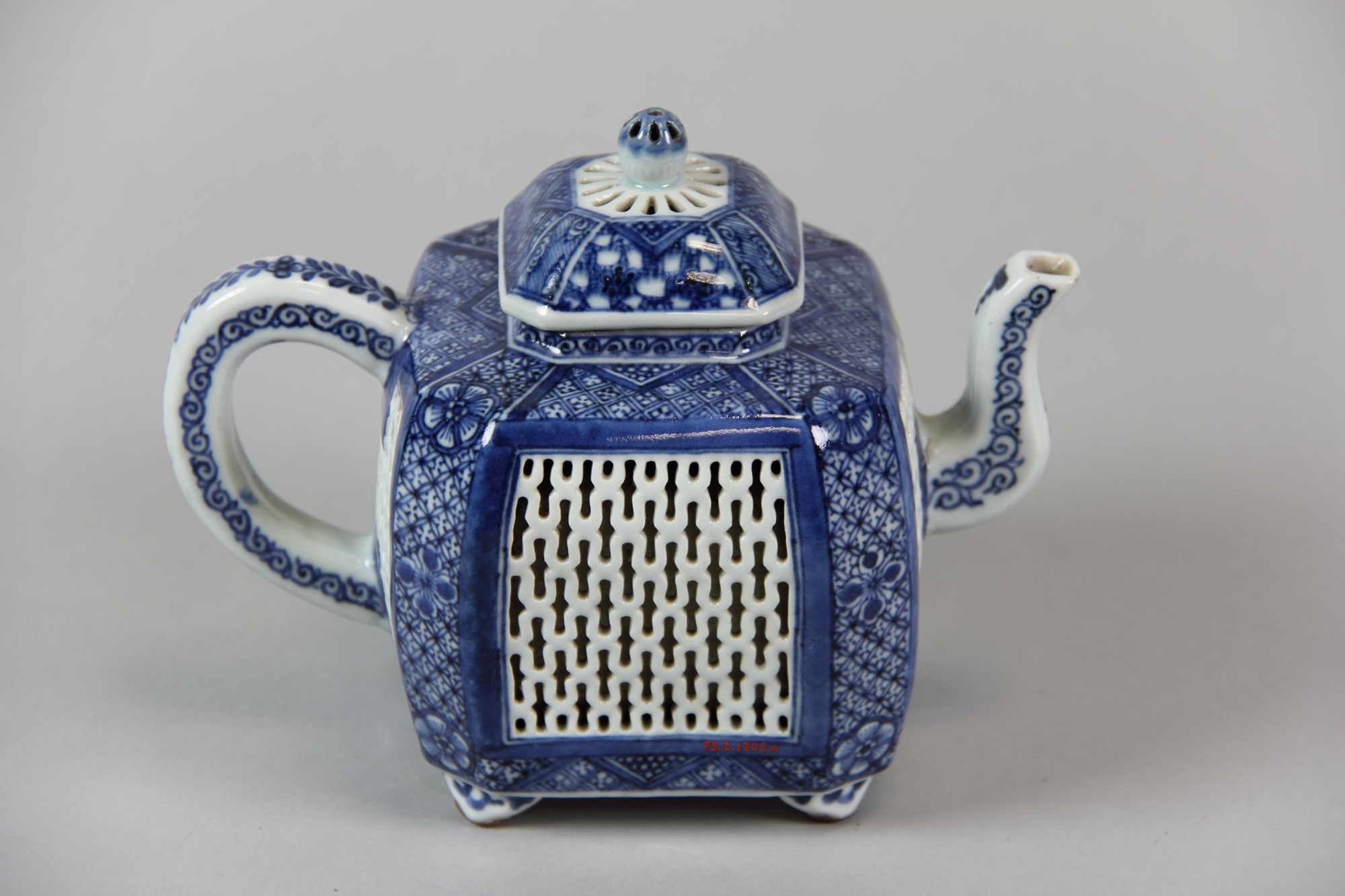
Porțelan chinezesc, sec. XVIII
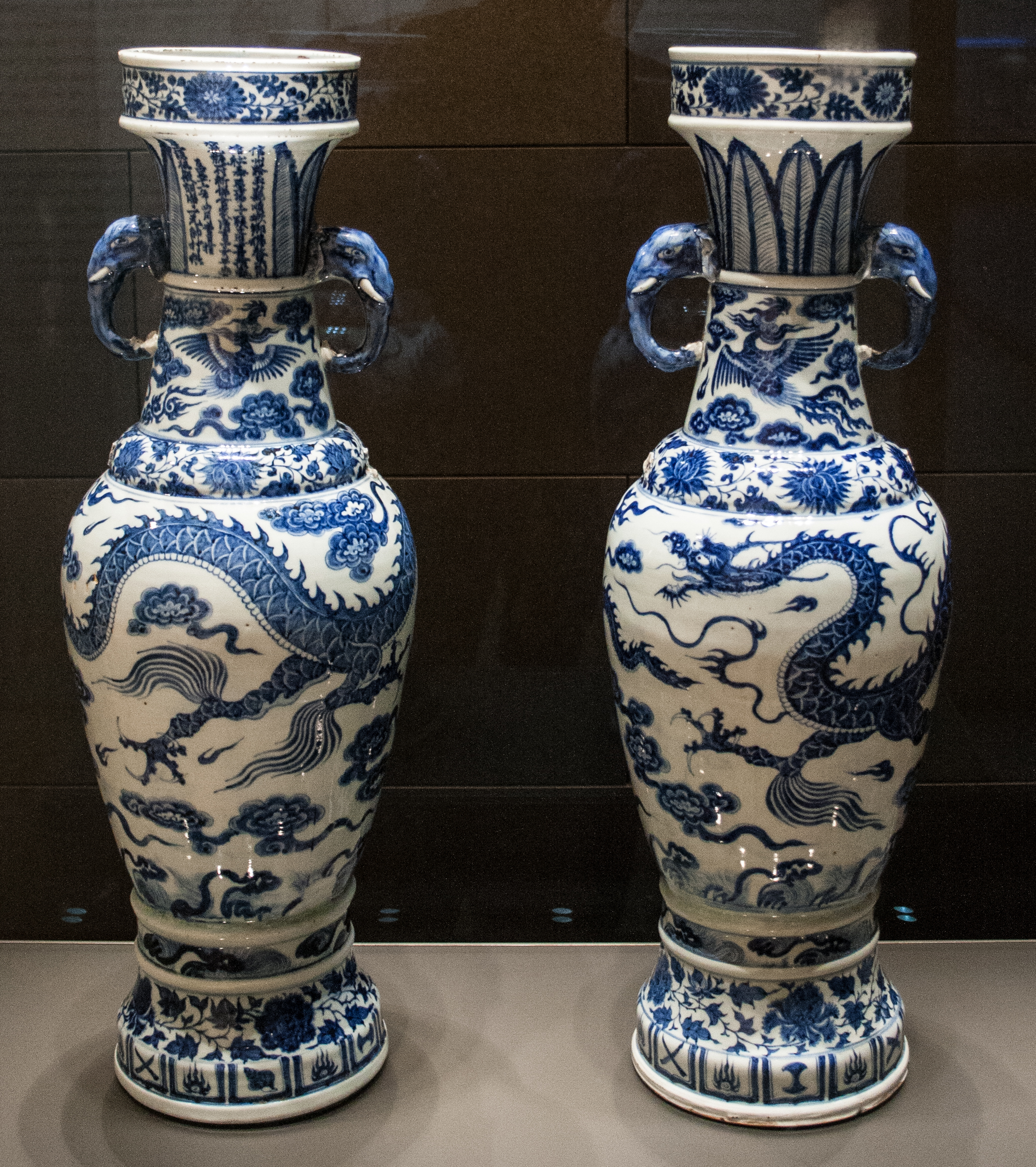
Vase dinastia Yuan
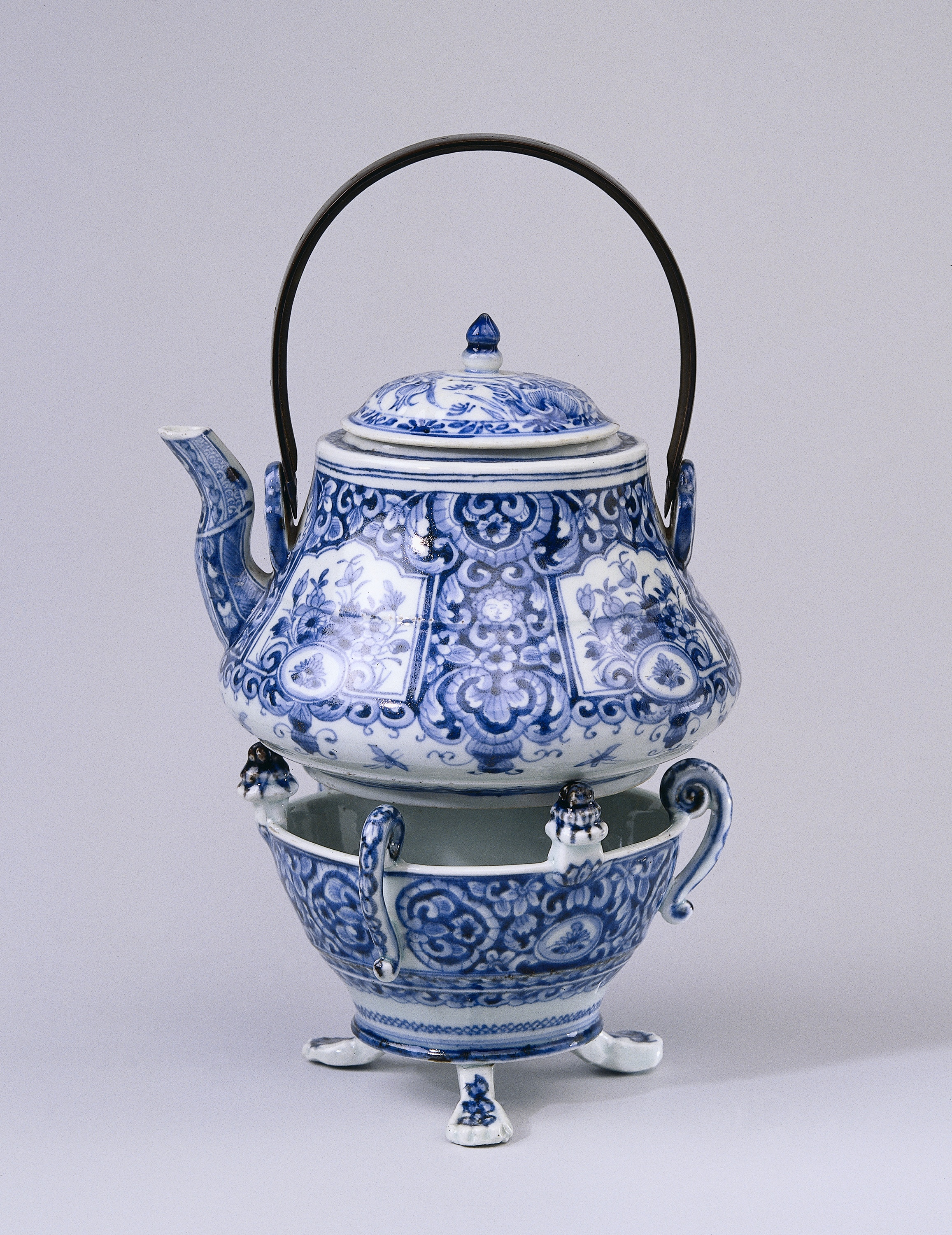
Ceainic japonez
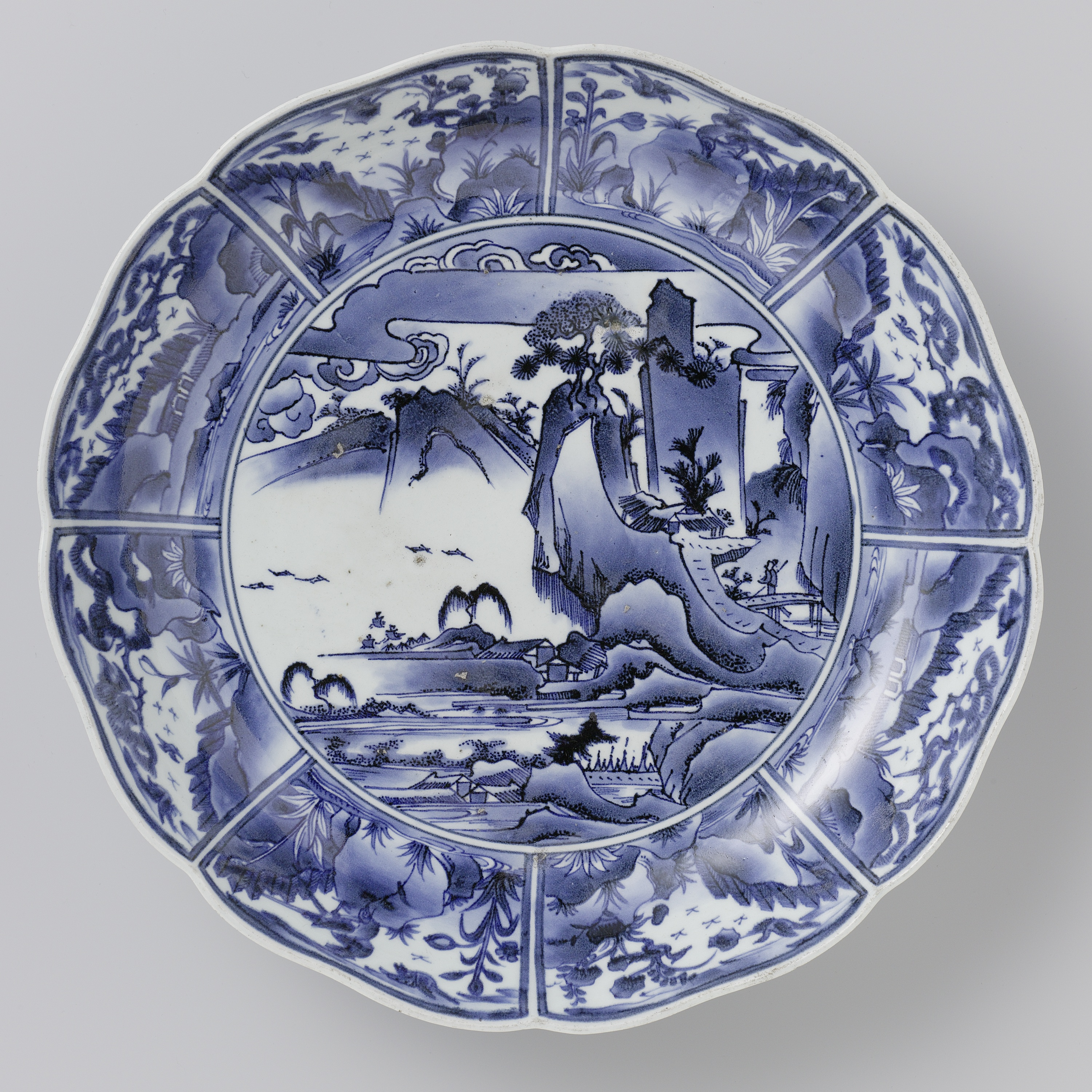
Farfurie japoneză cu peisaj colorat în albastru
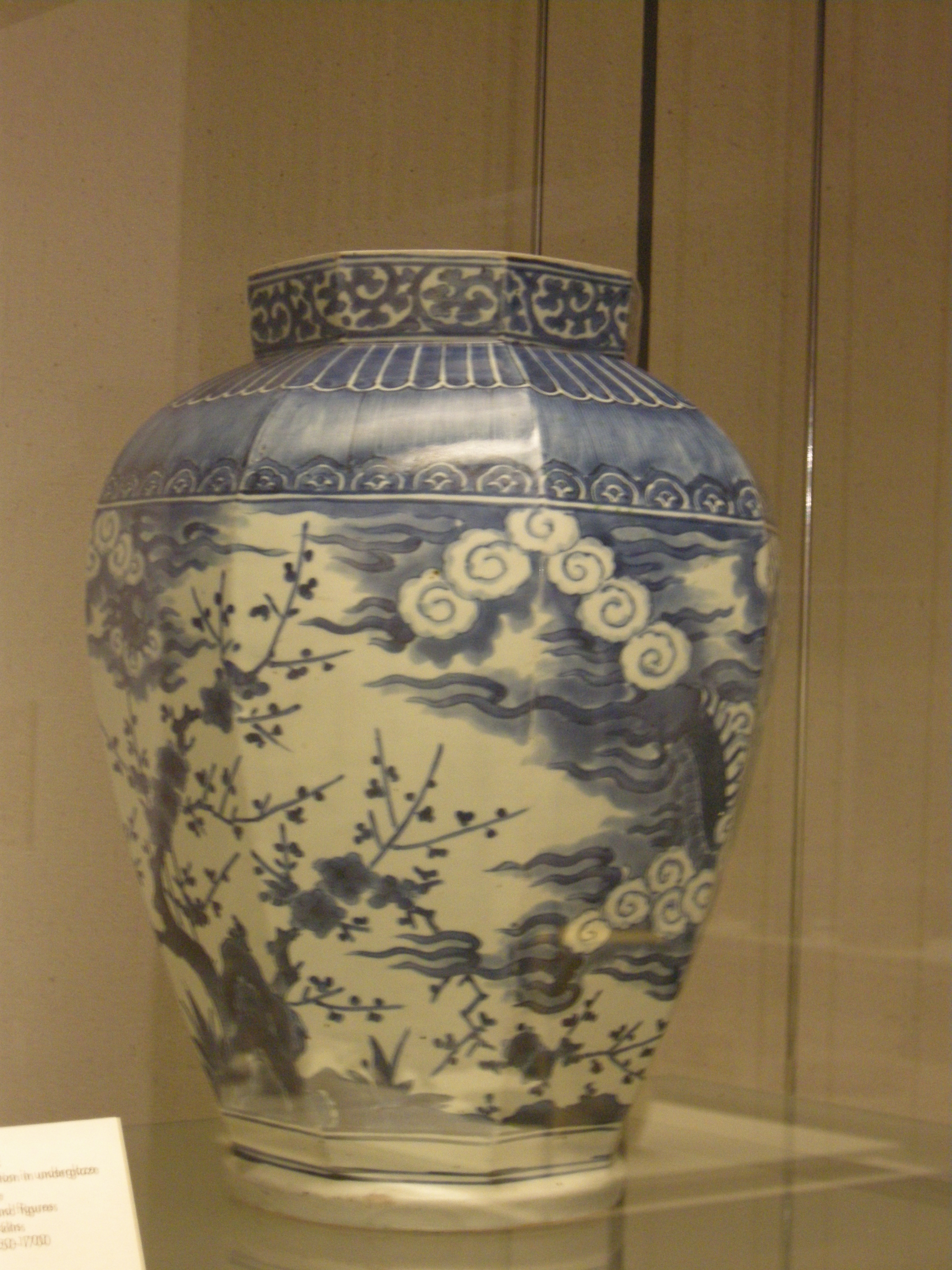
Vas japonez cu decor albastru
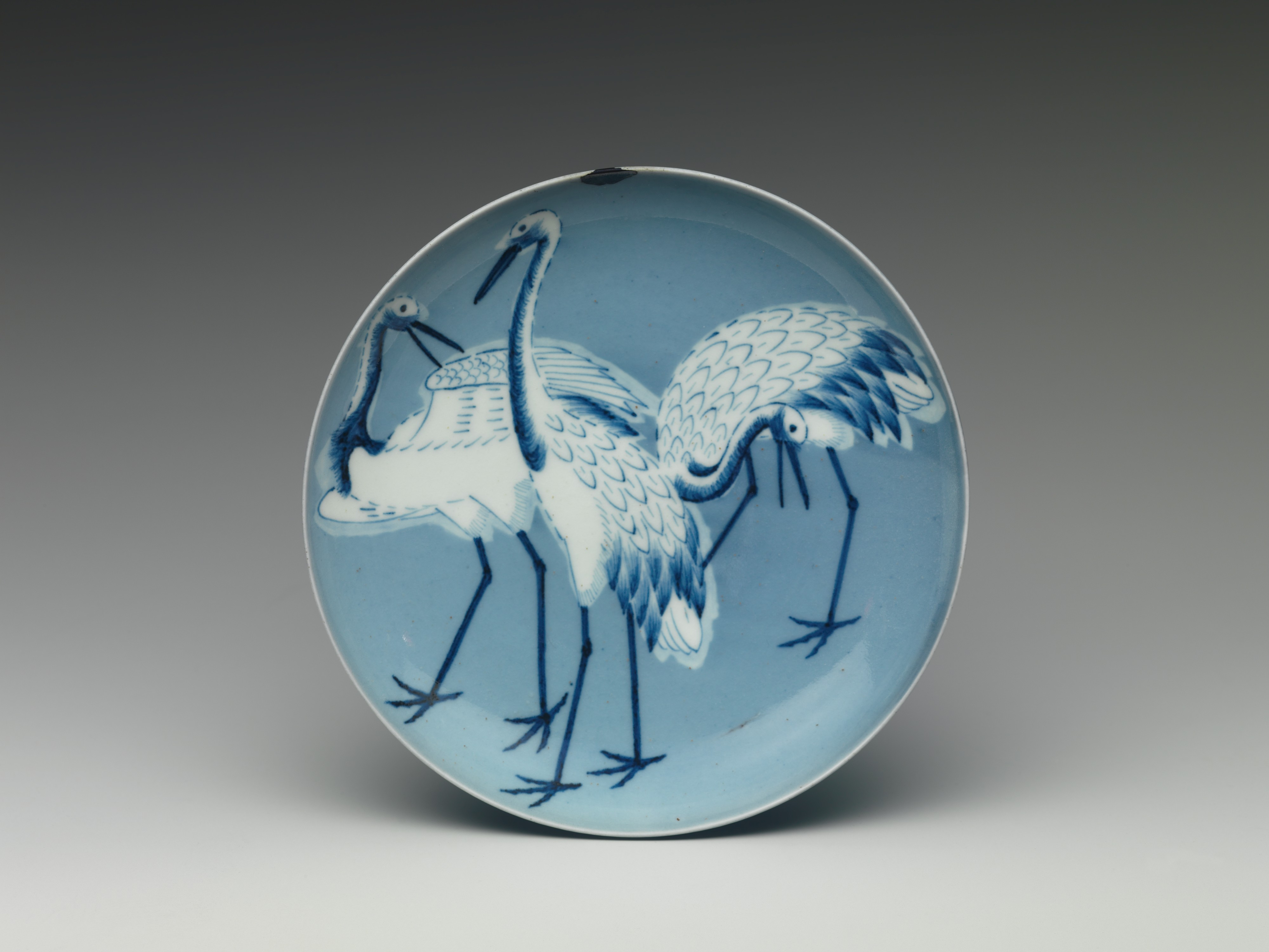
Farfurie japoneză cu cocori
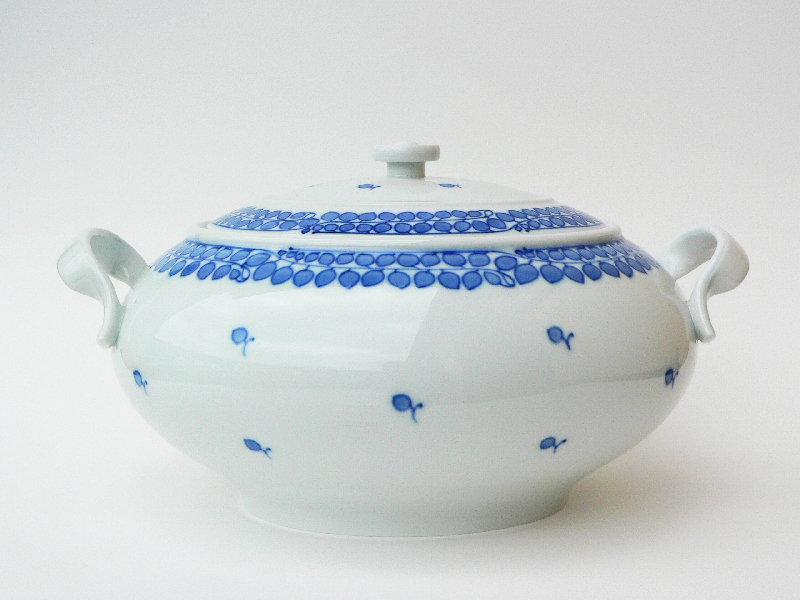
Supieră din porțelan Meissen
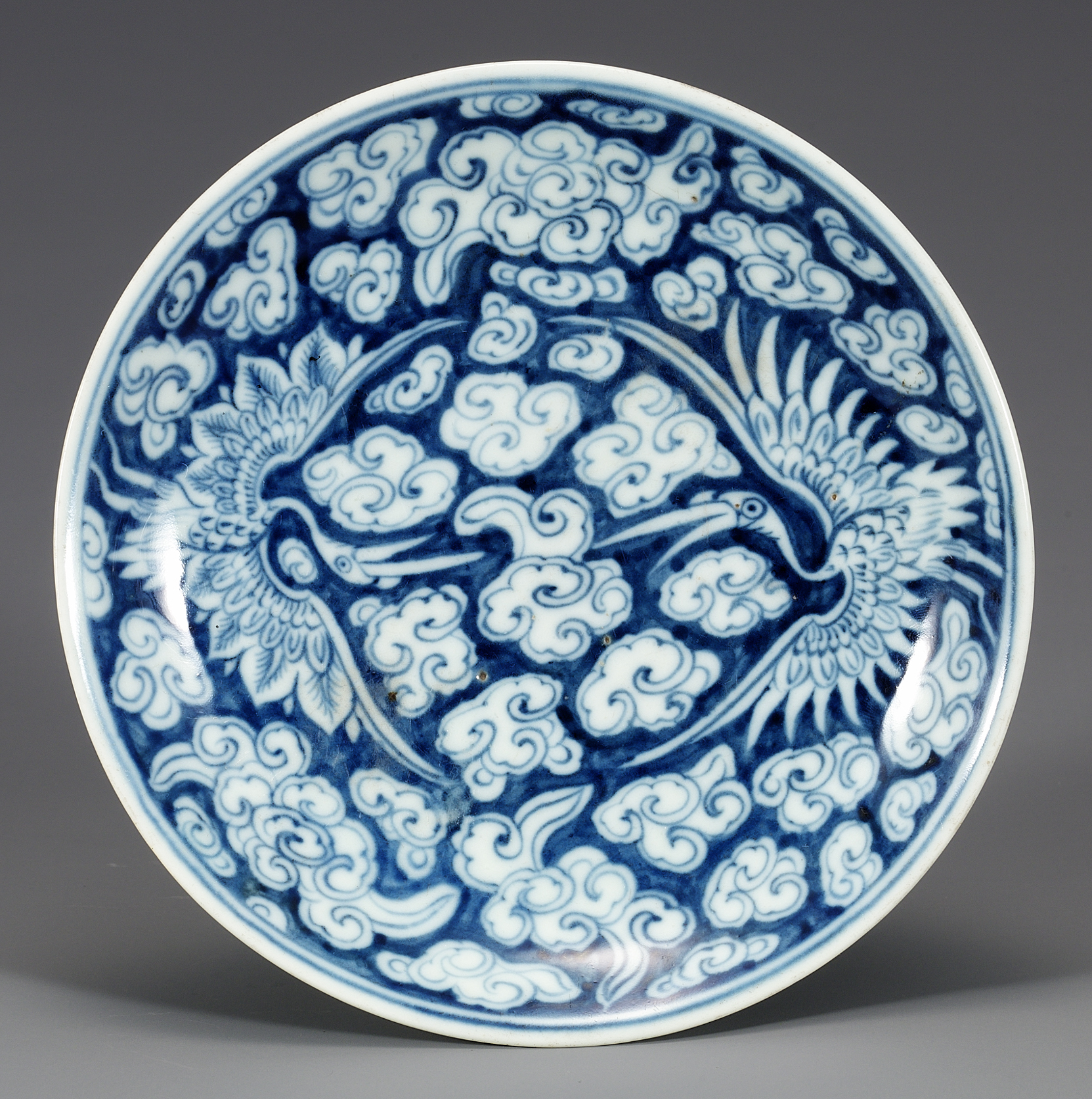
Farfurie coreană cu nori și cocori
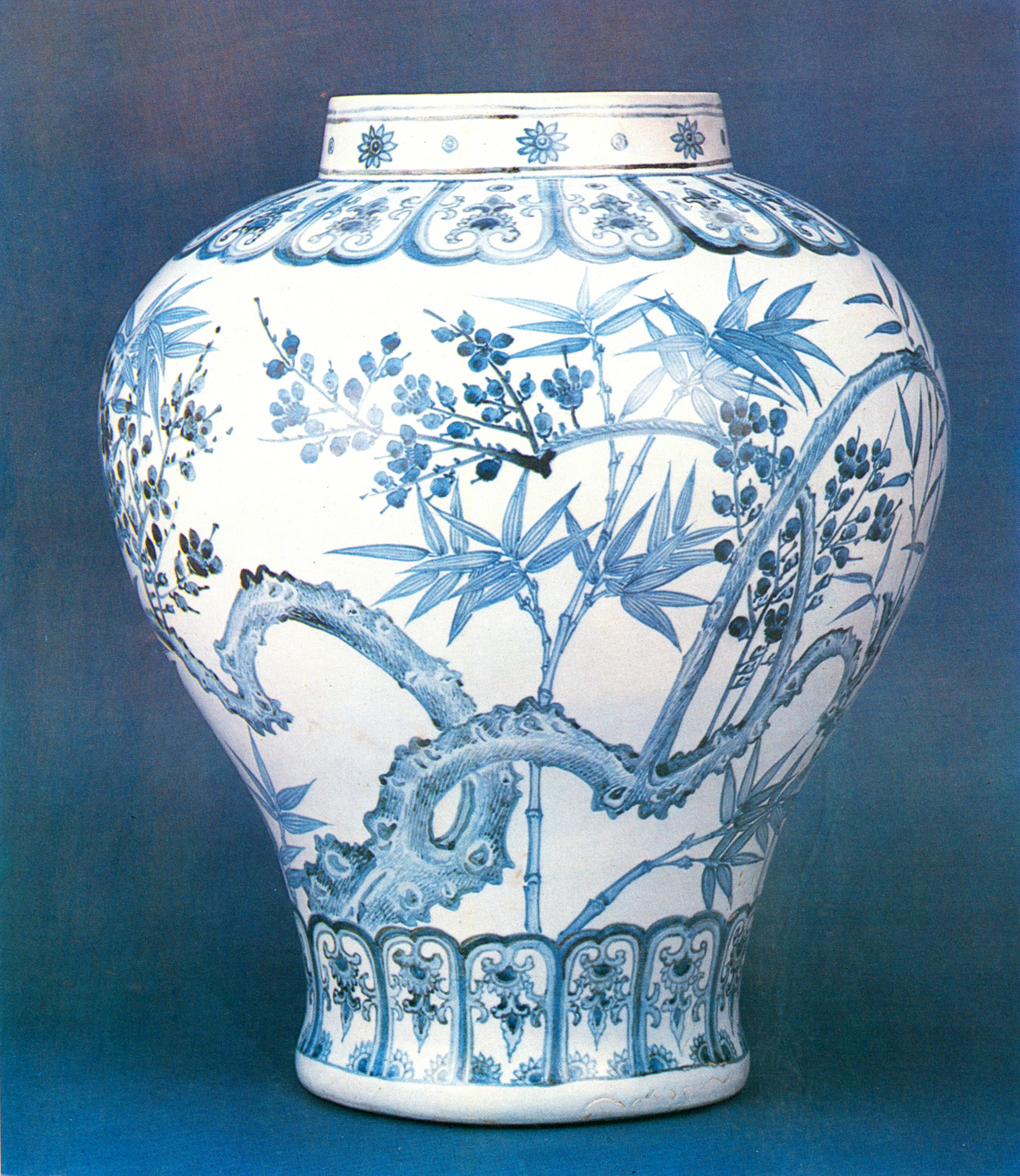
Vas corean de la mijlocul sec. XV
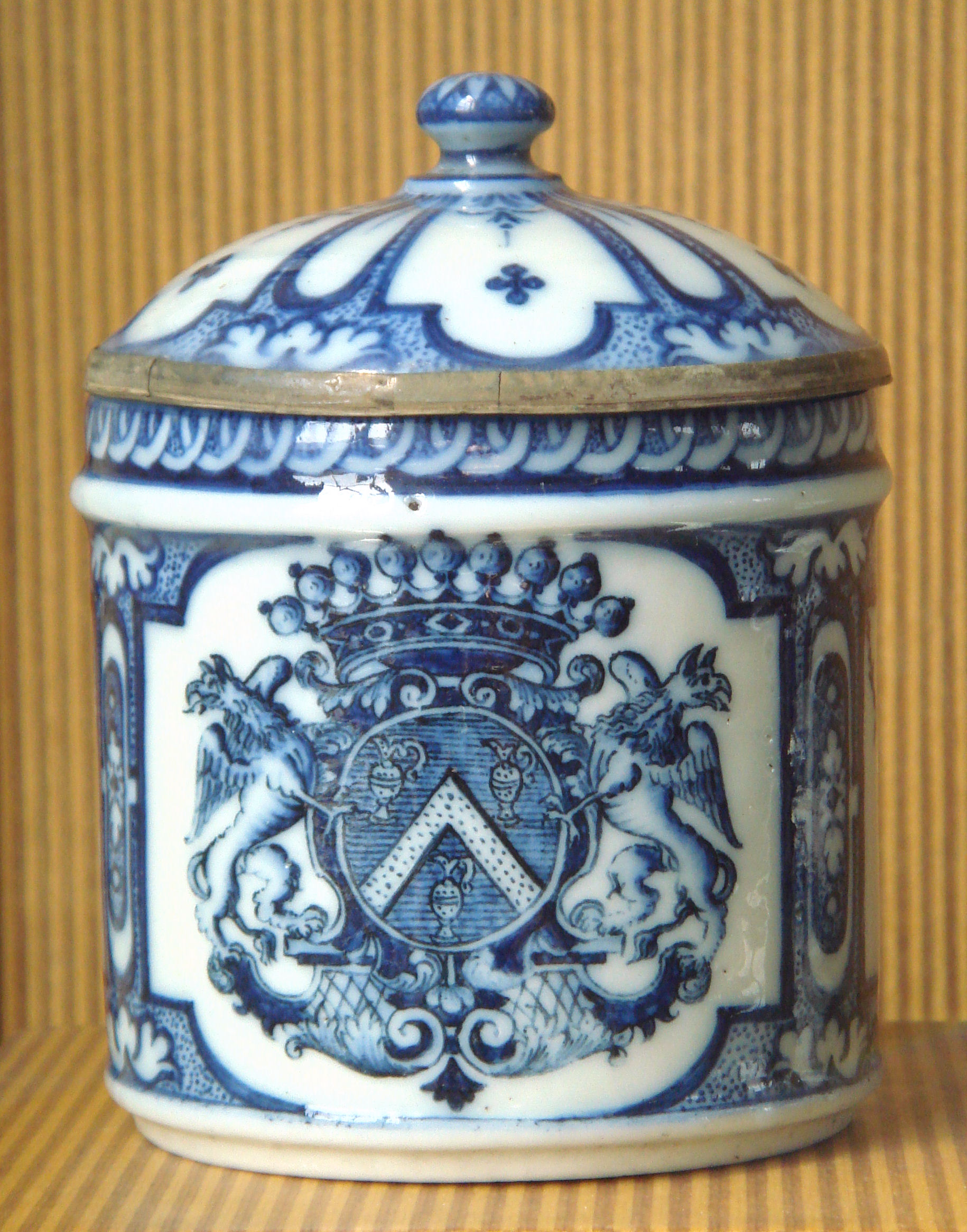
Porțelan francez de la sfârșitul sec. XVII
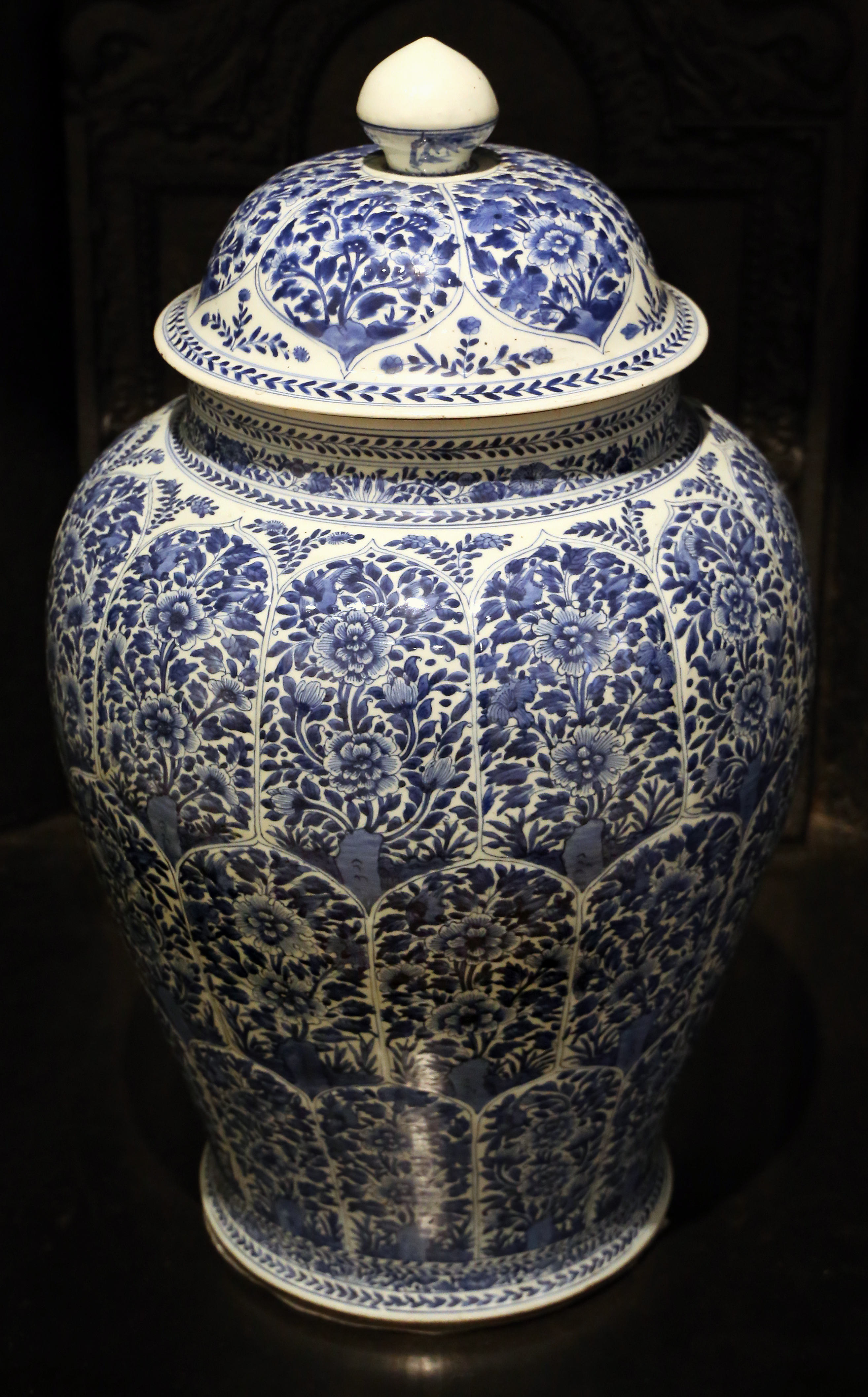
Vas din sec.XVII
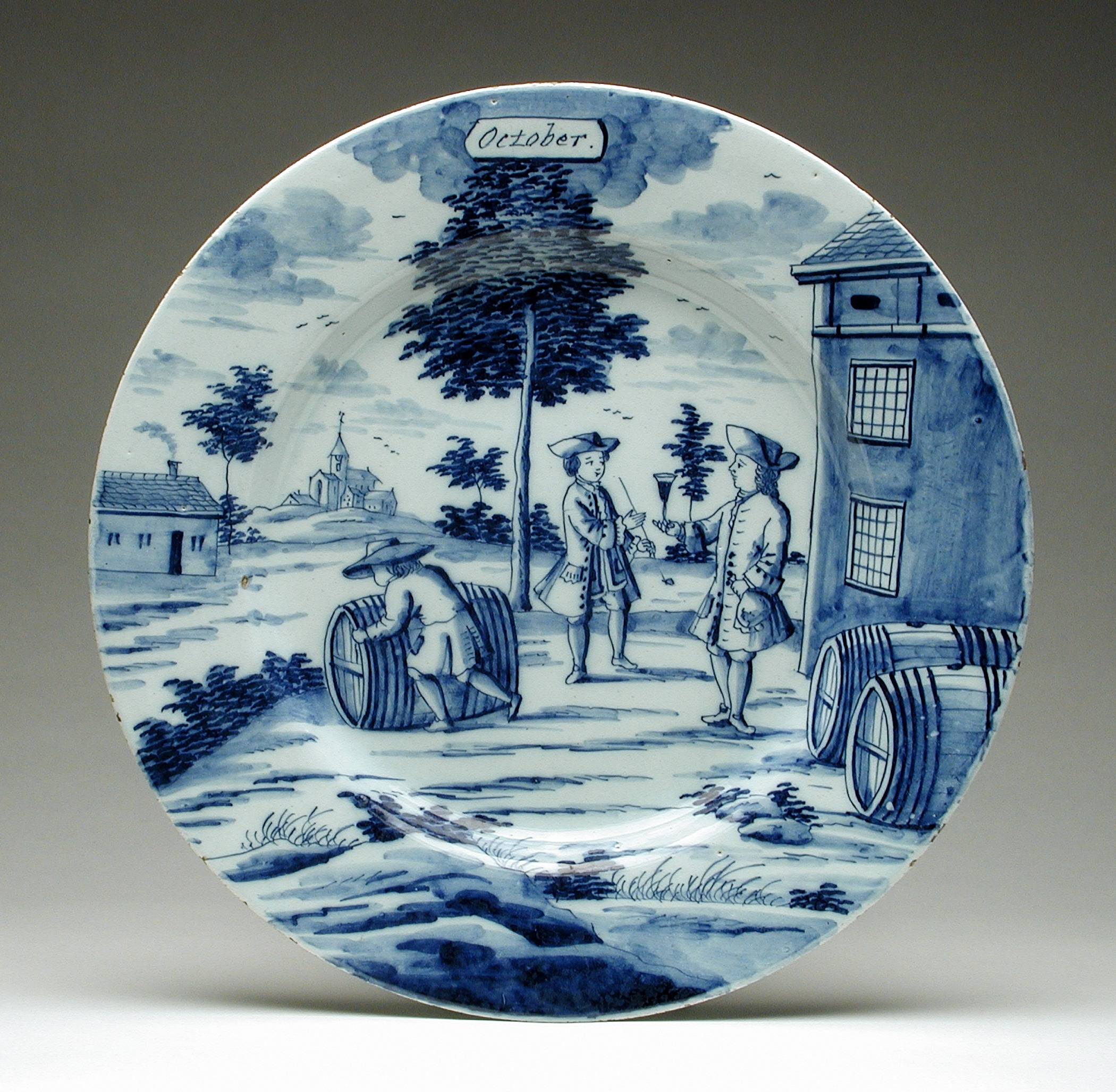
Farfurie de porțelan dintr-un set de 12 reprezentând lunile anului. Aici octombrie.
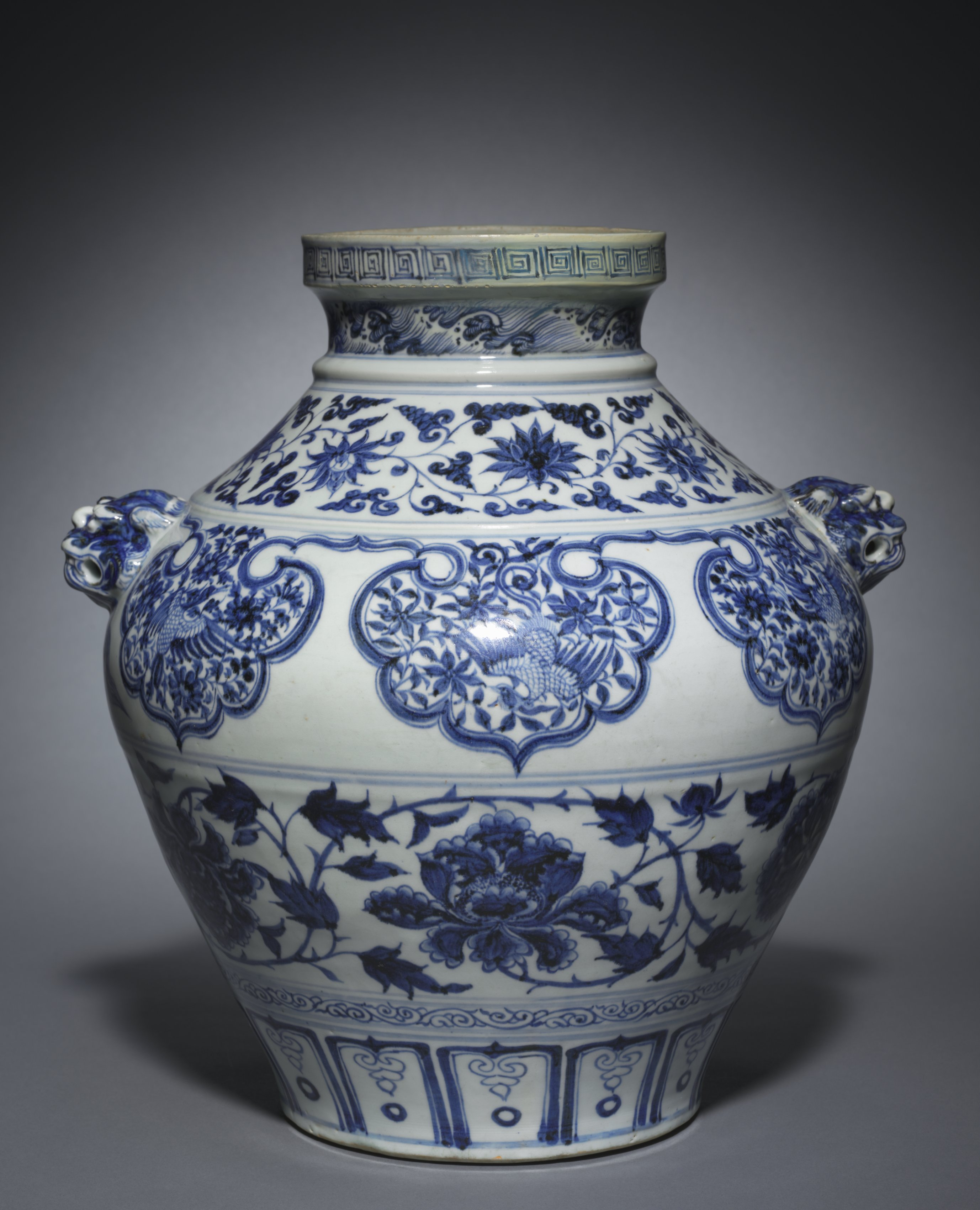
Vas, înainte de 1330
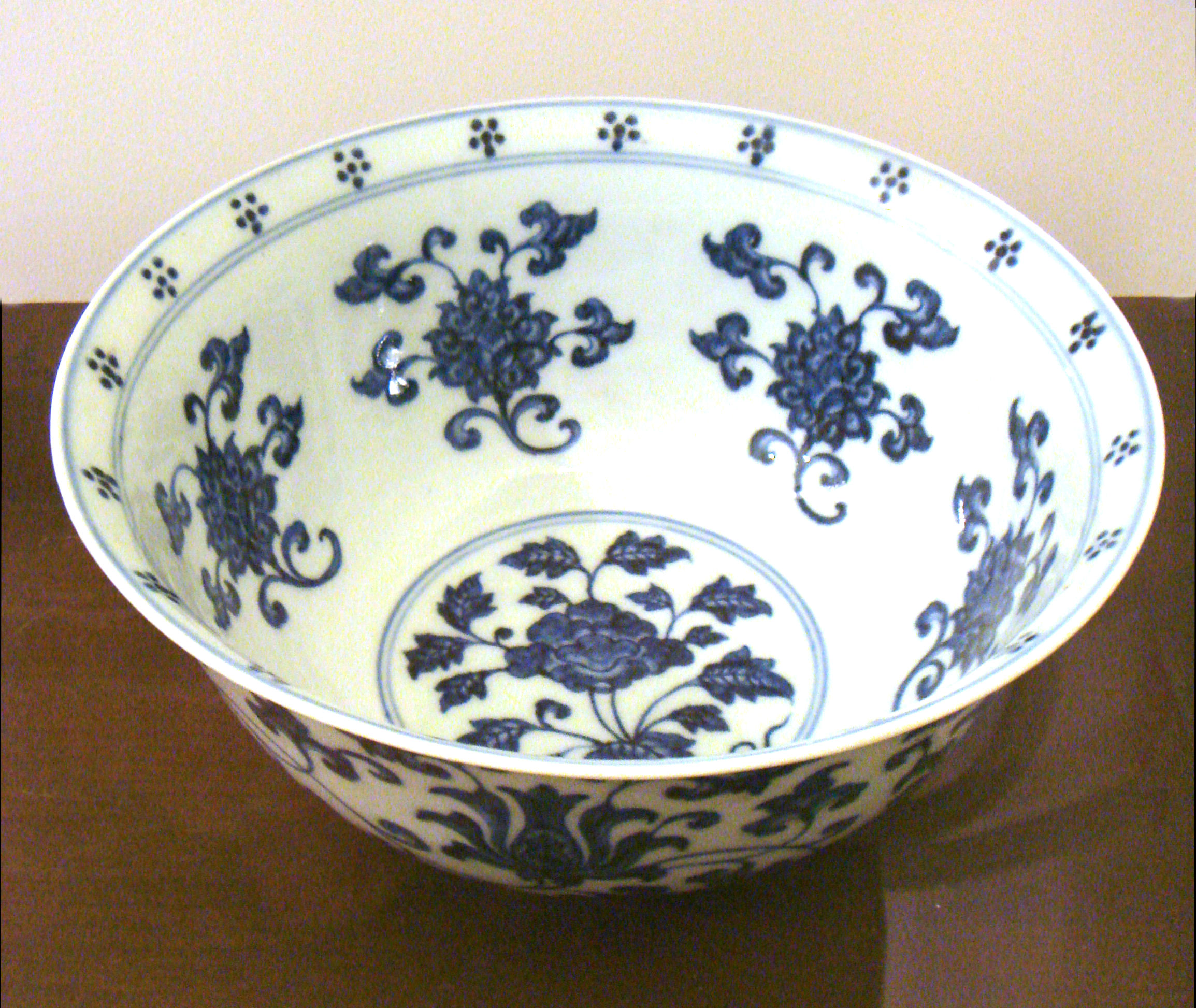
Vas din timpul împăratului Xuande (1426-1435)
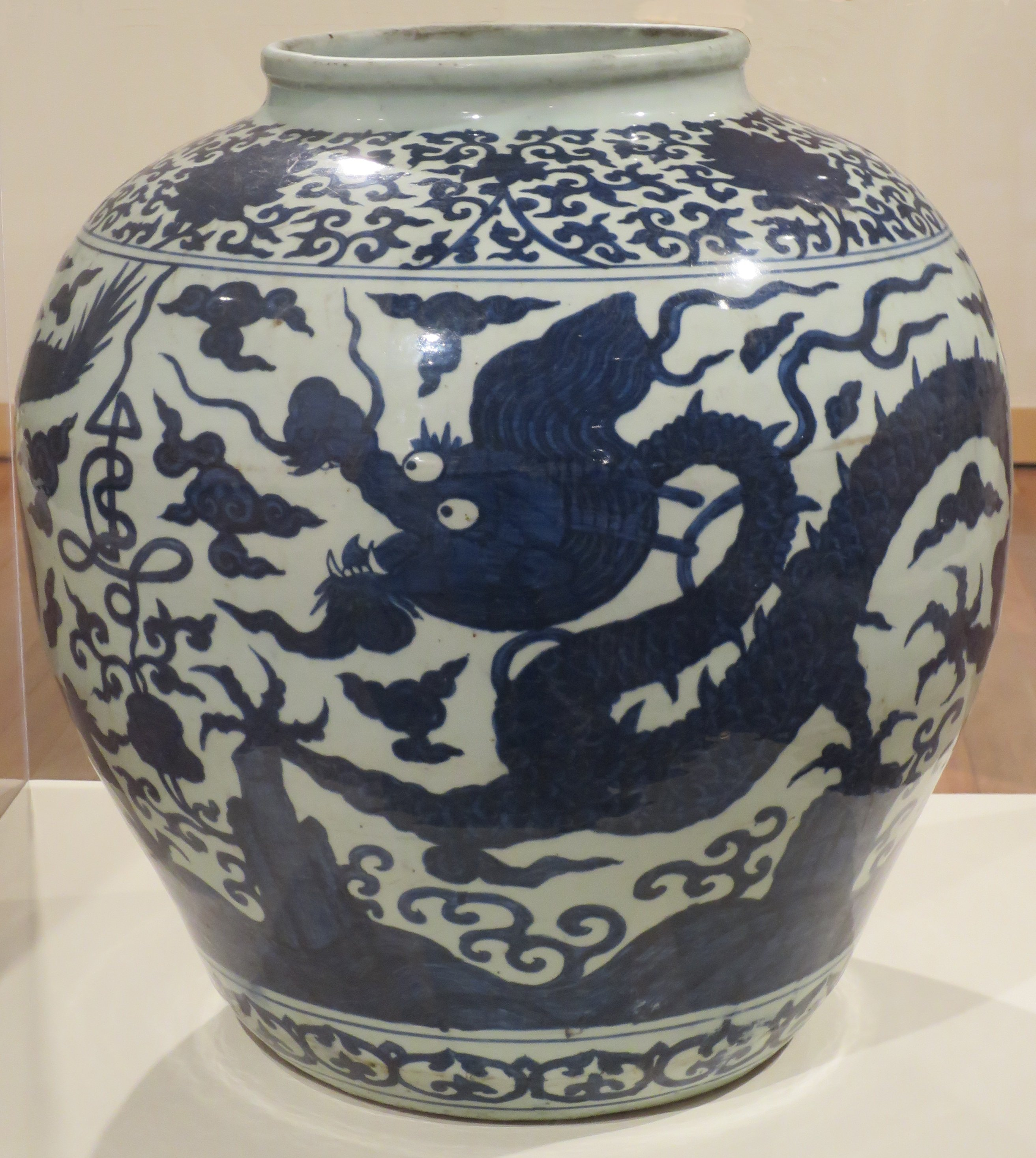
Porțelan chinezesc, dinastia Ming.

### Războiul albastrului – indigo versusIsatis tinctoria

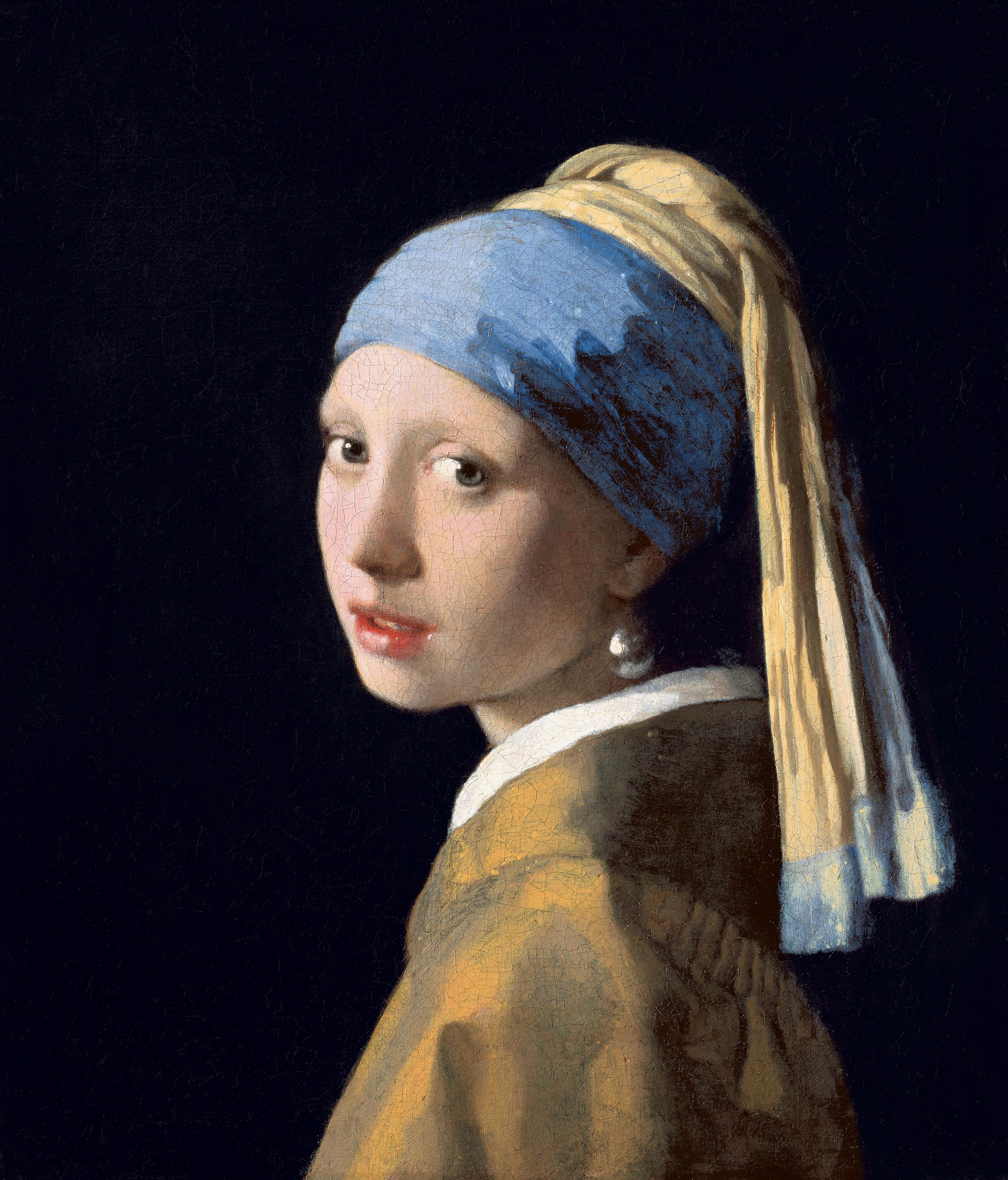
Johannes Vermeer a folosit ultramarin natural în tablourile sale, ca în Fata cu cercel de perlă. Cheltuiala a fost suportată probabil de bogatul său patron Pieter van Ruijven.

În timp ce albastrul era o culoare scumpă și de prestigiu în pictura europeană, a devenit o culoare comună pentru îmbrăcăminte în timpul Renașterii. Creșterea cererii culorii albastre în modă în secolele XII și XIII a dus la o industrie a colorantului albastru în mai multe orașe, în special Amiens, Toulouse și Erfurt. S-a produs un colorant numit pastel din Isatis tinctoria, o plantă comună în Europa, care fusese folosită pentru a face vopsea albastră de către triburile celtice și germanice. Albastrul a devenit o culoare purtată de servitori și artizani, nu doar de nobili. În 1570, când Papa Pius al V-lea a enumerat culorile care ar putea fi folosite pentru roba ecleziastică și pentru decorarea altarului, a exclus albastrul, pentru că îl considera prea comun.
Procesul obținerii culorii albastre din Isatis tinctoria era lung și nociv – a implicat înmuierea frunzelor plantei de la trei zile la o săptămână în urină umană, în mod ideal urina de la bărbații care beau o cantitate mare de alcool, despre care se spunea că îmbunătățește culoarea. Materialul era înmuiat timp de o zi în amestecul rezultat, apoi era pus la soare, unde, pe măsură ce se usca devenea albastru.
Industria pastelului a fost amenințată în secolul al XV-lea de sosirea din India a aceluiași colorant (indigo), obținut dintr-un arbust cultivat pe scară largă în Asia. În 1498, Vasco da Gama a deschis o rută comercială pentru a importa indigo din India în Europa. În India, frunzele indigo erau înmuiate în apă, fermentate, presate, uscate, apoi transportate în porturile: Londra, Marsilia, Genova și Bruges. Mai târziu, în secolul al XVII-lea, britanicii, spaniolii și olandezii au înființat plantații de indigo în Jamaica, Carolina de Sud, Insulele Virgine și America de Sud și au început să importe indigo american în Europa.
Țările cu mari și prospere industrii a pastelului au încercat să blocheze utilizarea indigo-ului. Un guvern din Germania a scos în afara legii utilizarea indigo în 1577, descriind-o drept o „substanță pernicioasă, înșelătoare și corozivă, colorantul Diavolului”. În Franța, regele Henric al IV-lea, într-un edict din 1609, a interzis cu pedeapsa cu moartea utilizarea „falsului și perniciosului substanței indiene”. A fost interzisă în Anglia până în 1611, când comercianții britanici și-au stabilit propria industrie indigo în India și au început să o importe în Europa.
Eforturile de a bloca indigo-ul au fost în zadar; calitatea albastrului indigo era prea mare, iar prețul prea scăzut pentru ca pastelul realizat din Isatis tinctori să poată concura. În 1737, atât guvernul francez cât și cel german au permis în sfârșit utilizarea indigo-uli. Acest lucru a ruinat industriile de coloranți din Toulouse și din celelalte orașe care produceau pastel, dar a creat un nou comerț indigo înfloritor în porturile maritime, precum Bordeaux, Nantes și Marsilia.
Un alt război al albastrului a avut loc la sfârșitul secolului al XIX-lea, între indigo și indigo sintetic, descoperit în 1868 de chimistul german Johann Friedrich Wilhelm Adolf von Baeyer. Firma germană de produse chimice BASF a introdus pe piață noul colorant în 1897, în concurență directă cu industria britanică de indigo din India, care producea cea mai mare parte a indigoului din lume. În 1897, Marea Britanie a vândut zece mii de tone de indigo natural pe piața mondială, în timp ce BASF a vândut șase sute de tone de indigo sintetic. Industria britanică a redus prețurile și a redus salariile muncitorilor săi, dar nu a reușit să concureze; indigoul sintetic era mai pur, făcea un albastru mai durabil și nu depindea de recoltele bune sau rele. În 1911, India a vândut doar 660 de tone de indigo natural, în timp ce BASF a vândut 22.000 de tone de indigo sintetic. În 2002, au fost produse peste 38.000 de tone de indigo sintetic, în special pentru producția de blugi albaștri.

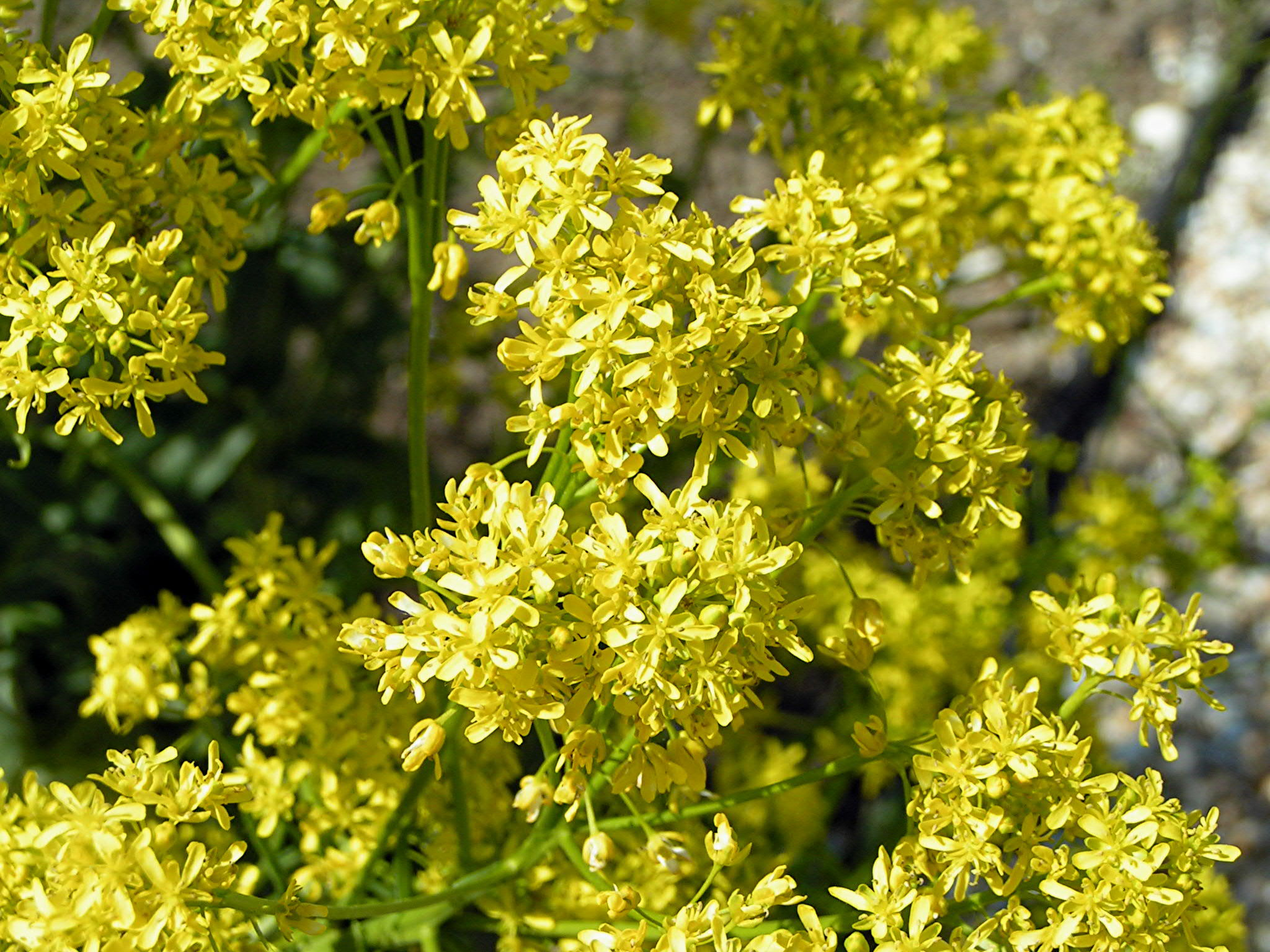
Isatis tinctoria fost principala sursă de colorant albastru în Europa din cele mai vechi timpuri până la sosirea indigo-ului din Asia și America.
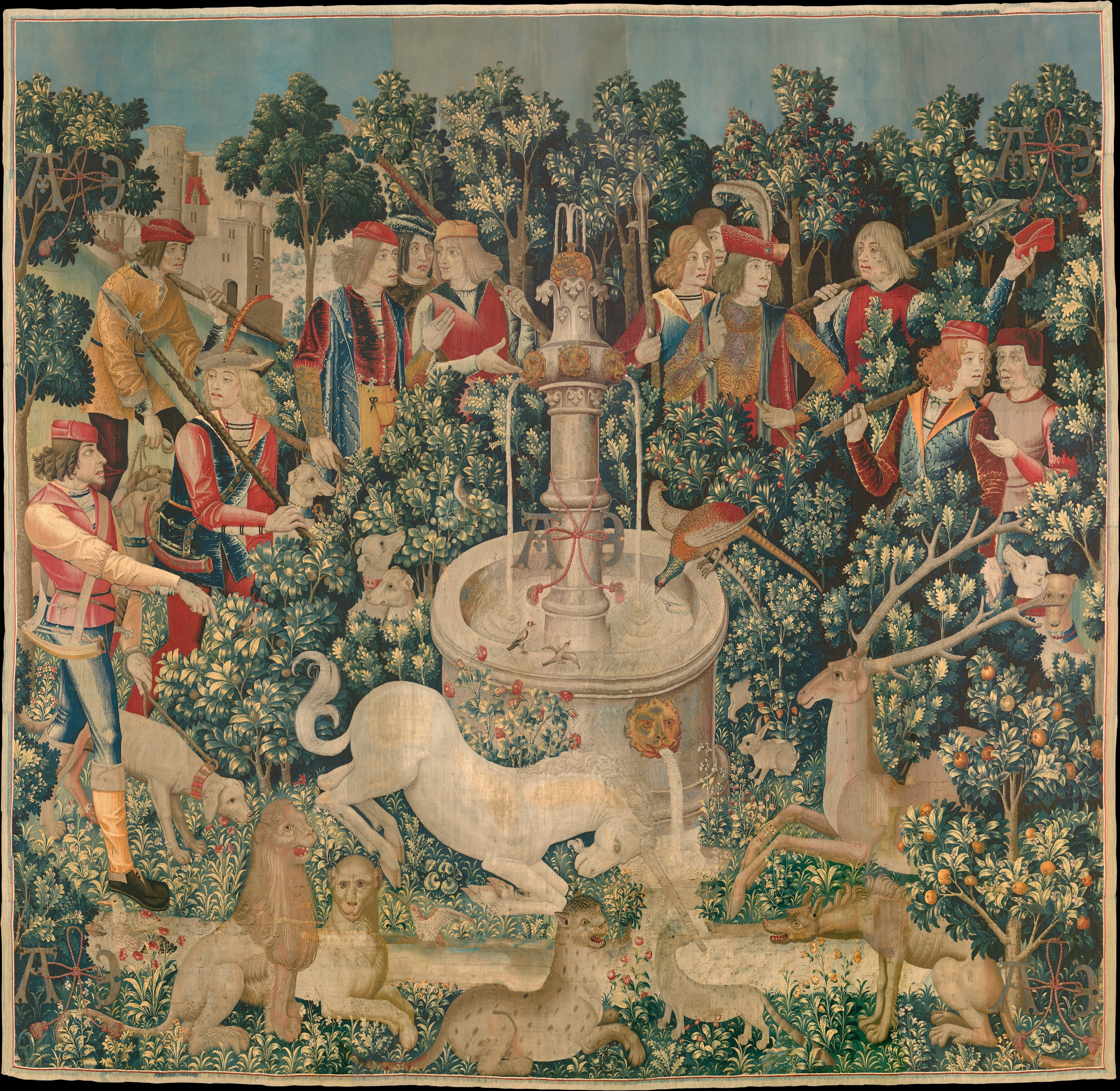
Tapițerie olandeză din 1495 până în 1505. Culoarea albastră provine din Isatis tinctoria.
Indigofera tinctoria, un arbust tropical, este principala sursă de vopsea indigo. Compoziția chimică a vopselei indigo este aceeași cu cea a Isatis tinctoria, dar culoarea este mai intensă.
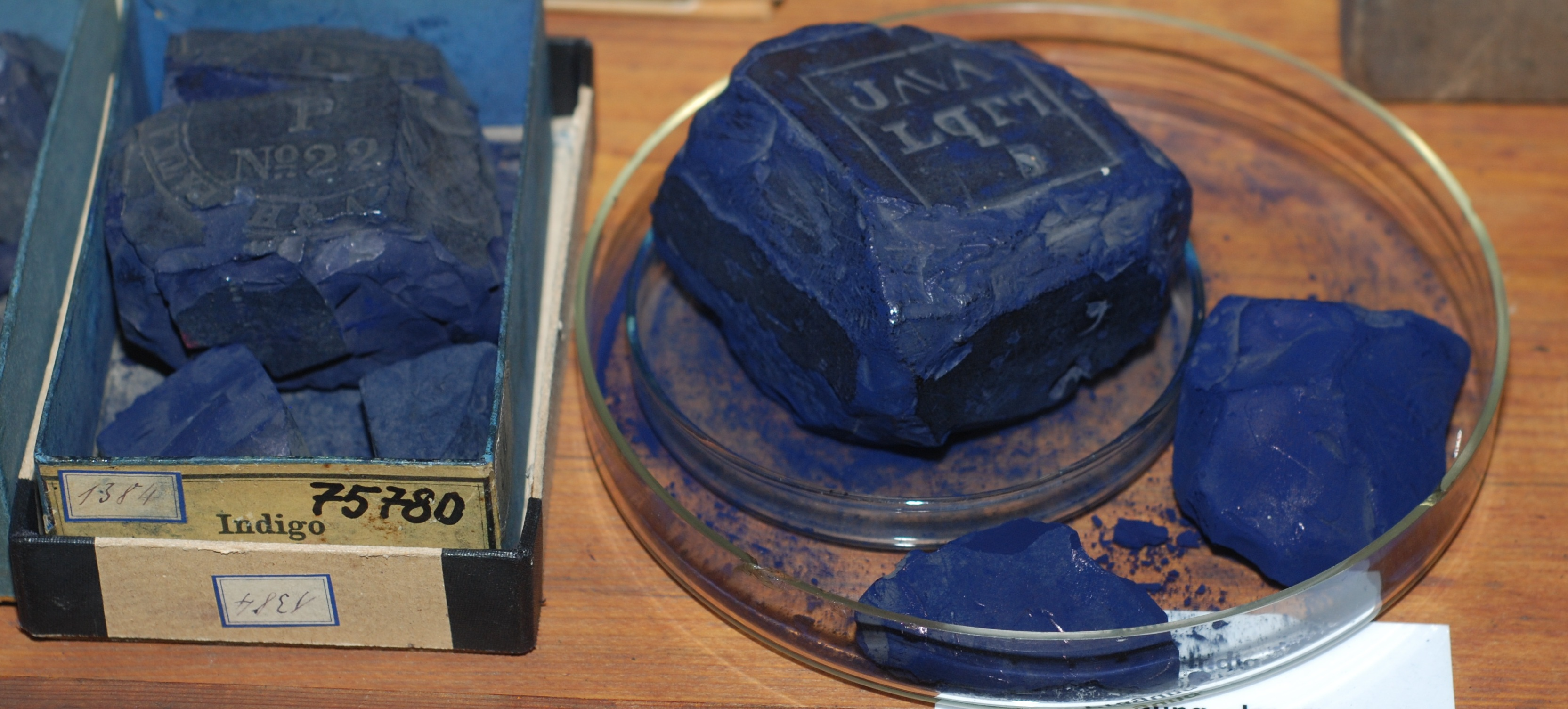
Bucăți de indigo. Frunza a fost înmuiată în apă, fermentată, amestecată cu leșie sau altă bază, apoi presată și uscată, gata pentru export.

### Uniformă albastră

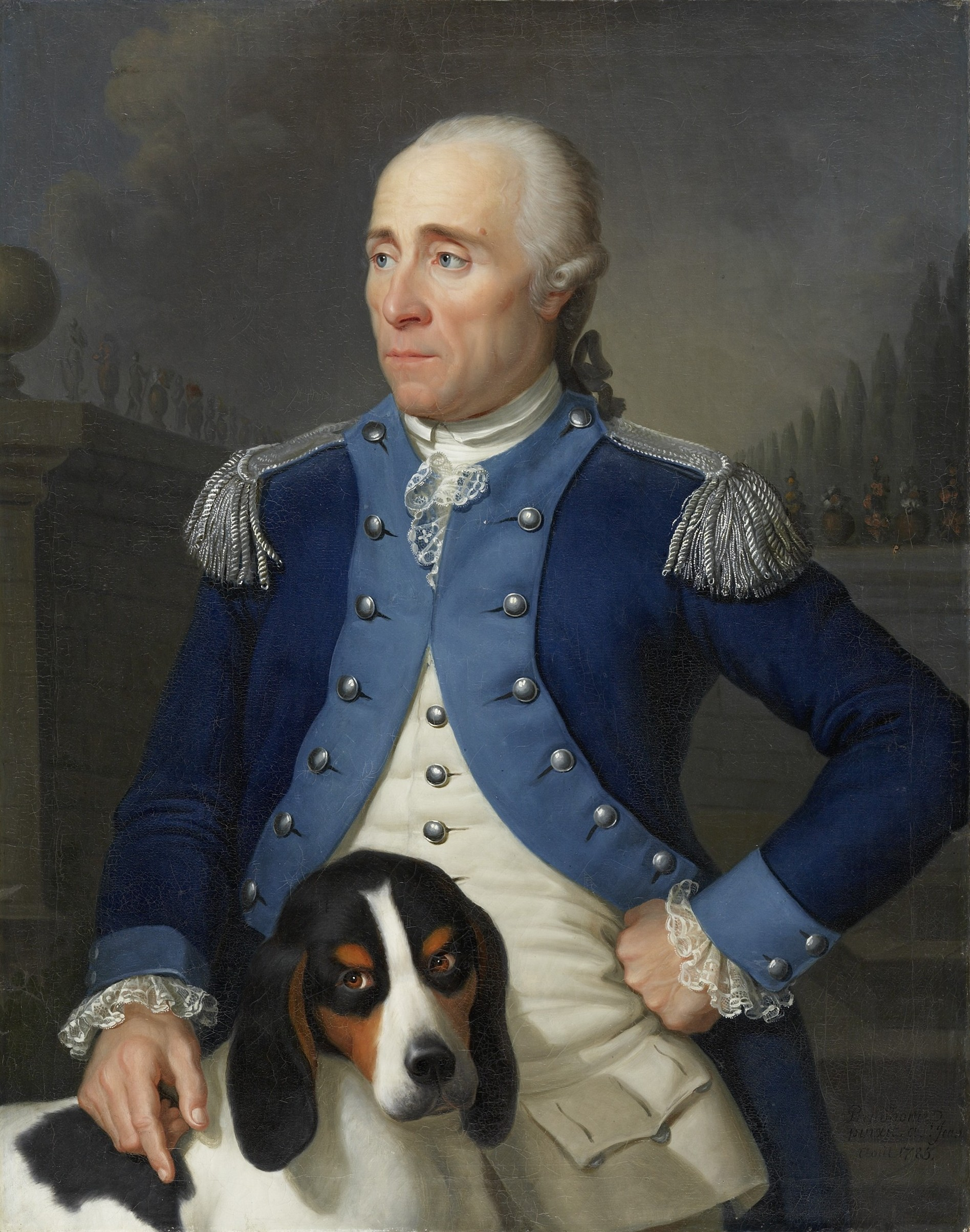
Franz Rudolf Frisching în uniforma unui ofițer al Corpului Bernes Jäger

În secolul al XVII-lea, Frederic Wilhelm, Elector de Brandenburg a fost unul dintre primii conducători care a ales pentru armata sa uniforma albastră. Motivele au fost economice; statele germane încercau să-și protejeze industria de coloranți pastel împotriva concurenței colorantului indigo importat. Când Brandenburg a fuzionat cu Regatul Prusiei în 1701, armata prusacă a adoptat culoarea uniformei. Majoritatea soldaților germani au purtat uniforme albastru închis până la Primul Război Mondial, cu excepția bavarezilor, care au purtat albastru deschis.
Mulțumită în parte disponibilității vopselei indigo, în secolul al XVIII-lea, culoarea albastră pentru uniformele militare s-a folosit pe scară largă. Înainte de 1748, ofițerii navali britanici purtau pur și simplu îmbrăcăminte civilă și peruci. În 1748 a fost înființată oficial uniforma britanică pentru ofițeri navali ca o haină brodată de culoare numită apoi albastru marin, acum cunoscută sub numele de bleumarin. În 1775, când a fost creată Marina Continentală a Statelor Unite aceast a copiat în mare parte uniforma și culoarea britanică. În același an, la înființarea Armatei Continentale, primul Congres continental a declarat că uniforma oficială va avea culoarea maro, dar acest lucru nu a fost popular printre ofițerii care purtau deja albastru. În 1778, Congresul i-a cerut președintelui George Washington să proiecteze o nouă uniformă, iar în anul următor președintele a declarat albastru și ocru drept culorile oficiale ale tuturor uniformelor. Albastrul a continuat să fie culoarea uniformei de teren a armatei americane până în 1902 și este încă culoarea uniformei femeilor din cadrul armatei.
În Franța, Gardes Françaises, regimentul de elită care îl proteja pe regele Ludovic al XVI-lea, a purtat uniforme albastru închis cu roșu. După căderea Bastiliei, s-a format o nouă forță armată, Garde Nationale, sub comanda marchizului de La Fayette, care a servit cu George Washington în America. La Fayette a ales uniforme albastru închis, similare cu cele ale armatei continentale. Albastrul a devenit culoarea armatelor revoluționare, opunându-se uniformelor albe ale regiștilor și austriecilor.
Napoleon Bonaparte a abandonat multe dintre doctrinele Revoluției Franceze, dar a păstrat albastrul drept culoarea uniformei pentru armata sa, deși a avut mari dificultăți pentru a obține colorantul albastru, din moment ce britanicii controlau mările și blocau importul de indigo în Franța. Napoleon a fost obligat să vopsească uniformele cu Isatis tinctoria, care aveau o culoare albastră inferioară. Armata franceză a purtat o haină uniformă albastru închis, cu pantaloni roșii până în 1915, când s-a găsit că ar fi o țintă prea vizibilă pe câmpurile de luptă din Primul Război Mondial. A fost înlocuită cu o uniformă de
culoare albastru-gri deschis.
Albastrul a fost culoarea libertății și a revoluției în secolul al XVIII-lea, dar în secolul al XIX-lea a devenit din ce în ce mai mult culoarea autorității guvernamentale, culoarea uniformă a polițiștilor și a altor funcționari publici. Era considerat serios și autoritar, fără a fi amenințător. În 1829, când Robert Peel a creat prima Poliție Metropolitană din Londra, el a ales o jachetă de un albastru închis, aproape negru, pentru a diferenția polițiștii de soldații cu jachetă roșie. Jacheta albastră tradițională cu nasturi de argint londoneză nu a fost abandonată până la jumătatea anilor ’90, când a fost înlocuită de un pulover de culoare cunoscută oficial sub numele de albastru NATO.

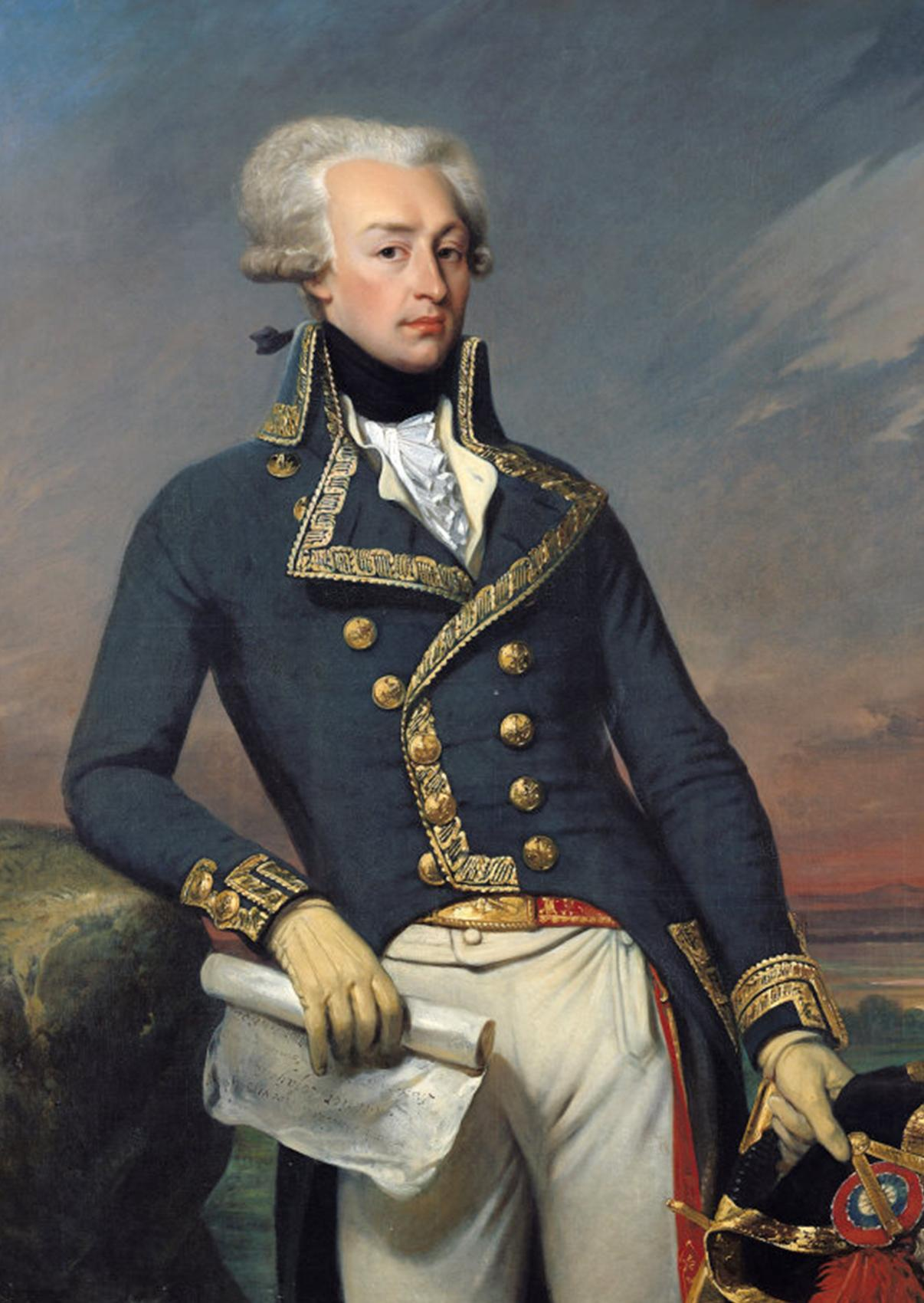
Marchizul de La Fayette
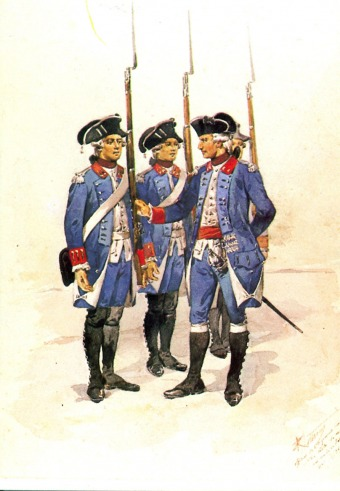
Regiment de Infanterie, 1762
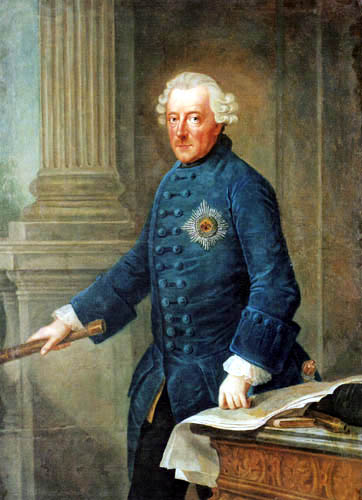
Regele Frederic al II-lea al Prusiei
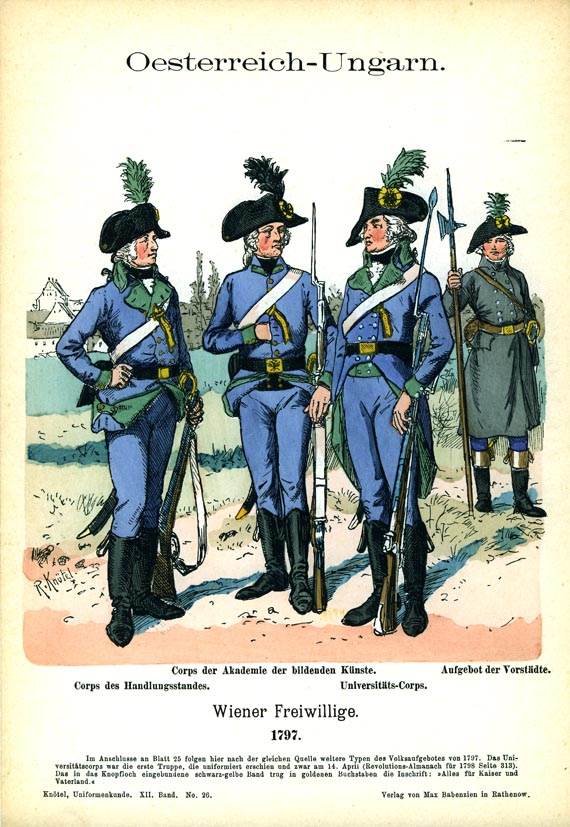
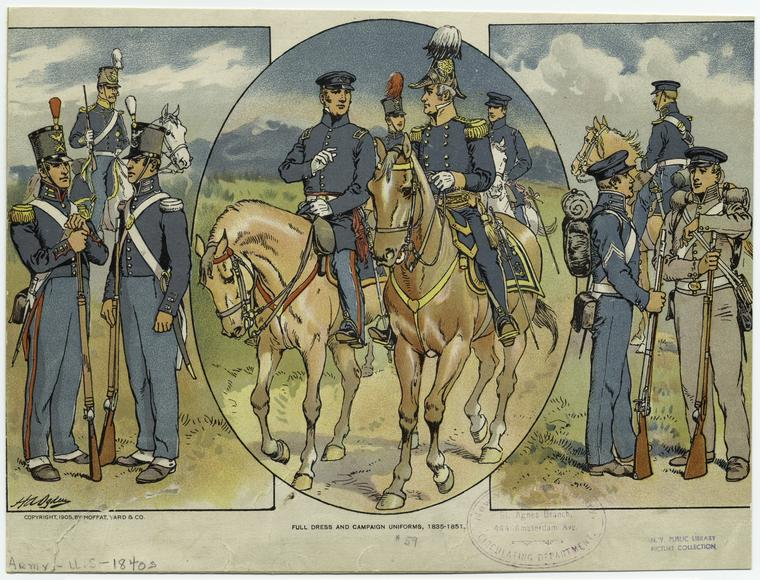
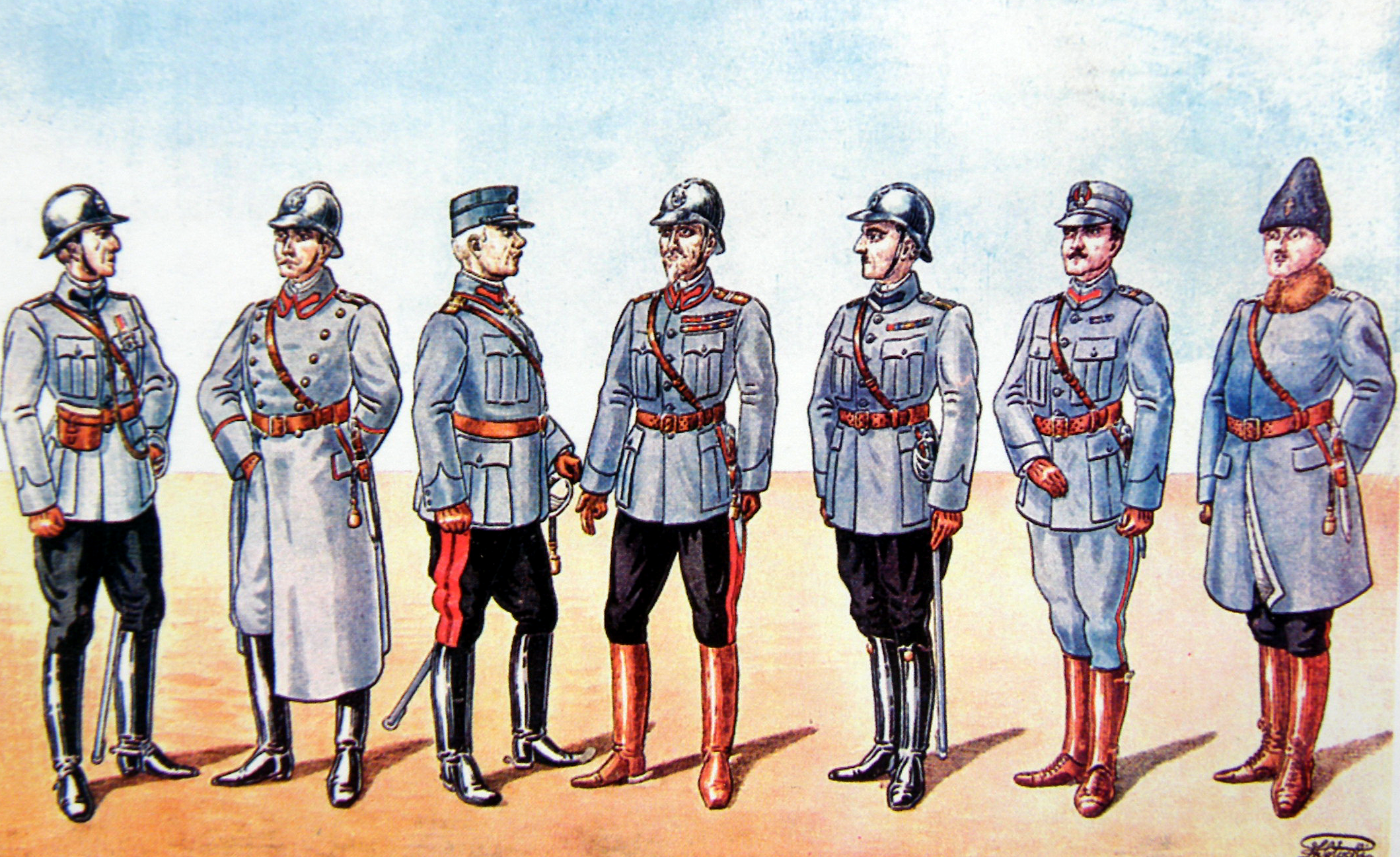
Uniforme de ofițeri ai armatei României în Primul Război Mondial
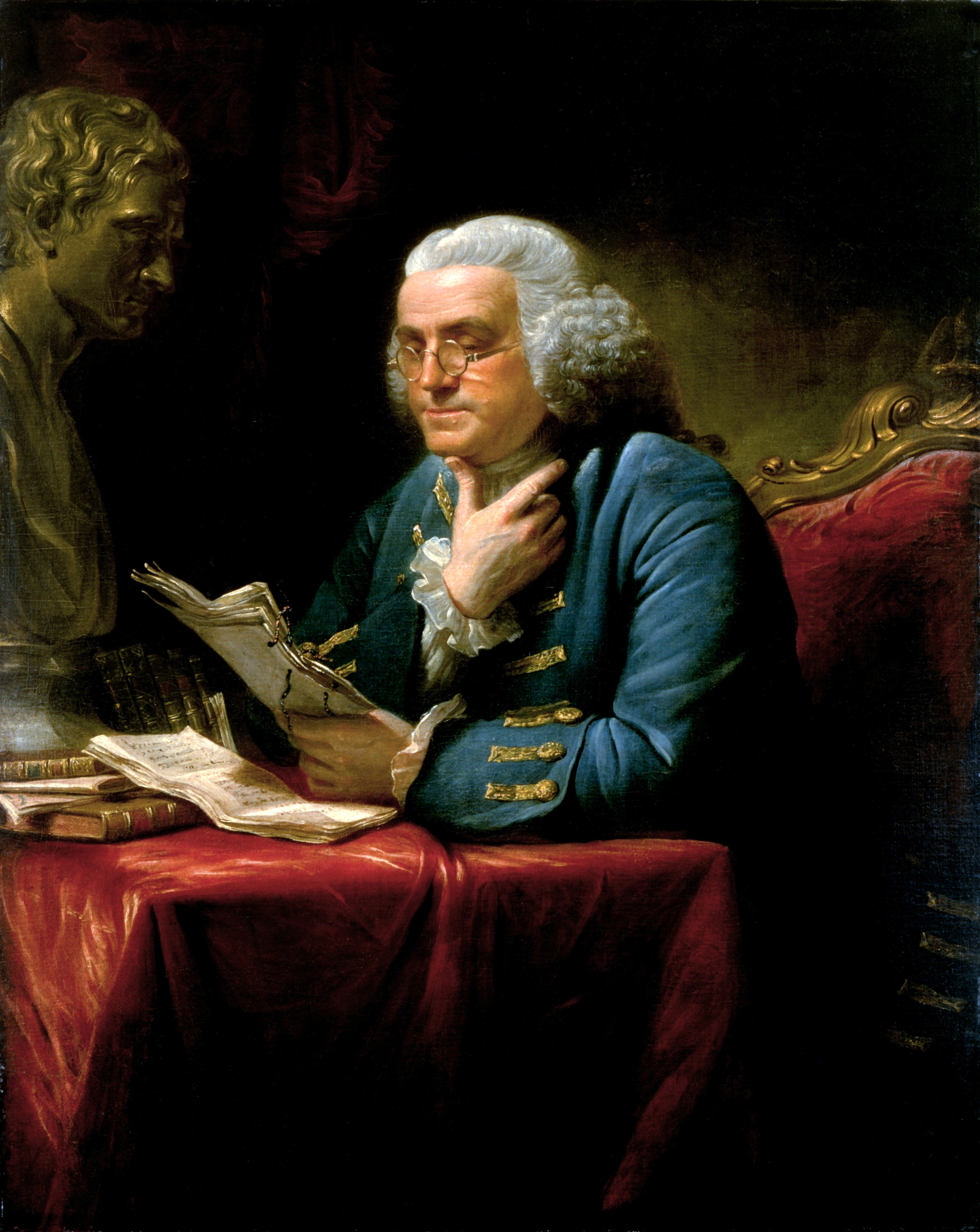
Benjamin Franklin, 1767
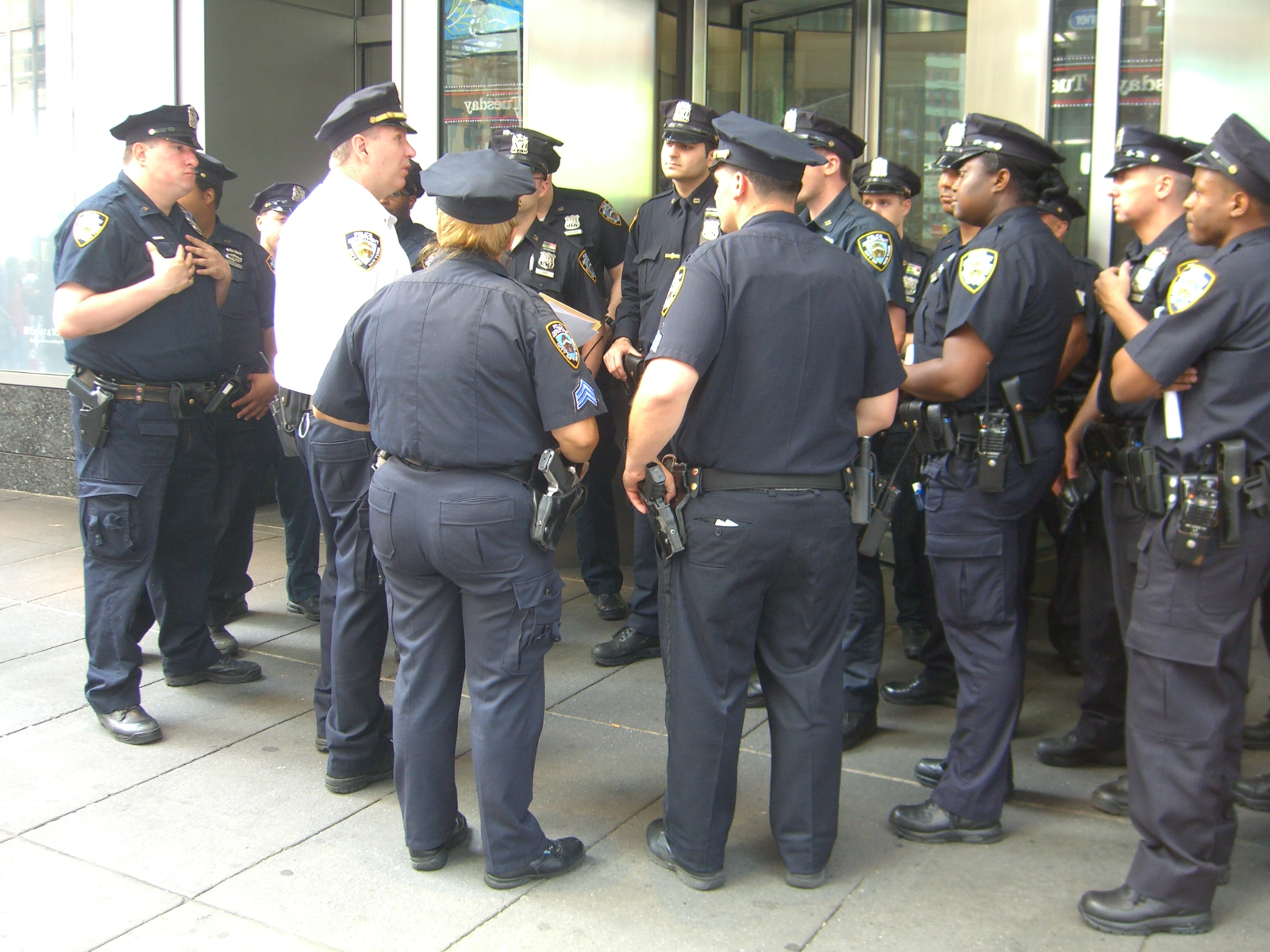
Polițiștii din New York
Ofițeri de securitate în Kota Kinabalu.
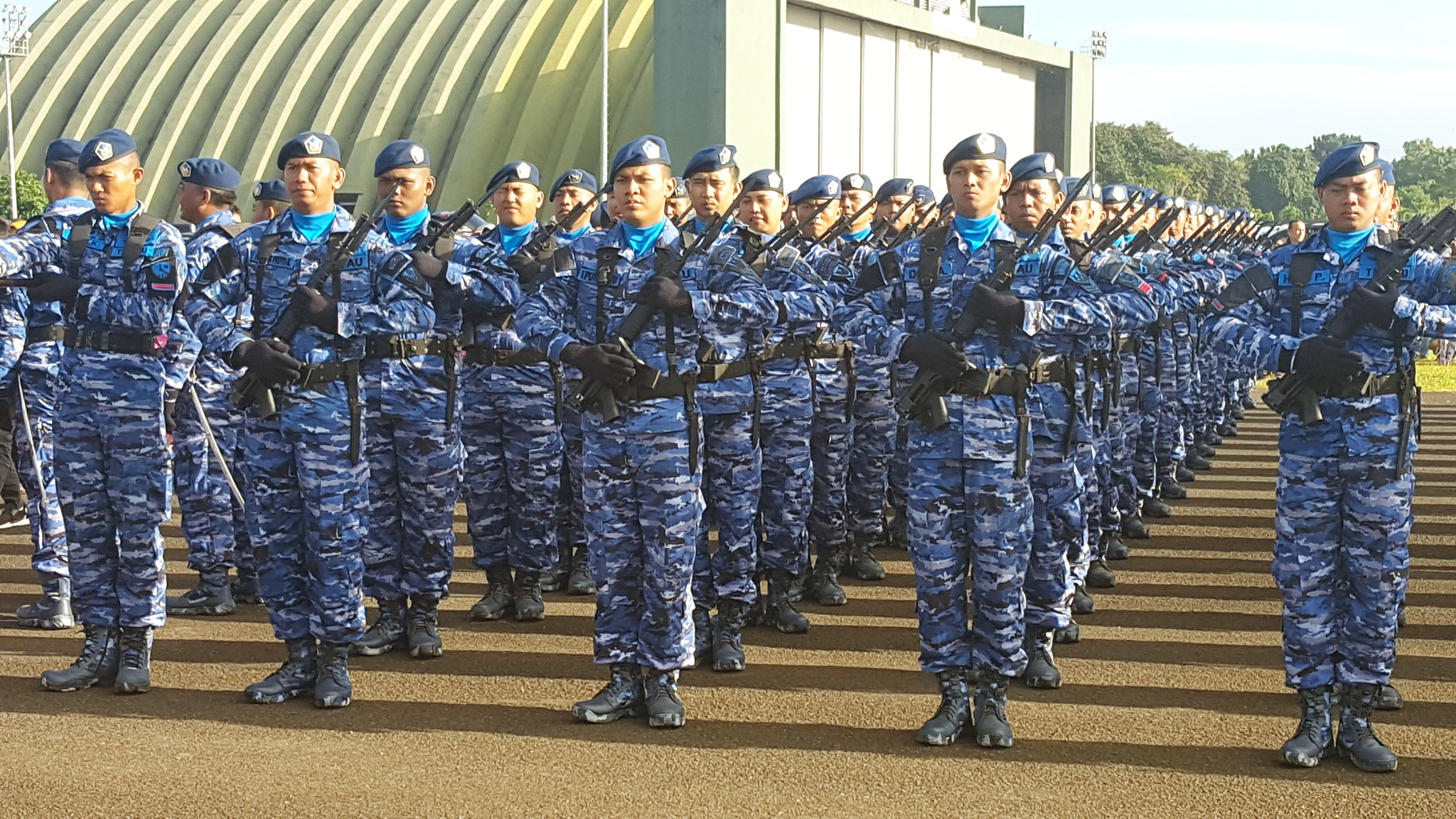
Trupe de aviație indoneziene
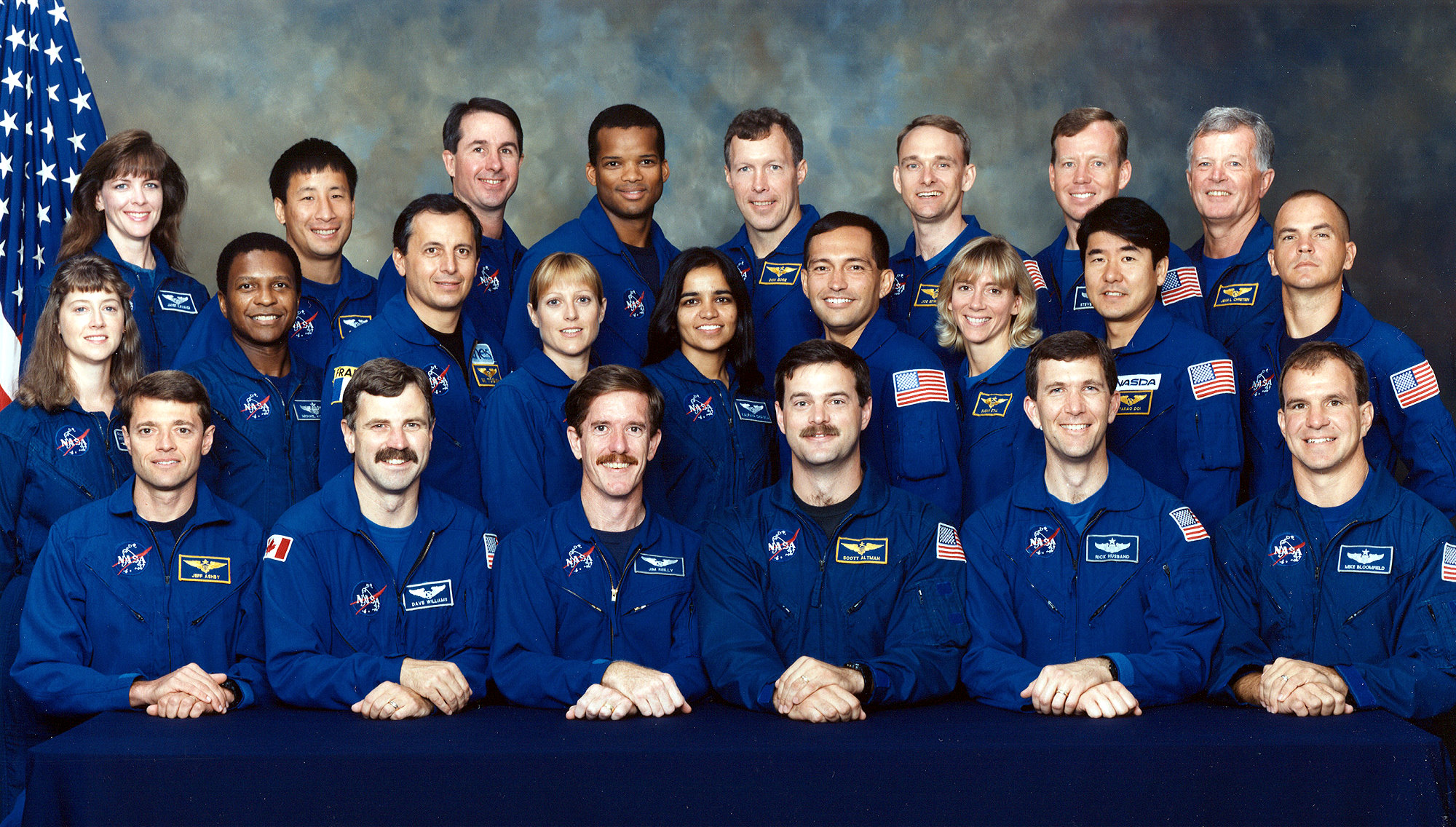
Grup de astronauți NASA

### Pictori impresioniști
Inventarea de noi pigmenți sintetici în secolele al XVIII-lea și al XIX-lea a luminat considerabil și a extins paleta pictorilor. J. M. W. Turner a experimentat noul albastru de cobalt, iar dintre cele douăzeci de culori folosite cel mai mult de către impresionioniști, 12 au fost culori noi și sintetice, inclusiv albastru de cobalt, ultramarin și albastru cerulean.
O altă influență importantă asupra picturii în secolul al XIX-lea a fost teoria culorilor complementare, dezvoltată de chimistul francez Michel Eugene Chevreul în 1828 și publicată în 1839. El a demonstrat că plasarea culorilor complementare, cum ar fi albastru și galben-portocaliu sau ultramarin și galben, una lângă cealaltă sporește intensitatea fiecărei culori „până la apogeul tonalității lor”. În 1879, un fizician american, Ogden Rood, a publicat o carte care punea pe o hartă culorile complementare ale fiecărei culori din spectru. Acest principiu al picturii a fost folosit de Claude Monet în Impresie – Răsărit – Ceață (1872), unde a pus un albastru viu lângă un soare portocaliu luminos și în Régate à Argenteuil (1872), unde a pictat un soare portocaliu contrar unei apei albastre. Culorile se luminează reciproc. Renoir a folosit același contrast cu apa albastră de cobalt și un soare de portocal în Canotage sur la Seine (1879–1880). Atât lui Monet cât și lui Renoir le-a plăcut să folosească culori pure, fără nici un amestec.
Monet și impresioniștii au fost printre primii care au observat că umbrele erau pline de culoare. În La Gare Saint-Lazare, fumul cenușiu, aburii și umbrele întunecate sunt compuse de fapt din amestecuri de pigment strălucitor, inclusiv albastru de cobalt, albastru ceruleum, ultramarin sintetic, verde smarald, verde Guillet, galben crom, vermilion și roșu ecarlat. Albastrul a fost o culoare preferată a pictorilor impresioniști, care au folosit-o nu doar pentru a înfățișa natura, ci pentru a crea dispoziții, sentimente și atmosfere. Albastrul de cobalt, un pigment din oxid de cobalt-oxid de aluminiu, a fost preferat de Auguste Renoir și Vincent van Gogh. Era similar cu smalțul, un pigment folosit timp de secole pentru fabricarea sticlei albastre, dar a fost mult îmbunătățit de chimistul francez Louis Jacques Thénard, care l-a introdus în 1802. Era foarte stabil, dar extrem de scump. Van Gogh i-a scris fratelui său Theo, „Cobaltul [albastru] este o culoare divină și nu există nimic atât de frumos pentru a crea atmosferă în jurul lucrurilor ...” În altă scrisoare, Van Gogh i-a descris cum a compus un cer: „Cerul albastru închis este pătat cu nori de un albastru și mai închis decât albastrul fundamental al cobaltului intens, iar alții de un albastru mai deschis, precum albul albăstrui al Căii Lactee. ... marea era extrem de întunecată, malul era un fel de violet și de un roșu deschis așa cum îl văd, iar pe dune, câteva tufișuri de albastru prusac”.

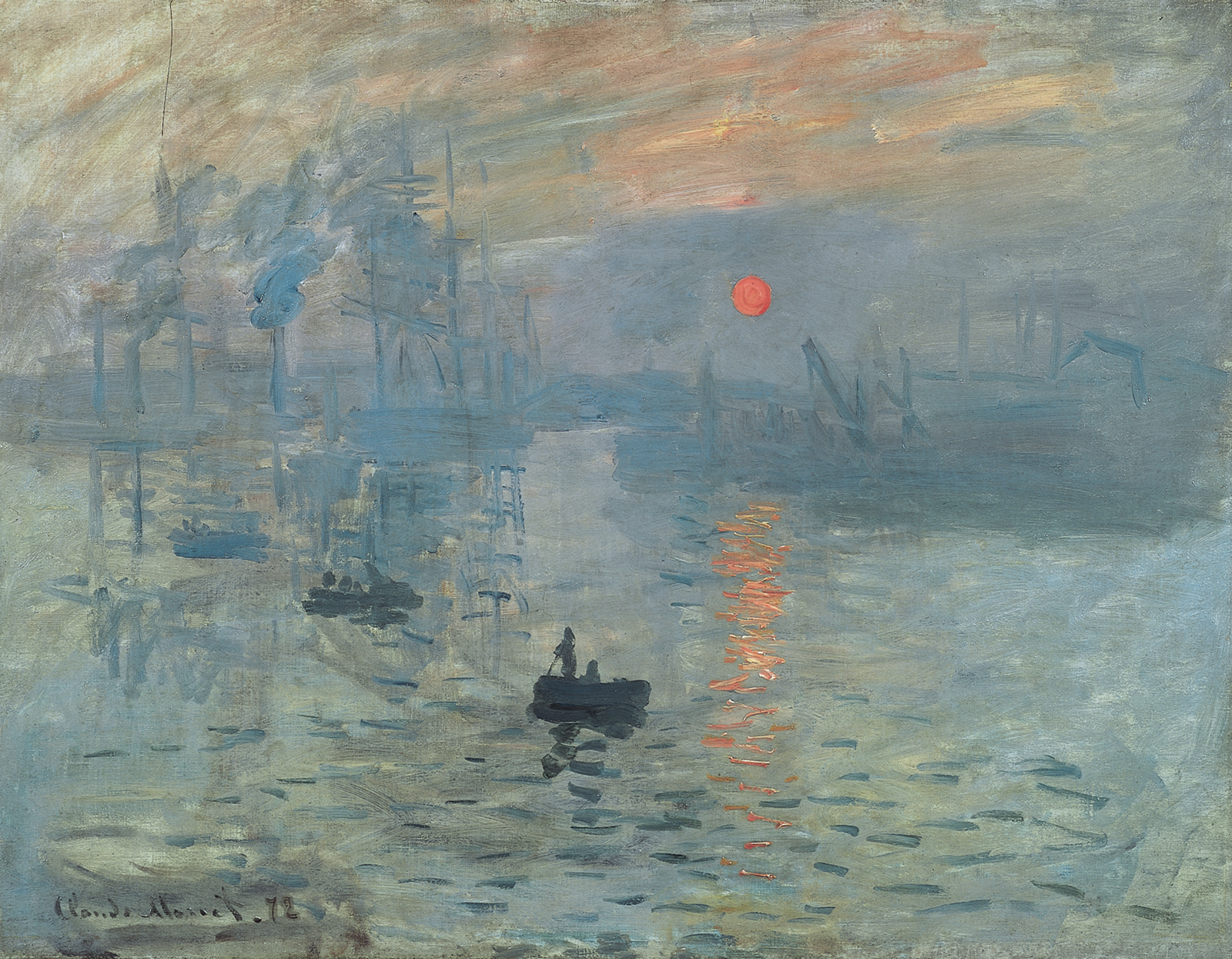
Impression, soleil levant de Claude Monet, 1872
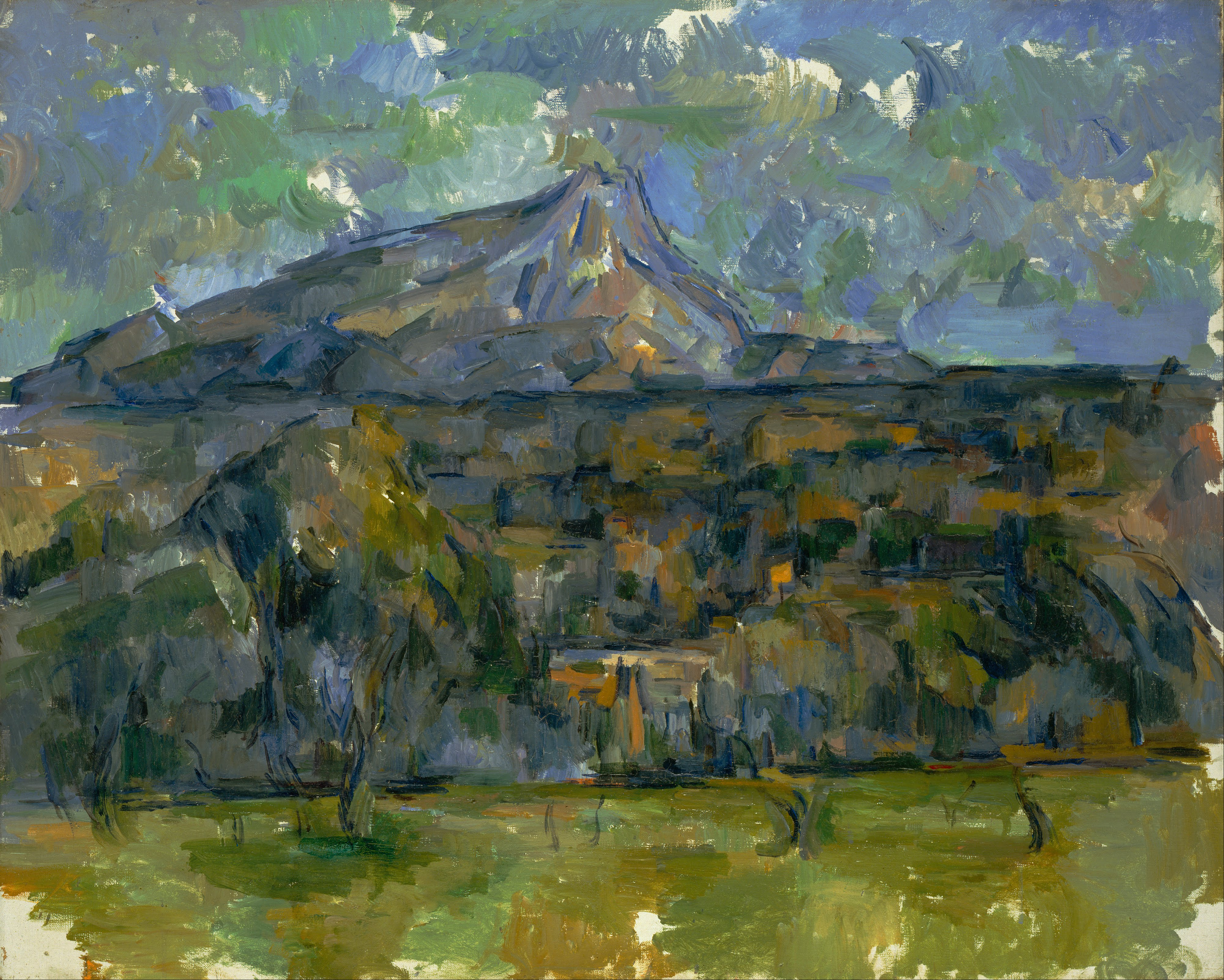
Muntele Sainte-Victoire (1887), în care muntele este reliefat prin tonuri de albastru.
Dance at Le Moulin de la Galette de Pierre-Auguste Renoir, 1876
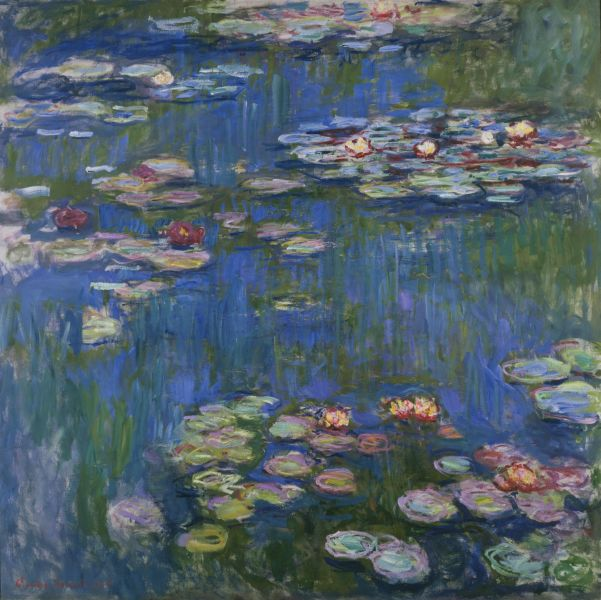
Lacul cu nuferi de Claude Monet, 1916
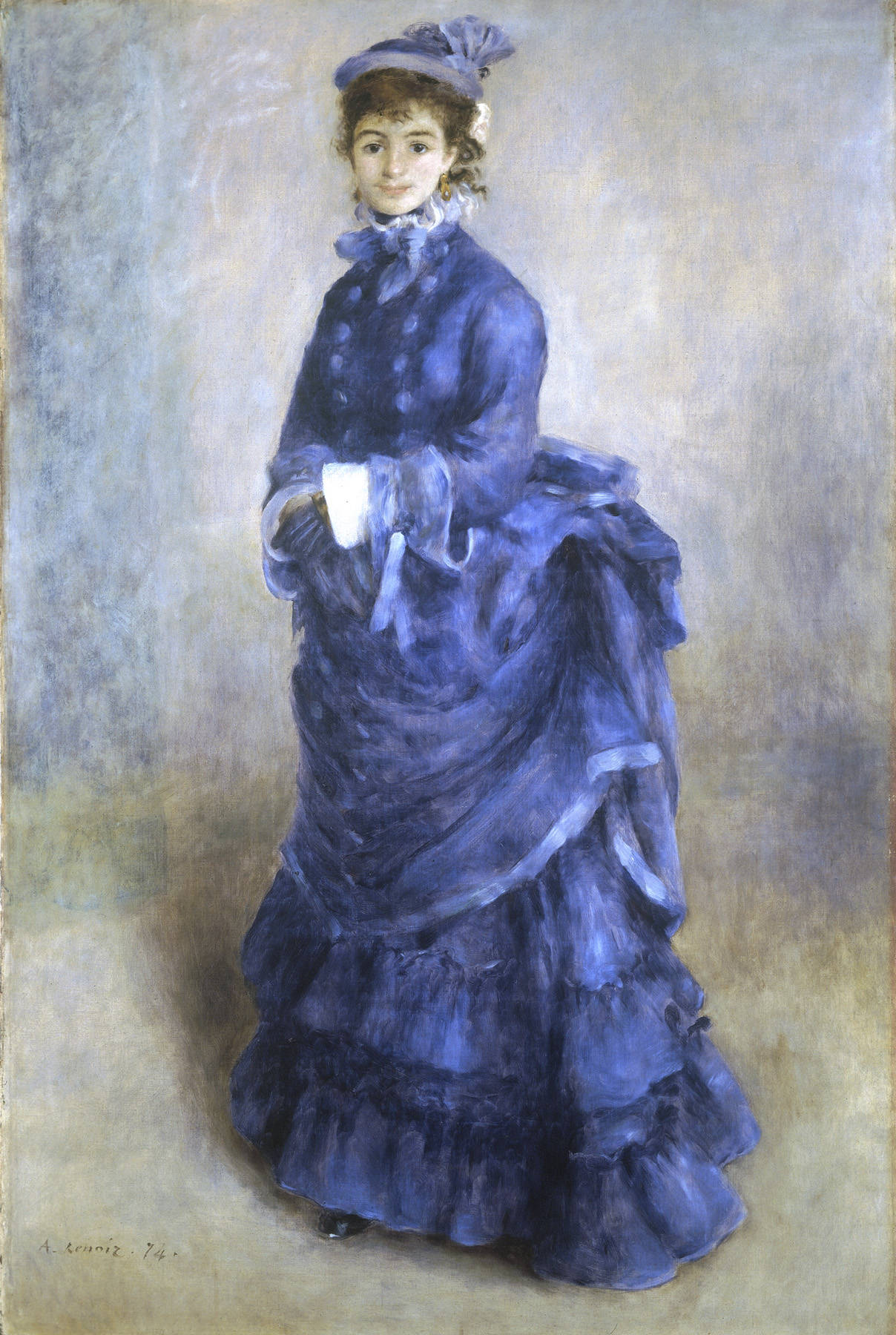
La Parisienne de Pierre-Auguste Renoir, 1874
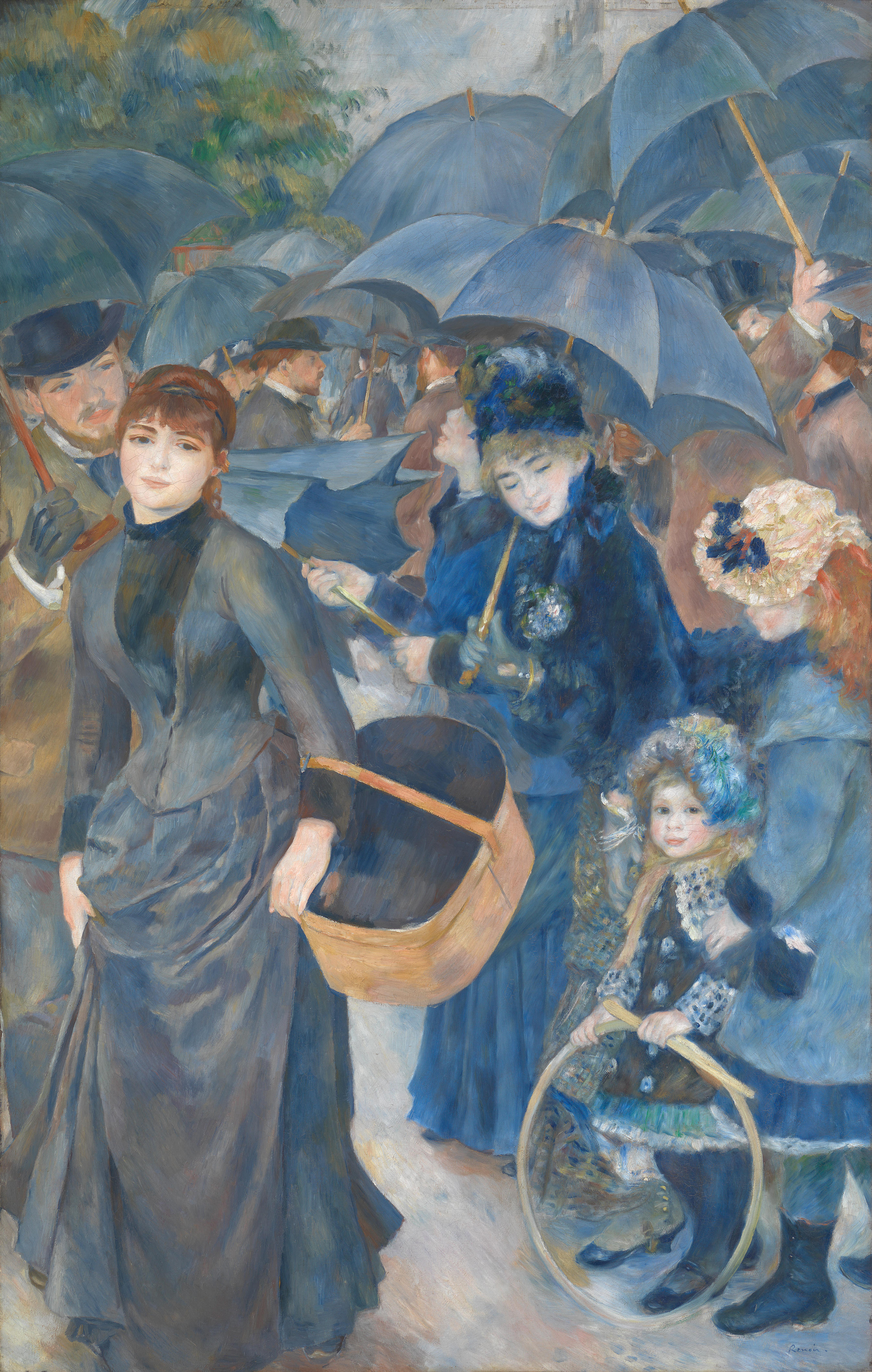
Umbrele, de Pierre Auguste-Renoir. Renoir a folosit albastru de cobalt pentru partea dreaptă a imaginii, dar a utilizat noul ultramarin sintetic introdus în anii 1870, când a adăugat două figuri câțiva ani mai târziu în partea stângă a imaginii.
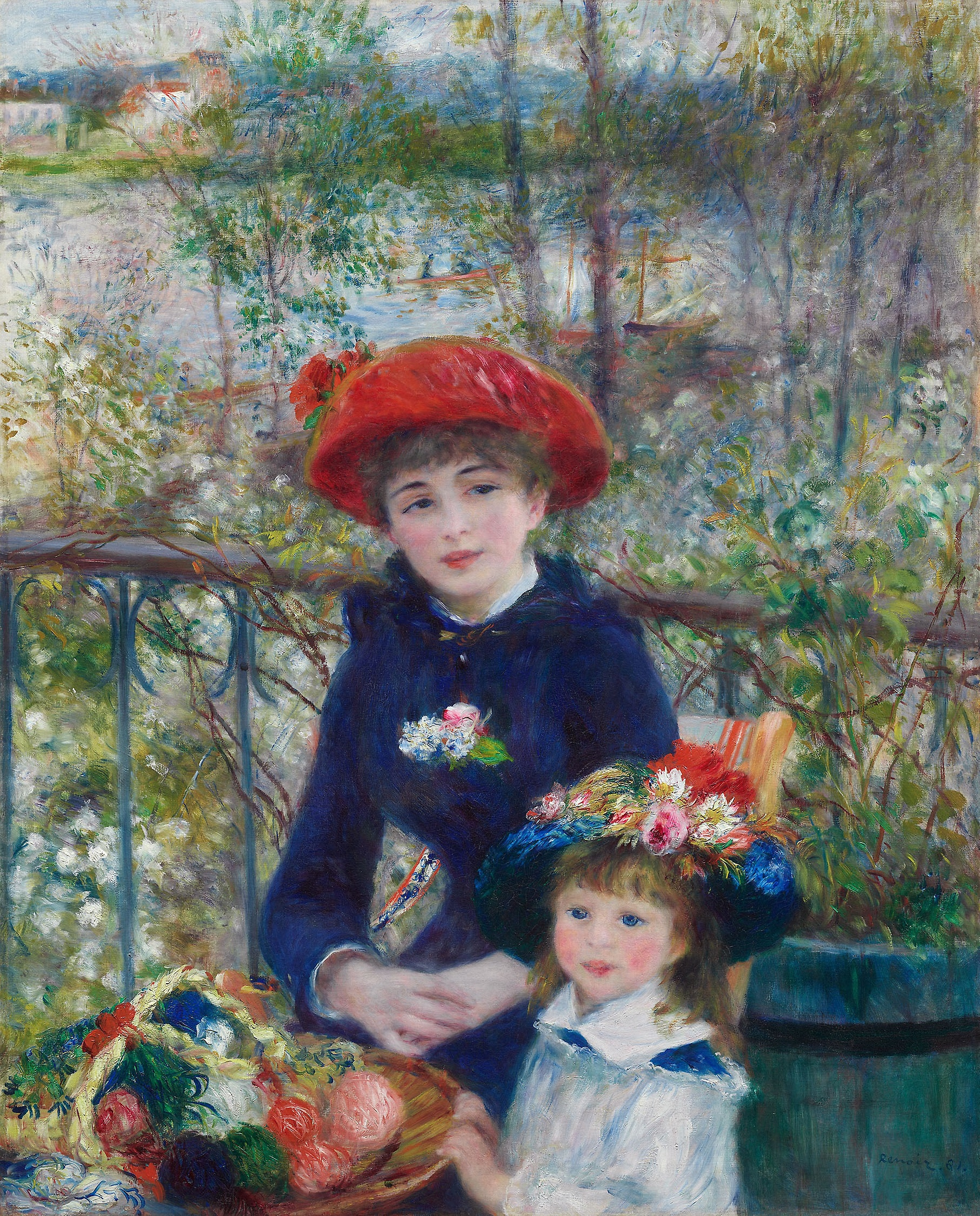
Pe terasă de Auguste Renoir, 1881
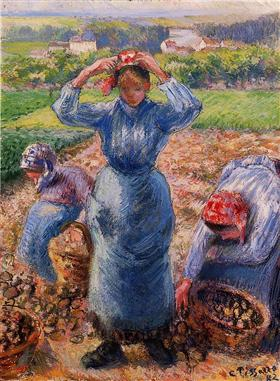
Țărani recoltând cartofi de Camille Pissarro
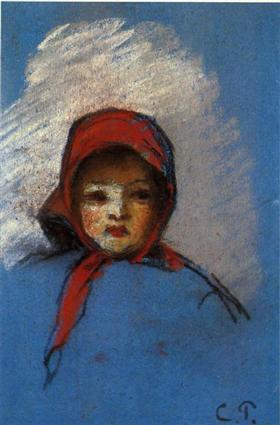
Portret al Jeanne Rachel Minette de Camille Pissarro
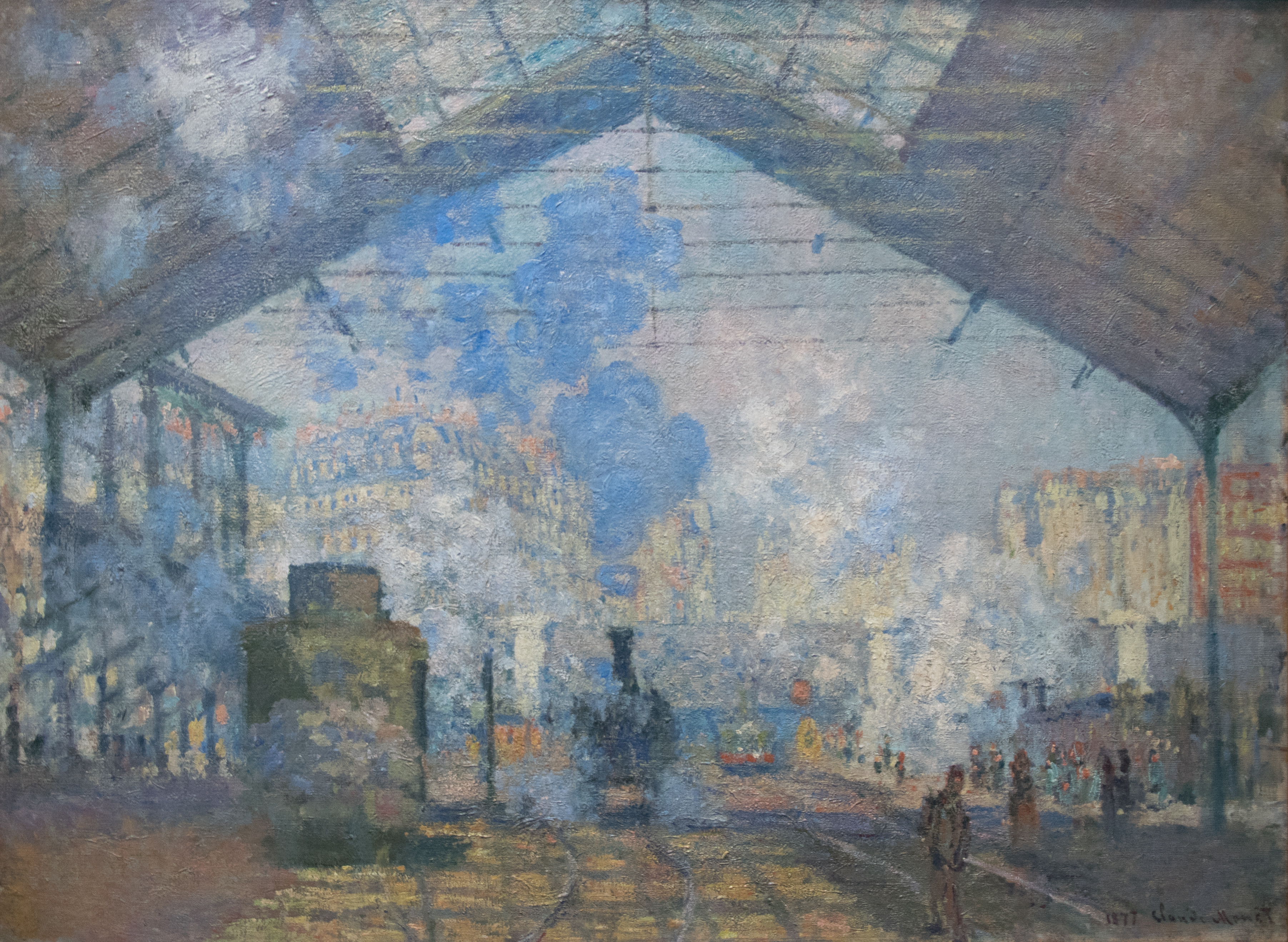
Claude Monet a folosit câteva culori inventate recent în Gare Saint-Lazare (1877). A folosit albastru de cobalt, inventat în 1807, albastru cerulean inventat în 1860 și ultramarin francez, realizat pentru prima dată în 1828.
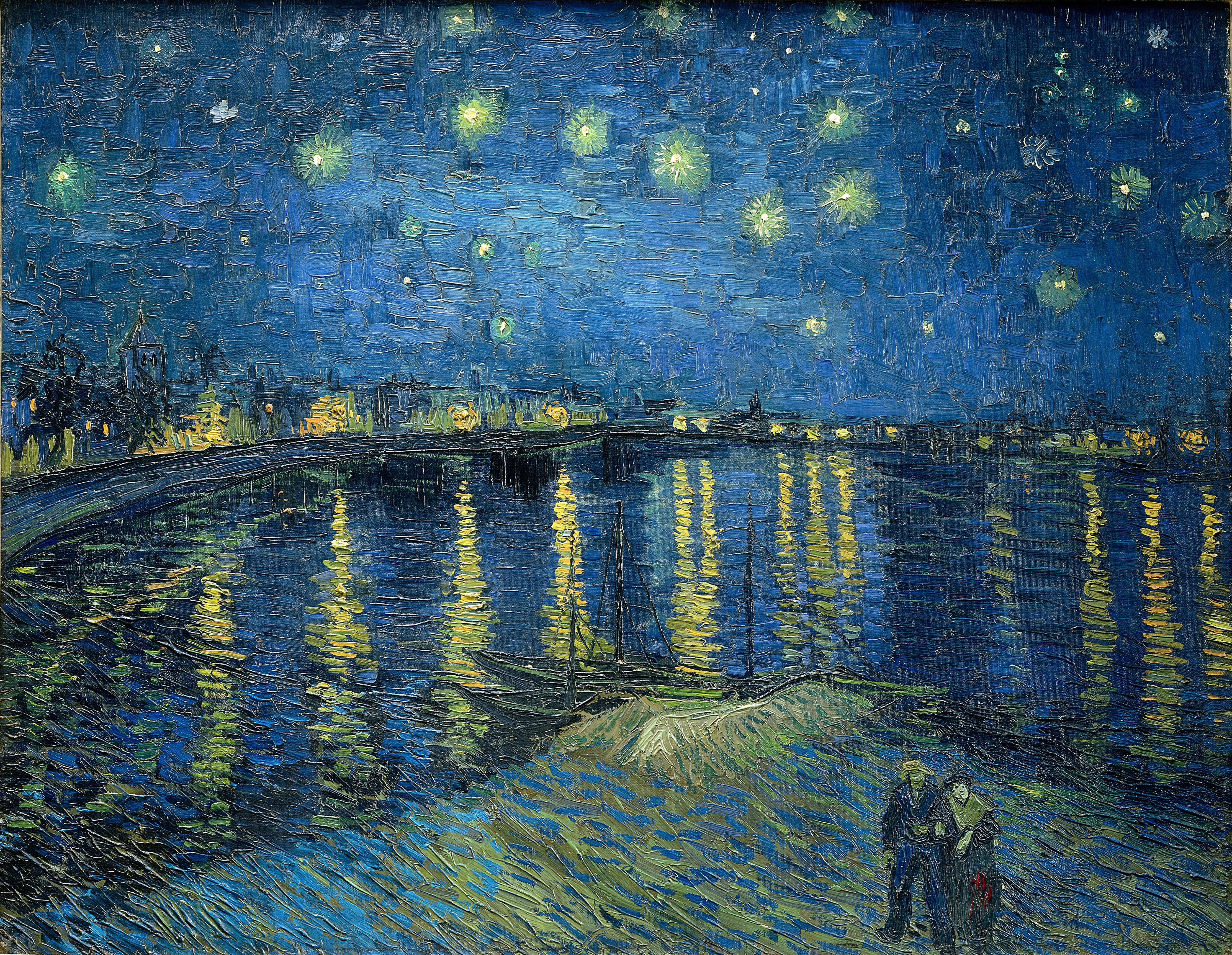
Noapte înstelată peste Rhône a lui Van Gogh (1888). Albastrul folosit pentru a crea o stare de spirit sau atmosferă. Un cer albastru de cobalt și apă de cobalt sau ultramarin.

### Arhitectură
Ca și orașul imperial Jodhpur, India, orașul berber Șafșauan din Maroc se caracterizează prin culoarea albastră a caselor și străzilor. Reflectând lumina soarelui, albastrul menține interioarele reci. Sulfatul de cupru amestecat cu varul care produce această culoare respinge țânțarii și termitele. Se relatează că locuitorii acestei regiuni deșertice Șafșauan au căutat să atragă atenția negustorilor alegând o culoare neobișnuită..

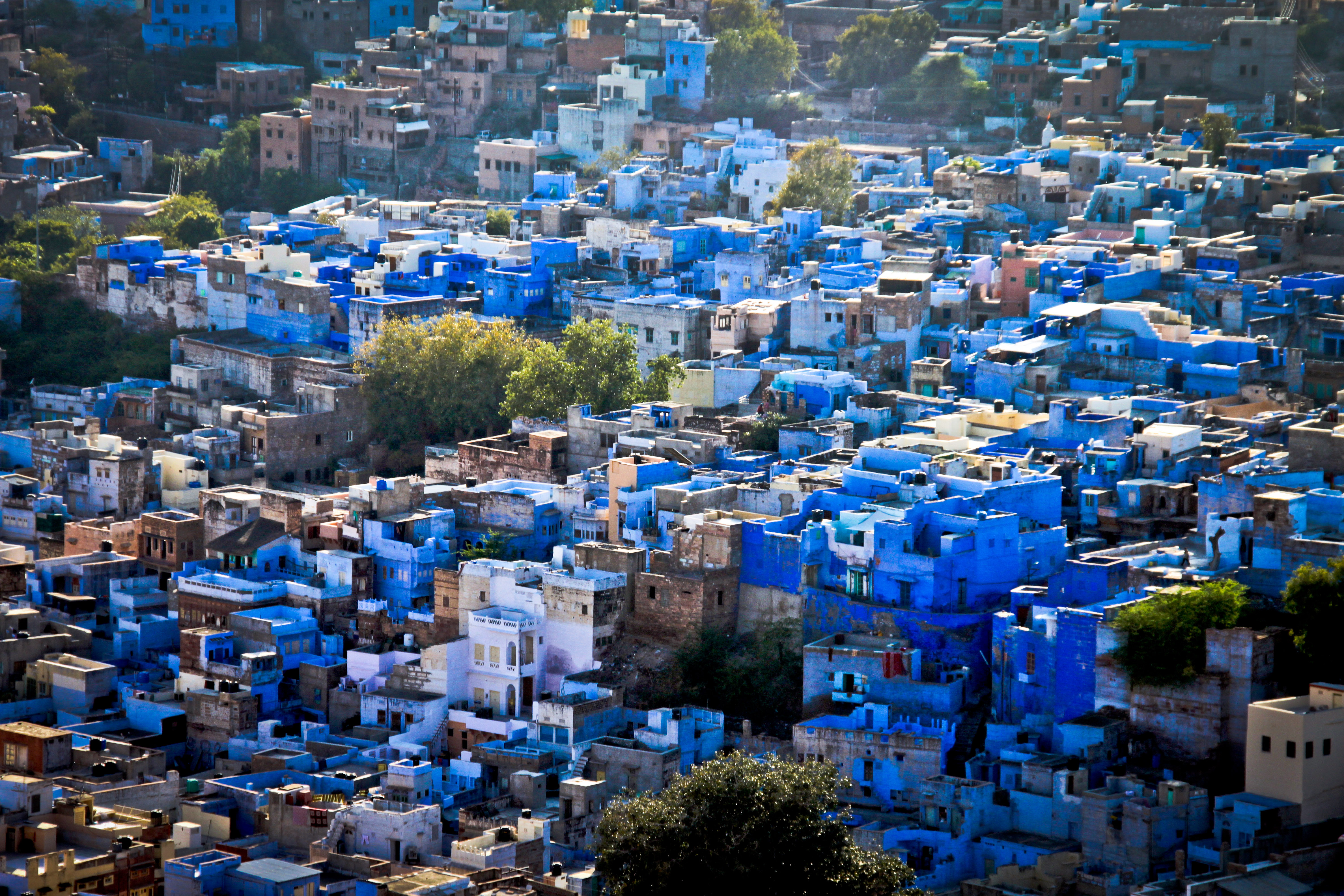
Jodhpur, India
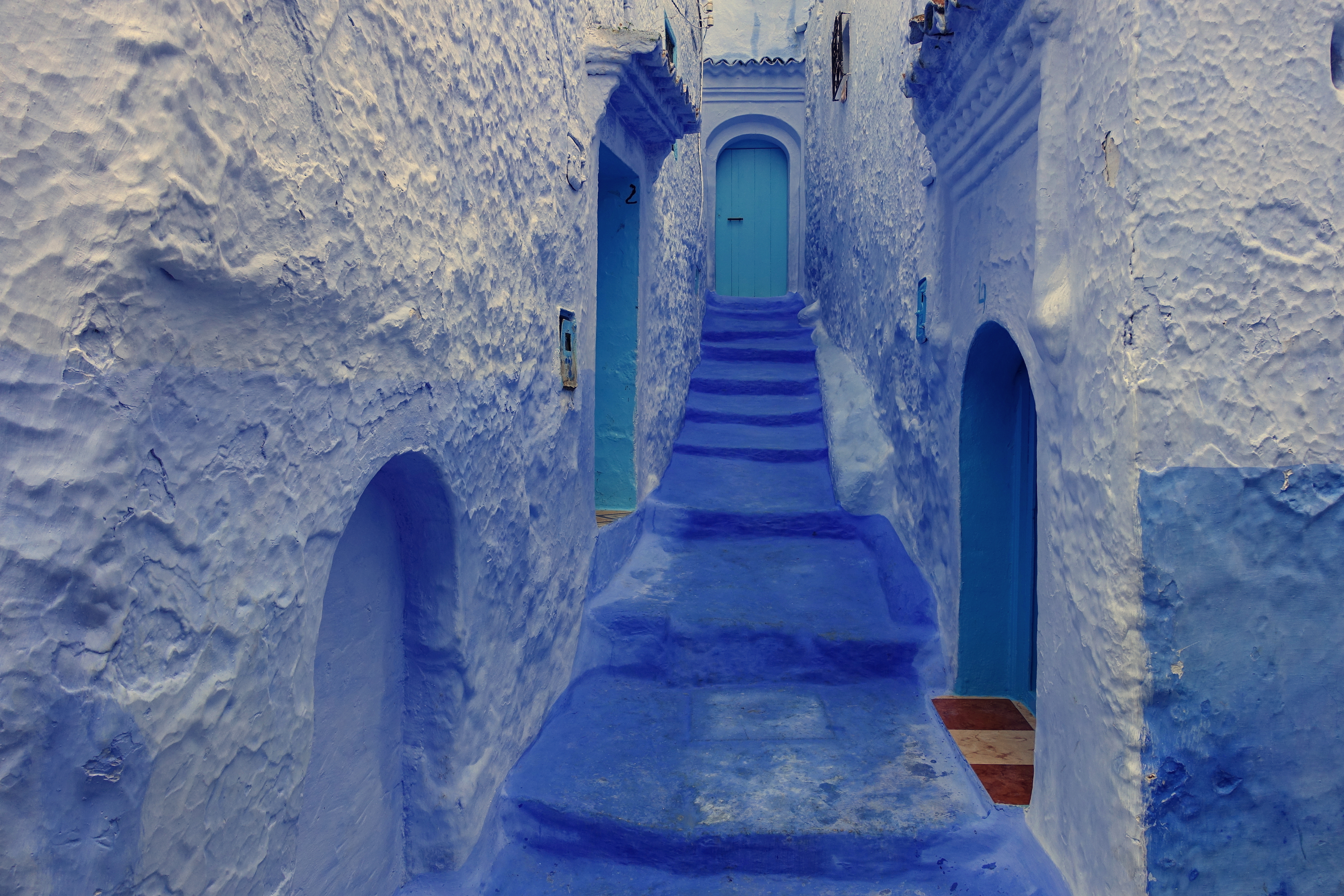
Șafșauan, Maroc
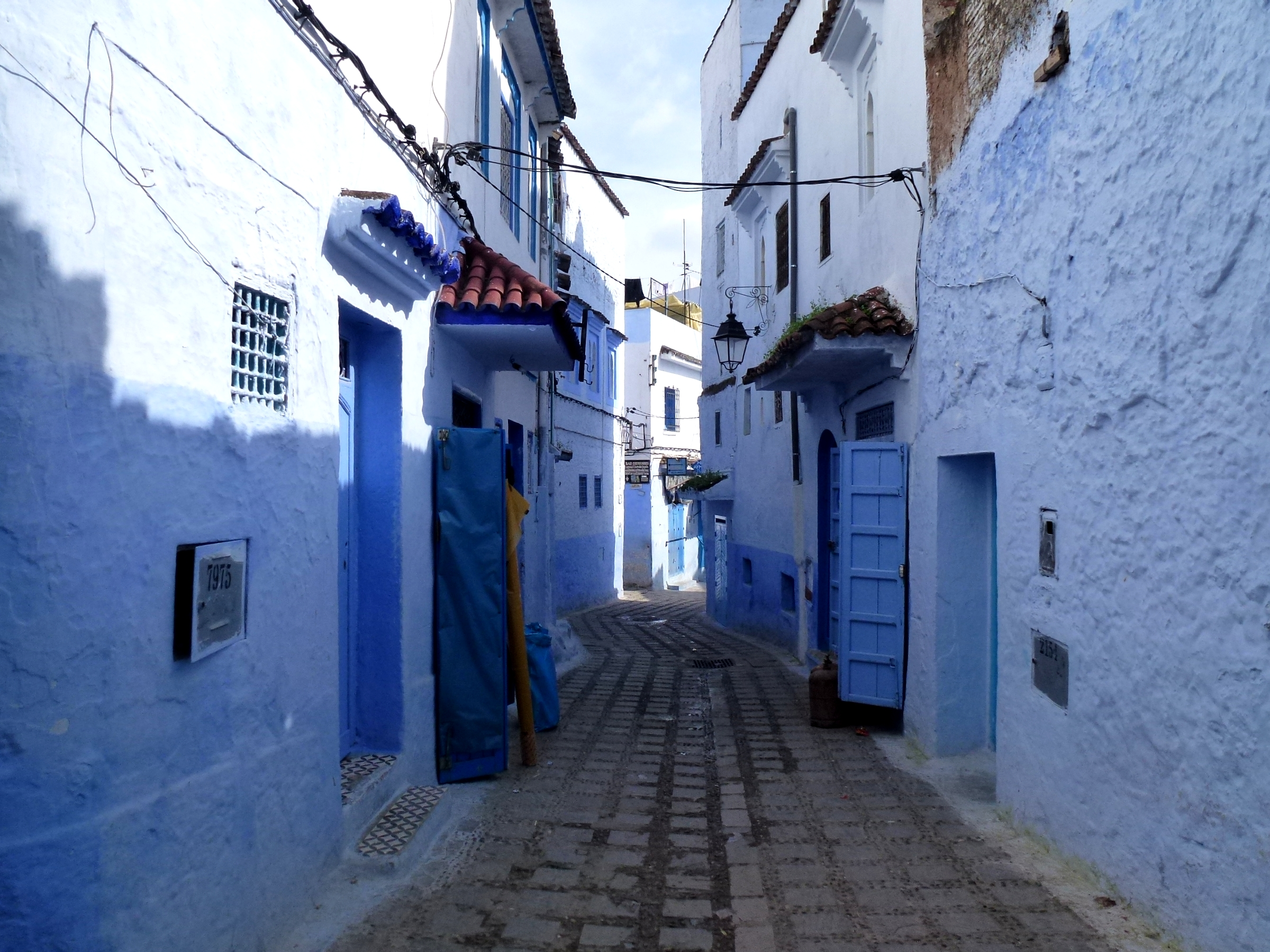
Șafșauan, Maroc

### Sport
În sport, albastrul este reprezentat pe scară largă în uniforme, în parte deoarece majoritatea echipelor naționale poartă culorile drapelului lor național. De exemplu, echipa națională de fotbal masculină a Franței este cunoscută sub numele de Les Bleus (Albaștrii). În mod similar, echipele Argentinei, Italiei și Uruguay-ului poartă bluze albastre. Confederația de fotbal din Asia și Confederația de fotbal din Oceania folosesc text albastru pe siglele lor. Albastrul este bine reprezentat în basebal, baschet, fotbal american și hochei pe gheață. Echipa națională de cricket a Indiei poartă uniformă albastră în timpul meciurilor internaționale.

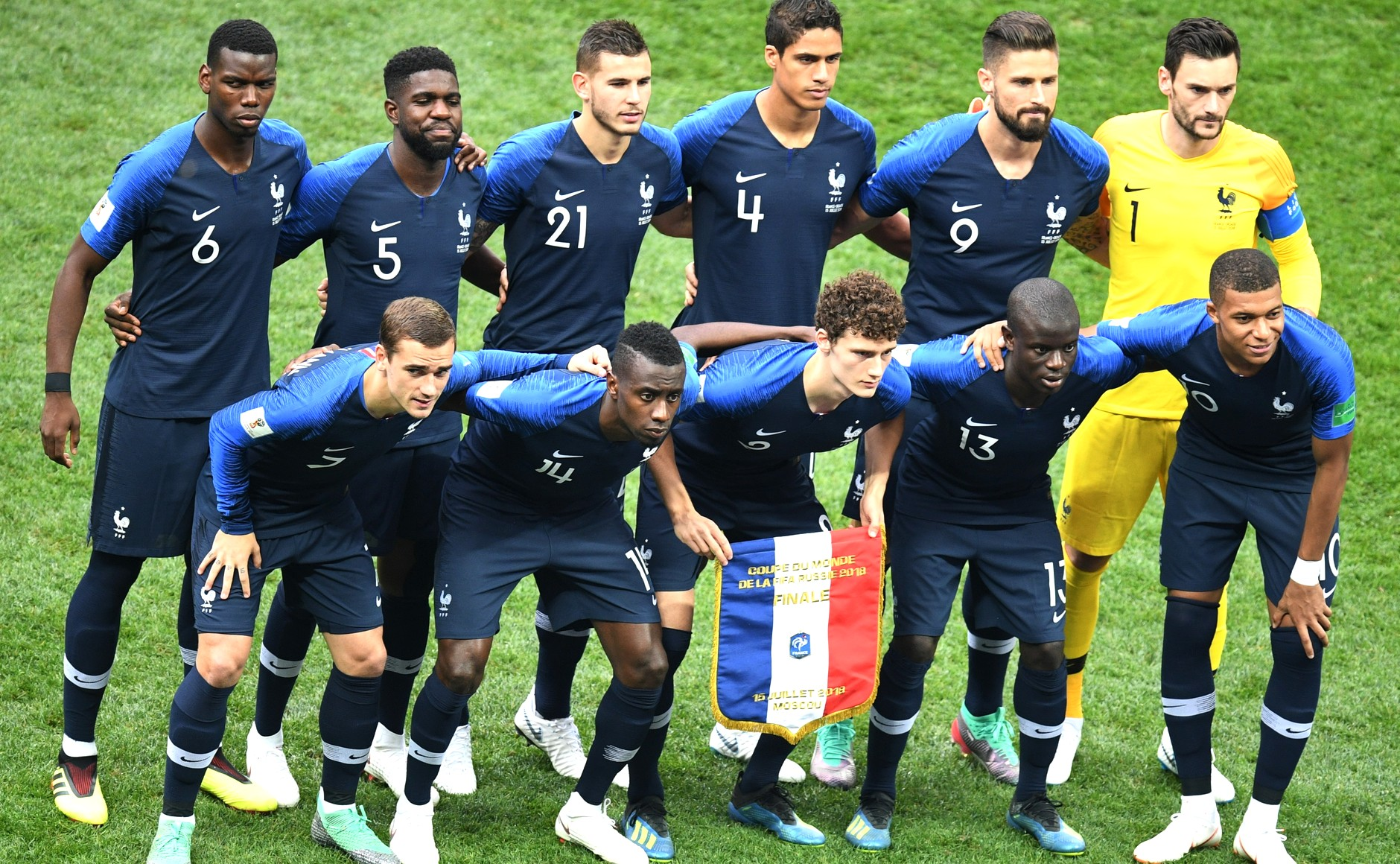
Les Bleus
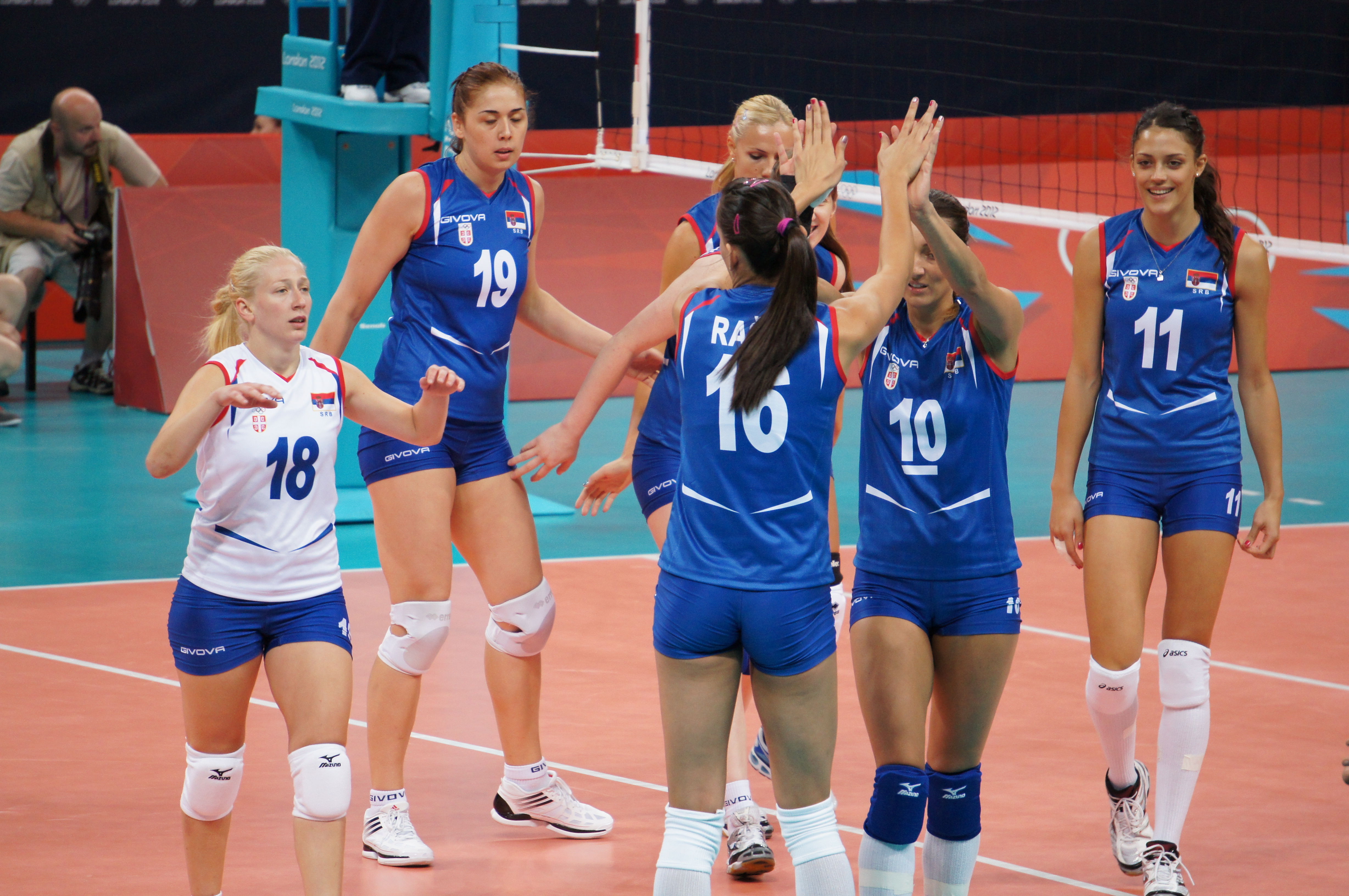
Echipa națională de volei a Serbiei, Jocurile Olimpice 2012
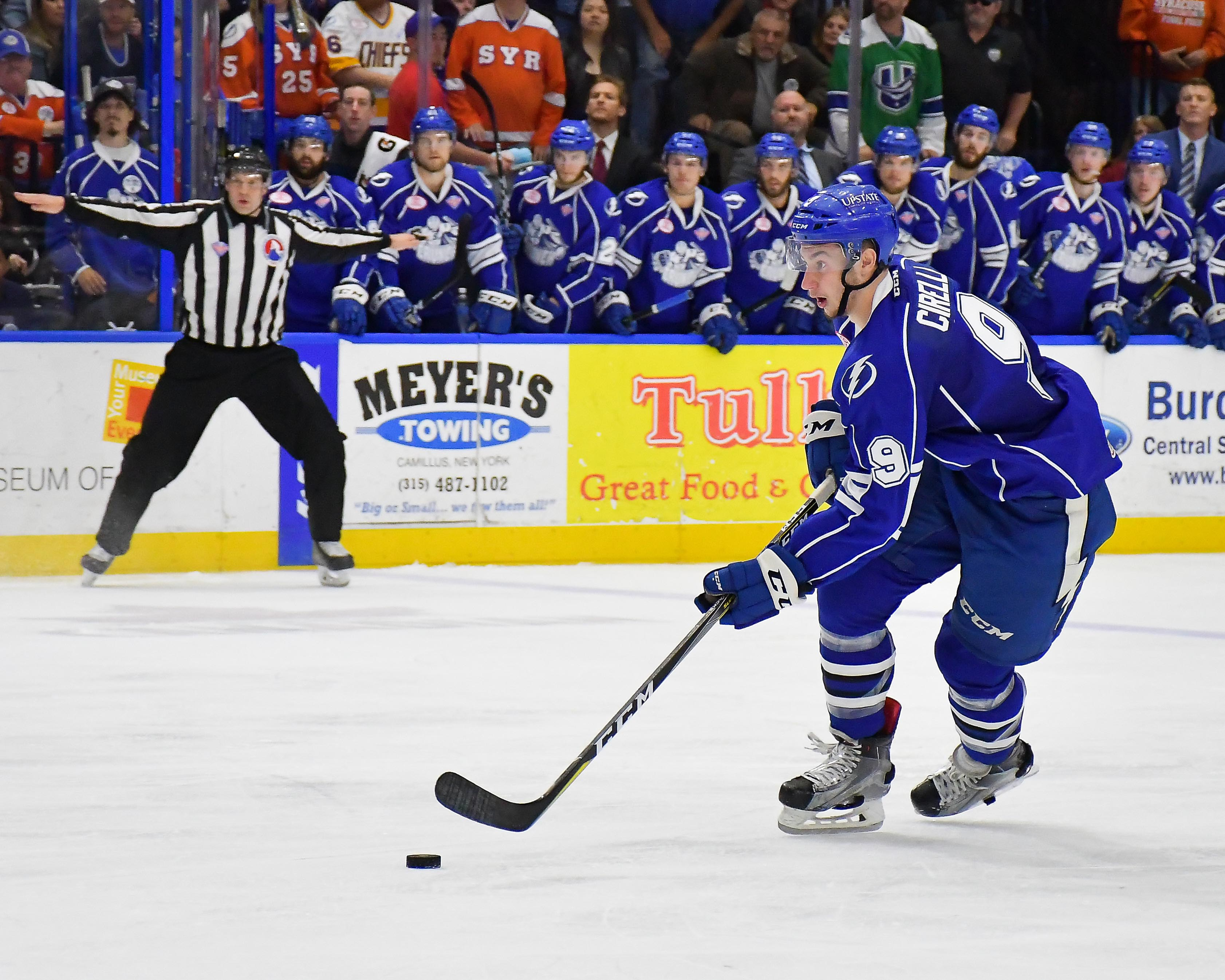
Echipă canadiană de hockey pe gheață

### Politică
Spre deosebire de roșu sau verde, albastrul nu a fost puternic asociat cu nici o țară, religie sau mișcare politică anume. Fiind o culoare a armoniei, a fost aleasă drept culoare pentru steaguri ale Națiunilor Unite, ale Uniunii Europene și ale NATO.
În politică, albastrul este uneori folosit drept culoarea partidelor conservatoare, în contrast cu roșul partidelor mai de stânga. Este culoarea partidului conservator britanic. Cu toate acestea, în Statele Unite, culorile sunt inversate. Pentru a evita asocierile democraților cu socialismul sau extrema stângă, statele care au votat democrat la patru alegeri prezidențiale consecutive sunt denumite „state albastre”, în timp ce cele care au votat pentru republicani sunt denumite „state roșii”.

Steagul Națiunilor Unite
Steagul Uniunii Europene
Steagul NATO

## În cultura mondială

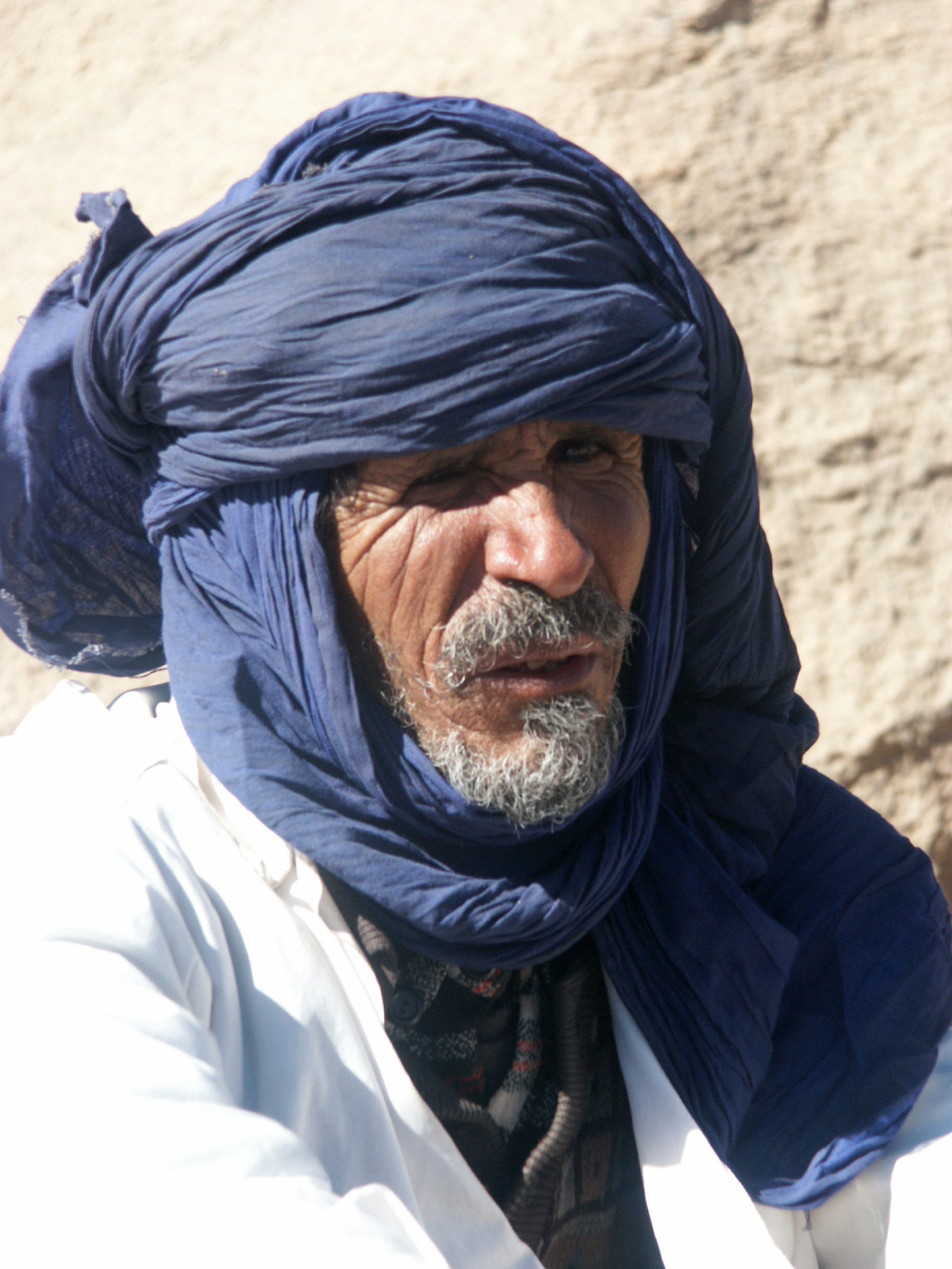
Un bărbat tuaregi din Africa de Nord poartă un tagelmust sau un turban vopsit cu indigo, care se transferă pe piele; aceștia au fost cunoscuți de primii vizitatori drept „bărbații albaștri” ai deșertului.

- În limba română există câteva expresii legate de albastru: „inimă albastră” (tristețe), „cântec de inimă albastră” (cântec melancolic), „situație albastră” (situație neplăcută, dificilă), „de/cu sânge albastru” definește o persoană de neam nobil. În poezie, Eminescu utilizează motivul florii albastre iar Nichita Stănescu folosește absurdul în „Frunză verde de albastru/mă doare un cal măiastru” pentru a sparge tiparul logic al gândirii. Mai rar întâlnite sunt conotațiile negative: sintagma „băieții cu ochi albaștri” face aluzie la ofițerii de Securitate[87][88][89][90] iar în informatică, „ecranul albastru” înseamnă o eroare a sistemului de operare Windows.
- În limba engleză, albastrul reprezintă adesea tristețea, de exemplu, He was feeling blue.
- În germană, a fi „albastru” (blau sein) înseamnă a fi beat. Acest lucru derivă din utilizarea antică a urinei, în special a urinei bărbaților care consumaseră alcool în obținerea vopselei albastre.[91] Poate fi, de asemenea, în legătură cu ploaia, care este de obicei considerată un declanșator al emoțiilor depresive.[92]
- În limbile germană, suedeză și norvegiană, se spune că o persoană naivă privește lumea cu un ochi albastru.[93][94]
- Albastrul poate reprezenta uneori fericirea și optimismul în melodiile populare,[95] referindu-se de obicei la cerul albastru.[96]
- Albastrul este folosit în mod obișnuit în occident pentru a simboliza băieții, spre deosebire de roz folosit pentru fete. La începutul anilor 1900, albastrul era culoarea pentru fete, deoarece în mod tradițional era culoarea hainelor Fecioarei Maria în arta occidentală, în timp ce roz era pentru băieți (întrucât era asemănător cu culoarea roșie, considerată o culoare masculină). [97]
- În China, culoarea albastră este asociată în mod obișnuit cu tortură, fantome și moarte.[98] Într-o operă tradițională chineză, un personaj cu fața pudrată în albastru este un personaj negativ.[99]
- În Turcia și Asia Centrală, albastru este culoarea doliului.[98]
- Bărbații tuaregi din Africa de Nord poartă un turban albastru numit tagelmust, care îi protejează de soarele și de nisip. Este colorat cu indigo. În loc să folosească colorant, pentru care este nevoie de apă prețioasă, tagelmust-ul este colorat pisându-l cu indigo pudră. Culoarea albastră se transferă pe piele, unde este văzută ca un semn de noblețe și belșug.[100] Vizitatorii timpurii i-au denumit „Bărbații Albaștri” din Sahara.[101]
- În cultura hopi din sud-vestul Americii, albastrul simbolizează vestul, care era văzut drept casa morții. Un vis despre o persoană care poartă pene albastre era considerat de rău augur.[98]
- În Thailanda, albastrul este asociat cu vineri din calendarul solar tailandez. Oricine poate purta vinerea albastru și oricine se naște vineri poate adopta albastru ca culoare.